# SK Rapid Wien

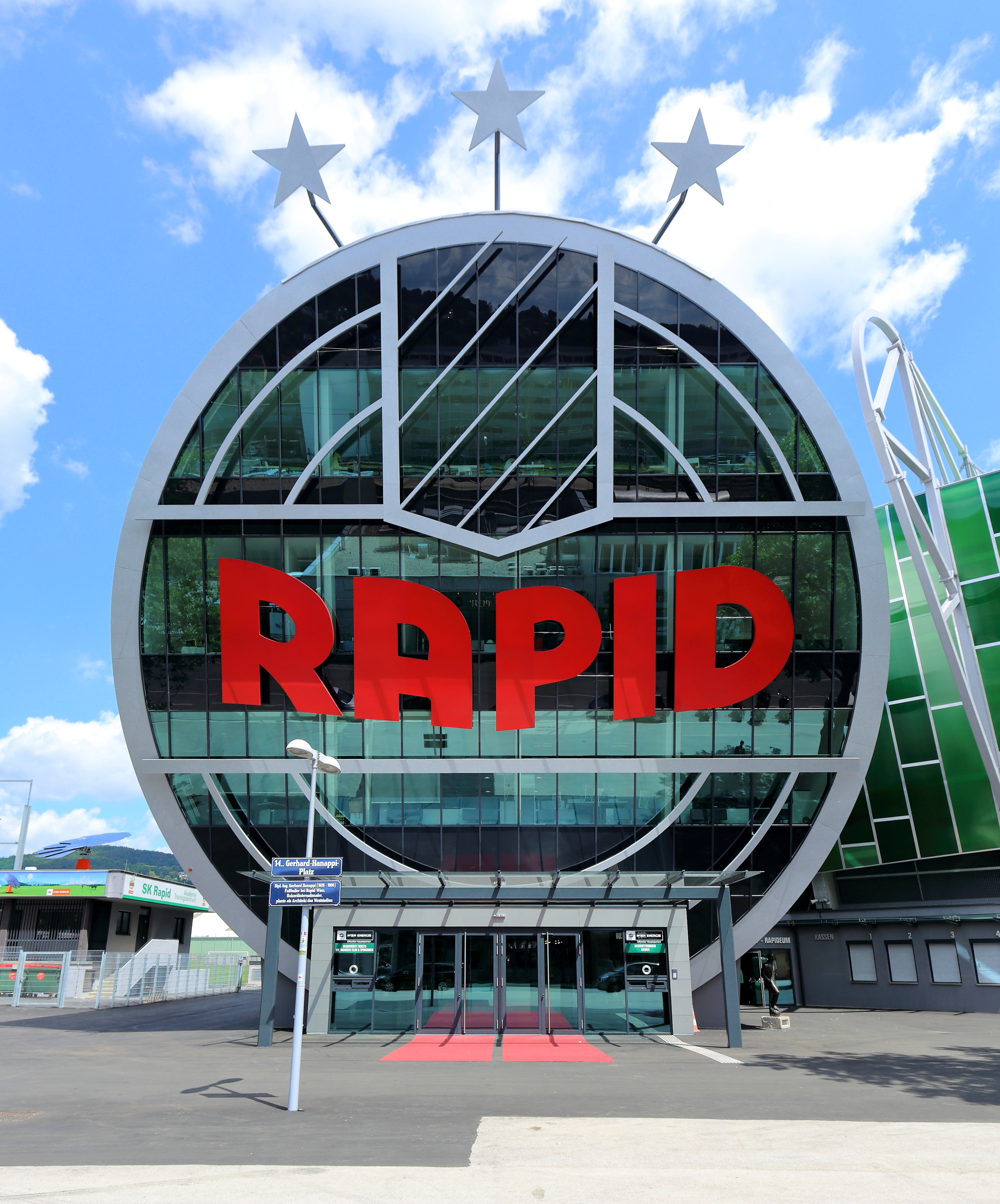
Rapid-Wappen mit rund 20 Meter Durchmesser an der Stirnseite der sogenannten „Röhre“ des Allianz-Stadions

Der Sportklub Rapid, kurz SK Rapid oder SCR (1899–1978 Sportclub „Rapid“), ist ein österreichischer Fußballklub. Er spielt in der Bundesliga und ist im Allianz Stadion im Wiener Stadtteil Hütteldorf beheimatet. Der Verein trägt die Farben Grün und Weiß, auswärts die Gründungsfarben Rot und Blau.
Der Sportklub Rapid wurde im Jahre 1897 als „1. Wiener Arbeiter-Fußball-Club“ ins Leben gerufen. Den Namen Rapid übernahm der Klub bereits am 8. Jänner 1899; die ursprünglich blau-roten Farben wurden sechs Jahre später durch die heutigen ersetzt. Der Verein errang bisher 32 Meistertitel in Österreich und ist damit Rekordmeister. Außerdem konnte er international mit dem Sieg im Mitropapokal 1930 und 1951 sowie mit dem zweimaligen Erreichen des Finales des Europapokals der Pokalsieger 1985 und 1996 bedeutende Erfolge feiern. Zur Zeit des Nationalsozialismus wurde Rapid 1938 Deutscher Pokalsieger und 1941 Deutscher Fußballmeister. Seit der ersten österreichischen Meisterschaftssaison 1911/12 spielt der Verein immer erstklassig. Die Profifußballabteilung wurde zum 1. Juli 2016 aufgrund eines Wartungserlasses des Finanzministeriums in die SK Rapid GmbH ausgegliedert, deren einziger Gesellschafter der Verein ist.
Mit über 23.000 Mitgliedern (Stand: März 2025) gehört er zu den größten Sportvereinen Österreichs. Der Verein darf als 32-maliger Rekord-Fußballmeister in Österreich im Vereinswappen drei Sterne, für zehn Meistertitel je einen, führen.
Die Handballsektion konnte sich mit vier österreichischen Meisterschaften einen Namen machen.

## Geschichte

### 1897–1912: Erster Fußballmeister Österreichs
Der Verein wurde im Sommer des Jahres 1897 unter dem Namen „Erster Wiener Arbeiter-Fußball-Club“ gegründet und zählt damit zu den ältesten Fußballklubs des Landes. Erstmals erwähnt wurde der Fußballklub am 5. Mai 1898 im „Neuen Wiener Abendblatt“:

„Der I. Wiener Arbeiter-Fußballclub, welcher es sich zur Aufgabe gestellt hat, den in Wien so beliebt gewordenen Fußballsport auch unter der arbeitenden Klasse sportfreundliche (sic!) Collegen einzuführen, ladet hiemit alle ernstlich sportgesinnten Arbeiter ein, dem Club, welcher bereits über eine Anzahl guter und geschulter Spieler verfügt, beizutreten.“

Gespielt wurde auf einem Teil des vormaligen Exerzierfeldes der k.(u.)k.-Armee auf der Schmelz südlich der 1895 erbauten Radetzky-Kaserne. Die Gründungsmannschaften bestanden vor allem aus jungen Rekruten, erster Kapitän des Arbeiter-FC war Josef Kailich. Die Vereinsfarben wurden mit Blau-Rot festgelegt.

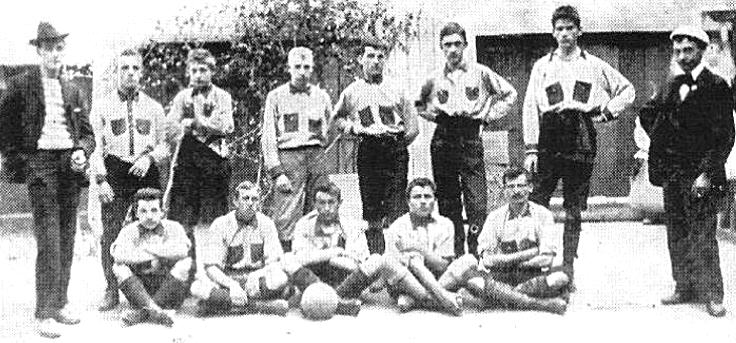
Die Mannschaft des Erster Wiener Arbeiter-Fußball-Clubs 1898

Das erste (bekannte) Freundschaftsspiel des Arbeiter-FC endete 1:1 gegen den Meidlinger FC Vorwärts. Die ersten Spiele des Arbeiter-FC endeten dennoch meist mit einem deutlichen Sieg für den Gegner. So belegte man bei der Teilnahme des Kaiser-Franz-Joseph-Jubiläums-Turniers von 1898 den letzten Platz. Gegen den Wiener AC verlor man zwei Wochen später sogar mit 0:20 Toren. Der einzige urkundlich belegte Sieg bei 19 Spielen mit einem Torverhältnis von 13:107 gelang dem Arbeiter-FC mit 4:1 gegen Vindobona Wien, einem frühen Vorgängerklub des SK Admira Wien. So kam es eineinhalb Jahre nach der Gründung des Vereins zu einer Krisensitzung am 8. Jänner 1899. An diesem Tag entschloss sich die Vereinsführung, den Namen des Vereins zu ändern. Nach dem Vorbild von Rapide 93 aus Berlin-Niederschönhausen erfolgte die Umbenennung in „Sportklub Rapid“. Der 8. Jänner 1899 wurde dadurch zum offiziellen Gründungsdatum. Dennoch verließen die Spieler des neuen SK Rapid Wien auch weiterhin das Spielfeld meist als Verlierer.

| Saison                                 | Platz (Teiln.)              | Sp                       | S                        | U                        | N                        | Tore                     | Pkt.                     |
| Tagblatt-Pokal 2. Klasse               | Tagblatt-Pokal 2. Klasse    | Tagblatt-Pokal 2. Klasse | Tagblatt-Pokal 2. Klasse | Tagblatt-Pokal 2. Klasse | Tagblatt-Pokal 2. Klasse | Tagblatt-Pokal 2. Klasse | Tagblatt-Pokal 2. Klasse |
| -------------------------------------- | --------------------------- | ------------------------ | ------------------------ | ------------------------ | ------------------------ | ------------------------ | ------------------------ |
| 1900/01                                | 02. (5)                     | 07                       | 03                       | 02                       | 01                       | 18:10                    | 08                       |
| 1900/01                                | 03. (6)                     | 08                       | 02                       | 02                       | 04                       | 12:15                    | 06                       |
| Tagblatt-Pokal 2. Klasse, I. Abteilung |                             |                          |                          |                          |                          |                          |                          |
| 1901/02                                | 03. (4)                     | 06                       | 02                       | 02                       | 02                       | 10:13                    | 06                       |
| Tagblatt-Pokal 2. Klasse A             |                             |                          |                          |                          |                          |                          |                          |
| 1902/03                                | 01. (7)                     | Finalturnier             | Finalturnier             | Finalturnier             | Finalturnier             | Finalturnier             | Finalturnier             |
| Legende                                |                             |                          |                          |                          |                          |                          |                          |
|                                        | Aufsteiger in die 1. Klasse |                          |                          |                          |                          |                          |                          |

Im Jahre 1900 wurde die Fußball-Union gegründet, welche die ersten österreichischen Meisterschaften abhielt; Rapid spielte vorerst in der zweiten Klasse. Im Jahre 1901 bestritt Rapid ihr erstes Spiel außerhalb der heutigen Grenzen Österreichs. Gegen den Prager FK Austria erreichte man in Böhmen ein 1:1-Unentschieden. Die Mannschaft erhielt hierfür 108 österreichische Kronen, wofür sie sogar eine drittklassige Zugfahrt in Kauf nahm. Erst im Nachhinein stellte sich heraus, dass Rapid nur deshalb als Gegner gewählt wurde, weil kein anderer Wiener Verein für eine so niedrige Entschädigung antreten wollte. Im Jahr 1903 siedelte Rapid Wien um. Am 15. März 1903 wurde der neue Rapidplatz in Rudolfsheim mit einer Niederlage gegen Graphia eröffnet. Der Platz war schief und wies einen Höhenunterschied von über zwei Metern von einem zum anderen Tor auf. Rapid verstand es jedoch bald, diese Tatsache für sich zu nutzen und feierte zunehmend Siege. Noch 1903 gelang mit einem Sieg über den Deutschen Sportverein im Entscheidungsspiel der Aufstieg in die erste Klasse, aus der Rapid bislang nicht mehr abgestiegen ist. Zwei Jahre später, 1905, entschloss man sich, zudem die Vereinsfarben auf Grün-Weiß zu ändern. Diese Farben blieben dem Verein bis heute erhalten. Die ersten Trikots der Mannschaft in den neuen Farben waren längsgestreift. Nachdem die erfolgreiche Mannschaft auch immer mehr Fans gewonnen hatte, eröffnete man im Jahre 1907 das erste Klubhaus und eine Tribüne. Herausragender Rapidspieler dieser Zeit war Josef Schediwy, der das technische Spiel der Grün-Weißen damals entscheidend prägte.

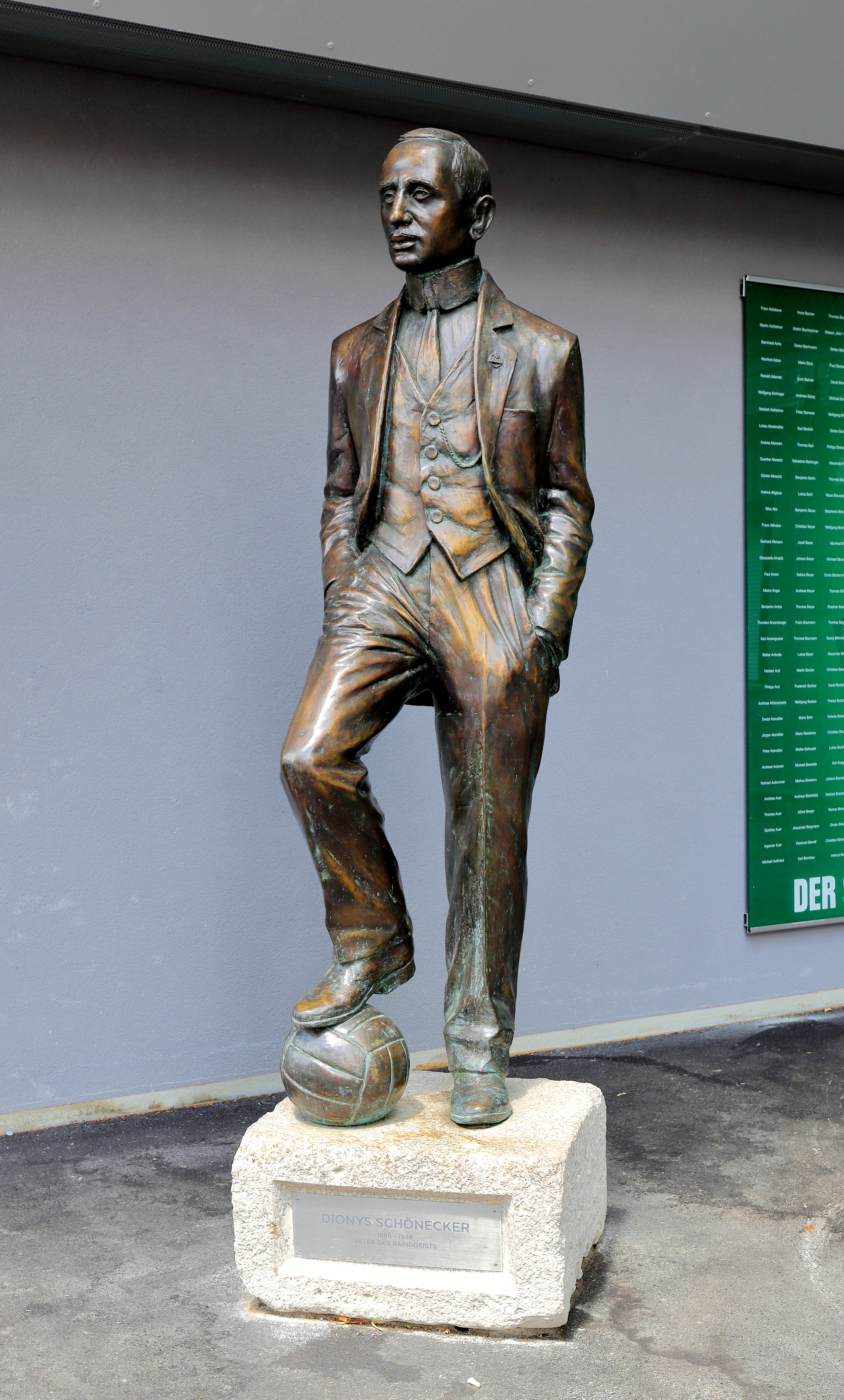
Dionys-Schönecker-Statue vor dem Stadion

Mit einer großzügigen Feier zum zehnjährigen Bestandsjubiläum und dem zuvor erwähnten Umbau verschuldete sich der Verein, was dazu führte, dass im Jahre 1910 die Stadt Wien den Pachtvertrag mit dem Verein kündigte und den schiefen Rapidplatz planierte. Die Mannschaft verlor ihre Heimstätte und stürzte in eine Krise. Der Vorstand und mehrere Spieler verließen den Klub. Der Schriftsetzer Dionys Schönecker (1888–1938) übernahm die Mannschaft und führte sie fortan von Sieg zu Sieg. In Hütteldorf begann man mit dem Bau einer neuen Heimstätte – der Pfarrwiese. Die Fertigstellung erfolgte im Jahre 1911. Das Stadion hatte zunächst ein Fassungsvermögen von 4000 Zuschauern und sollte die nächsten 70 Jahre die Heimstätte der Grün-Weißen bleiben. Im selben Jahr, in dem das Stadion eröffnet wurde, wurde auch die erste österreichische Meisterschaft ausgetragen. Mit 15 Siegen in 20 Spielen wurde man überraschend der erste österreichische Fußballmeister. Von diesem Zeitpunkt an war die Mannschaft stets alleiniger österreichischer Rekordmeister im Fußball. Im Folgejahr holte man den Titel sogar ohne eine einzige Niederlage, was in der Saison 1934/35 noch einmal gelang.

### 1912–1930: Serienmeister und Mitropacupsieger
| Saison                                                        | Platz (Teiln.)                      | Sp                                  | S                                   | U                                   | N                                   | Tore                                | Pkt.                                |
| ÖFV: Erste Klasse: Niederösterreich                           | ÖFV: Erste Klasse: Niederösterreich | ÖFV: Erste Klasse: Niederösterreich | ÖFV: Erste Klasse: Niederösterreich | ÖFV: Erste Klasse: Niederösterreich | ÖFV: Erste Klasse: Niederösterreich | ÖFV: Erste Klasse: Niederösterreich | ÖFV: Erste Klasse: Niederösterreich |
| ------------------------------------------------------------- | ----------------------------------- | ----------------------------------- | ----------------------------------- | ----------------------------------- | ----------------------------------- | ----------------------------------- | ----------------------------------- |
| 1911/12 K1                                                    | 01. (12)                            | 20                                  | 15                                  | 01                                  | 04                                  | 64:31                               | 31                                  |
| 1912/13                                                       | 01. (10)                            | 18                                  | 15                                  | 03                                  | 0                                   | 59:17                               | 33                                  |
| 1913/14                                                       | 02. (10)                            | 18                                  | 11                                  | 05                                  | 02                                  | 51:26                               | 00                                  |
| 1915                                                          | 03. (10)                            | 09                                  | 04                                  | 02                                  | 03                                  | 23:16                               | 10                                  |
| 1915/16                                                       | 01. (10)                            | 18                                  | 15                                  | 01                                  | 02                                  | 87:26                               | 31                                  |
| 1916/17                                                       | 01. (10)                            | 18                                  | 13                                  | 03                                  | 02                                  | 64:28                               | 29                                  |
| 1917/18                                                       | 02. (10)                            | 18                                  | 09                                  | 06                                  | 03                                  | 46:23                               | 24                                  |
| 1918/19                                                       | 01. (10)                            | 18                                  | 15                                  | 01                                  | 02                                  | 67:15                               | 31                                  |
| ÖFV (NFV): Erste Klasse                                       |                                     |                                     |                                     |                                     |                                     |                                     |                                     |
| 1919/20                                                       | 01. (12)                            | 22                                  | 15                                  | 03                                  | 04                                  | 71:29                               | 33                                  |
| 1920/21                                                       | 01. (13)                            | 24                                  | 17                                  | 06                                  | 01                                  | 86:39                               | 40                                  |
| 1921/22                                                       | 03. (13)                            | 24                                  | 14                                  | 03                                  | 07                                  | 72:46                               | 31                                  |
| 1922/23                                                       | 01. (13)                            | 24                                  | 15                                  | 06                                  | 03                                  | 78:42                               | 36                                  |
| ÖFV (WFV): Erste Klasse                                       |                                     |                                     |                                     |                                     |                                     |                                     |                                     |
| 1923/24                                                       | 04. (12)                            | 22                                  | 11                                  | 05                                  | 06                                  | 55:48                               | 27                                  |
| 1924/25                                                       | 04. (11)                            | 20                                  | 09                                  | 05                                  | 06                                  | 49:39                               | 23                                  |
| ÖFB (WFV): I. Liga                                            |                                     |                                     |                                     |                                     |                                     |                                     |                                     |
| 1925/26 K1                                                    | 05. (13)                            | 24                                  | 12                                  | 03                                  | 09                                  | 61:57                               | 27                                  |
| 1926/27                                                       | 03. (13)                            | 24                                  | 15                                  | 01                                  | 08                                  | 82:44                               | 31                                  |
| 1927/28                                                       | 02. (13)                            | 24                                  | 18                                  | 0                                   | 06                                  | 82:46                               | 36                                  |
| 1928/29                                                       | 01. (12)                            | 22                                  | 15                                  | 03                                  | 04                                  | 57:31                               | 33                                  |
| 1929/30                                                       | 01. (11)                            | 20                                  | 13                                  | 04                                  | 03                                  | 67:29                               | 30                                  |
| Legende                                                       |                                     |                                     |                                     |                                     |                                     |                                     |                                     |
|                                                               | Meister                             |                                     |                                     |                                     |                                     |                                     |                                     |
| K1 Änderung des Meisterschaftsmodus und Umbenennung der Liga. |                                     |                                     |                                     |                                     |                                     |                                     |                                     |

Die Elf von Dionys Schönecker blieb weiterhin die stärkste österreichische Fußballmannschaft. In den ersten zwölf Meisterschaftsjahren wurden die Hütteldorfer insgesamt acht Mal österreichischer Meister. Das Team um ihren Kapitän Richard Kuthan konnte auch die ersten beiden österreichischen Cupwettbewerbe 1919 und 1920 gewinnen. Die stetig wachsende Fangemeinde des erfolgreichen Vereins führte in dieser Zeit die berühmte Rapid-Viertelstunde ein.
Wegen der immer zahlreicher werdenden Fans entschloss man sich Anfang der 1920er Jahre zu einem Ausbau des Stadions. Durch den Zubau einer Tribüne vergrößerte man das Fassungsvermögen auf 20.000 Zuschauer. Die Eröffnung des neuen Stadions fand am 2. Oktober 1921 mit einem Meisterschaftsspiel gegen den Floridsdorfer AC statt. Das ausverkaufte Spiel konnte Rapid mit 6:4 gewinnen. Internationale Freundschaftsspiele wurden allerdings zumeist auf die Hohe Warte verlegt, wohin damals rund 40.000 Zuseher kamen. Nach dem achten Meistertitel 1923 stürzte der Verein allerdings in eine kleine Krise. Rapids Kampfmannschaft überalterte, fast alle Spieler beendeten gleichzeitig ihre Karriere. Nachwuchsspieler waren, als eine Spätfolge des Ersten Weltkrieges, nur spärlich vorhanden. Der Verein brauchte einige Jahre, um sich von diesem Generationenwechsel zu erholen.
Im Jahre 1927 wurde der Mitropapokal, der Vorläufer des Europapokals, eingeführt. Teilnahmeberechtigt waren der österreichische Meister sowie der österreichische Cupsieger. Rapid scheiterte mit ihrem neuen Trainer Edi Bauer jedoch erneut in der Meisterschaft. Ende der Saison hatte man zwar die meisten Treffer erzielt, stand jedoch nur auf Platz drei in der Tabelle. Die Qualifikation musste daher über den Cup erfolgen. Im Finale stand man schließlich der Wiener Austria auf der Hohen Warte gegenüber. Vor 17.000 Zuschauern gelang der wichtige Sieg mit 3:0. Rapid Wien schaffte daraufhin mit Siegen über Hajduk Split und Slavia Prag sogar den Einzug in das Mitropacupfinale. Hier mussten die Hütteldorfer allerdings gegen Sparta Prag eine schmerzhafte 2:6-Niederlage in Prag einstecken. Der 2:1-Sieg im Rückspiel in Wien reichte nicht mehr zum ersten internationalen Titel.
Als Finalist war man jedoch fest für den nächsten Mitropapokal 1928 qualifiziert. Rapid Wien erreichte wiederum das Finale, auch wenn sich der Weg dorthin deutlich schwieriger als ein Jahr zuvor gestaltete. Diesmal trafen die Grün-Weißen auf den ungarischen Verein Ferencvárosi Torna Club, gegen den man wiederum eine hohe 7:1-Auswärtsniederlage im Hinspiel einstecken musste. Erneut konnte das Rückspiel in Wien gewonnen werden, diesmal mit 5:3, der Titel ging jedoch nach Ungarn. Im dritten Anlauf 1929 schied man bereits im Halbfinale gegen den späteren Sieger Újpest Budapest aus. Der Meisterschaftsgewinn in dieser Saison war nur ein schwacher Trost.
Die Spielzeit 1929/30 war eine der erfolgreichsten in der Vereinsgeschichte des Rapid. Die Hütteldorfer konnten zum 10. Mal Österreichischer Meister werden. Im Cup feierte man zudem mit 17:0 gegen den SK Neubau den höchsten Sieg in der Vereinsgeschichte, allerdings schied man später aus. Als Meister konnte man sich nun zum vierten Mal im Mitropapokal versuchen. Der Aufstieg ins Finale gelang dieses Mal leicht. Zwei Kantersiege (6:1 und 5:1) in Wien gegen den CFC Genua und Ferencvárosi Torna Club ebneten den Weg. Im Finale sah man sich wiederum Sparta Prag gegenüber, an die man noch schmerzhafte Erinnerungen vom ersten Mitropacupfinale hatte. In Prag konnte man überraschend einen 2:0-Auswärtssieg erreichen. In Wien verlor man zwar mit 2:3 – Rapid war allerdings dank des besseren Torverhältnisses Mitropacupsieger 1930. Über 40.000 Zuschauer verfolgten das Spiel in Döbling. Der ehemals kleine Arbeiterverein konnte als erste österreichische Fußballmannschaft einen großen internationalen Titel gewinnen. Der Ruf als europäisches Spitzenteam konnte zudem durch zahlreiche Siege in Freundschaftsspielen untermauert werden. So konnte Rapid beispielsweise am 22. Juni 1930 Ajax Amsterdam – in derselben Saison niederländischer Meister – mit 16:2 deklassieren.

### 1930–1945: Wechselvolle 1930er Jahre und Zeit des Nationalsozialismus
| Saison                                                                                            | Platz (Teiln.)     | Sp                                 | S                                  | U                                  | N                                  | Tore                               | Pkt.                               |
| ÖFB (WFV): I. Liga                                                                                | ÖFB (WFV): I. Liga | ÖFB (WFV): I. Liga                 | ÖFB (WFV): I. Liga                 | ÖFB (WFV): I. Liga                 | ÖFB (WFV): I. Liga                 | ÖFB (WFV): I. Liga                 | ÖFB (WFV): I. Liga                 |
| ------------------------------------------------------------------------------------------------- | ------------------ | ---------------------------------- | ---------------------------------- | ---------------------------------- | ---------------------------------- | ---------------------------------- | ---------------------------------- |
| 1930/31                                                                                           | 03. (10)           | 18                                 | 12                                 | 02                                 | 04                                 | 64:33                              | 26                                 |
| 1931/32                                                                                           | 03. (12)           | 22                                 | 15                                 | 01                                 | 06                                 | 70:39                              | 31                                 |
| 1932/33                                                                                           | 03. (12)           | 22                                 | 15                                 | 02                                 | 05                                 | 65:35                              | 32                                 |
| 1933/34                                                                                           | 02. (12)           | 22                                 | 15                                 | 01                                 | 06                                 | 80:34                              | 31                                 |
| 1934/35                                                                                           | 01. (12)           | 22                                 | 18                                 | 04                                 | 0                                  | 95:30                              | 40                                 |
| 1935/36                                                                                           | 03. (12)           | 22                                 | 12                                 | 02                                 | 08                                 | 58:40                              | 26                                 |
| 1936/37                                                                                           | 05. (12)           | 22                                 | 07                                 | 07                                 | 08                                 | 51:40                              | 21                                 |
| ÖFB (WFV): Nationalliga                                                                           |                    |                                    |                                    |                                    |                                    |                                    |                                    |
| 1937/38 K1                                                                                        | 01. (10)           | 18                                 | 14                                 | 02                                 | 02                                 | 59:19                              | 30                                 |
| Gauliga: Sport-Gau 17                                                                             |                    |                                    |                                    |                                    |                                    |                                    |                                    |
| 1938/39 K1                                                                                        | 03. (10)           | 18                                 | 11                                 | 03                                 | 04                                 | 60:29                              | 25                                 |
| 1939/40                                                                                           | 01. (08)           | 14                                 | 09                                 | 02                                 | 03                                 | 50:24                              | 20                                 |
| 1940/41                                                                                           | 01. (10)           | 18                                 | 12                                 | 04                                 | 02                                 | 82:29                              | 28                                 |
| 1941/42                                                                                           | 03. (09)           | 16                                 | 08                                 | 03                                 | 05                                 | 39:30                              | 19                                 |
| 1942/43                                                                                           | 06. (11)           | 20                                 | 10                                 | 02                                 | 08                                 | 65:53                              | 22                                 |
| 1944                                                                                              | 07. (09)           | 16                                 | 05                                 | 03                                 | 08                                 | 37:42                              | 13                                 |
| 1945 K2                                                                                           | 01. (10)           | Meisterschaft wurde nicht gewertet | Meisterschaft wurde nicht gewertet | Meisterschaft wurde nicht gewertet | Meisterschaft wurde nicht gewertet | Meisterschaft wurde nicht gewertet | Meisterschaft wurde nicht gewertet |
| Legende                                                                                           |                    |                                    |                                    |                                    |                                    |                                    |                                    |
|                                                                                                   | Meister            |                                    |                                    |                                    |                                    |                                    |                                    |
| K1 Änderung des Meisterschaftsmodus und Umbenennung der Liga. K2 Meisterschaft wurde abgebrochen. |                    |                                    |                                    |                                    |                                    |                                    |                                    |

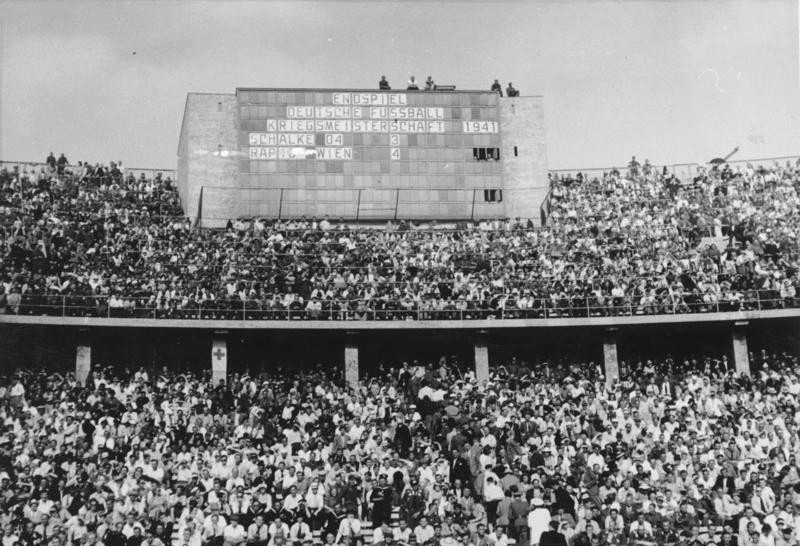
Endspiel um die Deutsche Meisterschaft 1941 gegen FC Schalke 04

Zu Beginn der 1930er Jahre dominierten zunächst andere Wiener Clubs den österreichischen und europäischen Vereinsfußball. Die Vienna wurde 1931 Meister und sogar Mitropacupsieger. Rapid musste sich mit dem dritten Platz zufriedengeben. Von St. Pölten holten sie schließlich mit Franz Binder, schon bald allgemein „Bimbo“ genannt, einen neuen jungen Stürmer, der für den Verein über 1000 Tore erzielen sollte. Die Erfolge in der Meisterschaft ließen jedoch noch auf sich warten. Rapid wurde zweimal Vizemeister, kam ins Cupendspiel, ein Titel blieb jedoch aus. Auch im Mitropacup schied Rapid meist in der ersten oder zweiten Runde aus.
Nach der Dominanz der Vienna kam die Zeit der Admira. In der Meisterschaft und im Cup – darunter zwei Finalniederlagen mit 1:4 und 0:8 – war Rapid chancenlos. Aber auch andere Wiener Klubs – wie beispielsweise die Wiener Austria um Matthias Sindelar, die 1933 und 1936 im Mitropacup triumphierte – waren harte Konkurrenten. In dieser Zeit wurden höchst unterschiedliche Leistungen erbracht. Im Jahre 1935 wurde Rapid erstmals nach 1930 wieder Meister. Dies gelang, ohne ein einziges Mal zu verlieren und mit neuem Torrekord. Zwei Jahre später mussten sie jedoch in der Meisterschaft erstmals in der Vereinsgeschichte mehr Niederlagen als Siege hinnehmen. Der Abschluss dieser wechselvollen Jahre konnte jedoch mit dem – vorerst letzten – österreichischen Meistertitel 1938 gefeiert werden.
Mit dem „Anschluss“ an das Deutsche Reich im März 1938 kam es zur Einrichtung der Gauliga Ostmark. Der Sieger dieser Liga war an der Teilnahme der nun ersten „großdeutschen“ Meisterschaft berechtigt, und die nun ostmärkischen Vereine spielten um den deutschen Pokal, den Tschammer-Pokal, mit. In der Gauliga musste sich Rapid Admira Wien geschlagen geben, die später das Finale um die deutsche Meisterschaft erreichte. Im ersten Pokalwettbewerb konnte Rapid sich für das Finale qualifizieren, wo sie am 8. Jänner 1939 im Berliner Olympiastadion auf FSV Frankfurt traf. Die Frankfurter konnten schon früh mit 1:0 in Führung gehen und hielten diese bis zur 80. Minute. In der Rapid-Viertelstunde sicherte sich Rapid mit Treffern von Georg Schors, Johann Hofstätter und Franz Binder mit einem 3:1 den Pokalsieg.
In der Spielzeit 1939/40 gewann Rapid erstmals die Gauliga und durfte an der deutschen Meisterschaft teilnehmen. Hier unterlagen sie dem Dresdner SC im Halbfinale mit 1:2 nach Verlängerung, gewannen dann aber das „kleine Finale“ und wurden Dritter. Im Cup scheiterten sie ebenfalls im Halbfinale. In der folgenden Saison konnten die Hütteldorfer wieder die Gauliga gewinnen. In der deutschen Meisterschaft gewannen die Grün-Weißen erneut ihre Gruppe und schafften damit die Qualifikation für das Halbfinale. In Beuthen trafen sie wiederum auf Dresden. Diesmal konnten sich die Wiener mit 2:1 durchsetzten – beide Tore schoss Binder. Im Finale der deutschen Meisterschaft trafen sie am 22. Juni 1941, dem Tag des deutschen Überfalls auf die Sowjetunion, vor 100.000 Zuschauern im Berliner Olympiastadion auf den FC Schalke 04. Schalke, die damals erfolgreichste Mannschaft, führte nach 60 Minuten mit 3:0. Binnen zehn Minuten konnte Rapid das Spiel um die Victoria mit einem Treffer von Georg Schors und einem Hattrick von Franz Binder drehen und somit mit 3:4 gewinnen. Dieser Sieg ist einer der bekanntesten und bemerkenswertesten Erfolge von Rapid Wien. Rapid ist damit der einzige deutsche Meister, der nicht auf dem Gebiet der heutigen Bundesrepublik Deutschland beheimatet ist.
Die Folgejahre waren von den Kriegsereignissen bestimmt. Viele Spieler wurden zur Wehrmacht eingezogen, die Spiele wurden immer wieder durch Fliegeralarm unterbrochen. Der Spielbetrieb wurde allerdings erst wenige Tage vor Kriegsende eingestellt.

### 1945–1955: Nachkriegsösterreich
| Saison                                                        | Platz (Teiln.)  | Sp              | S               | U               | N               | Tore            | Pkt.            |
| ÖFB (WFV): Liga                                               | ÖFB (WFV): Liga | ÖFB (WFV): Liga | ÖFB (WFV): Liga | ÖFB (WFV): Liga | ÖFB (WFV): Liga | ÖFB (WFV): Liga | ÖFB (WFV): Liga |
| ------------------------------------------------------------- | --------------- | --------------- | --------------- | --------------- | --------------- | --------------- | --------------- |
| 1945/46 K1                                                    | 01. (12)        | 22              | 16              | 03              | 03              | 099:24          | 35              |
| 1946/47                                                       | 02. (11)        | 20              | 13              | 02              | 05              | 060:36          | 28              |
| 1947/48                                                       | 01. (10)        | 18              | 13              | 02              | 03              | 055:23          | 28              |
| 1948/49                                                       | 02. (10)        | 18              | 11              | 03              | 04              | 061:29          | 25              |
| ÖFB: Staatsliga                                               |                 |                 |                 |                 |                 |                 |                 |
| 1949/50 K1                                                    | 02 (13)         | 24              | 16              | 04              | 04              | 087:43          | 36              |
| 1950/51                                                       | 01. (13)        | 24              | 20              | 03              | 01              | 133:40          | 43              |
| 1951/52                                                       | 01. (14)        | 26              | 20              | 01              | 05              | 107:39          | 41              |
| 1952/53                                                       | 03. (14)        | 26              | 13              | 03              | 05              | 094:48          | 39              |
| 1953/54                                                       | 01. (14)        | 26              | 18              | 05              | 03              | 096:43          | 41              |
| 1954/55                                                       | 03. (14)        | 26              | 14              | 08              | 04              | 087:47          | 36              |
| Legende                                                       |                 |                 |                 |                 |                 |                 |                 |
|                                                               | Meister         |                 |                 |                 |                 |                 |                 |
| K1 Änderung des Meisterschaftsmodus und Umbenennung der Liga. |                 |                 |                 |                 |                 |                 |                 |

Schon wenige Monate nach Ende des Zweiten Weltkrieges wurde die österreichische Fußballliga wiederbelebt. Kapitän Franz Binder konnte seine Mannschaft zum 15. Österreichischen Meistertitel sowie zum 4. Cupsieg und somit zum 3. Double führen. Im Cupfinale gegen die Vienna erzielt er beide Treffer beim 2:1-Sieg. Das Interesse am Fußball war in der damaligen Zeit extrem groß – insgesamt über 800.000 Zuschauer wollten in dieser Saison Rapid sehen. Zu keiner anderen Zeit in der Geschichte des österreichischen Fußball wurden bei gewöhnlichen Meisterschaftsspielen so hohe Besucherzahlen verzeichnet. In der Saison 1949/50 erreichte der Zuschauerschnitt bei Heimspielen 26.077, ein noch heute gültiger Ligarekord. In der ersten Meisterschaft nach dem Krieg war die Austria Wien, die nur einen Punkt weniger als die Hütteldorfer holte, der größte Konkurrent der Grün-Weißen.
Im Jahre 1947 musste man sich mit dem Vizemeistertitel knapp hinter SC Wacker zufriedengeben und konnte auch im Pokal keine Erfolge feiern. In der Folgesaison kam es wieder zum Duell Wacker gegen Rapid. Im letzten Spiel der Saison hätten die Grün-Weißen mit einem Unentschieden gegen die Austria den 16. Meistertitel sichern können. Die „Veilchen“ führten jedoch bis kurz vor Abpfiff mit 2:1. Erst ein verwandelter Elfmeter, kurz vor Schluss, entschied die Meisterschaft zugunsten von Rapid.
1949 feierten die Rapidler ihren 50. Geburtstag. Zum Jubiläum wurden mehrere Auslandsreisen mit Freundschaftsspielen in Sizilien, Ägypten und im Juni und Juli in Brasilien unternommen. Beim ersten Spiel in Rio gegen CR Vasco da Gama, damals sehr prominent besetzt und im Vorjahr Gewinner der ersten Südamerikameisterschaft, verabschiedete sich „Bimbo“ Binder als Spieler bei einer 0:5-Niederlage. Den ersten Sieg auf dieser Reise gab es erst im sechsten Spiel, allerdings gegen den Staatsmeister von São Paulo, den FC São Paulo mit 4:2. Weiter gab es Siege gegen den in jenem Jahr noch ungeschlagenen Athletico Paranaense, der mit 7:2 deklassiert wurde, und mit 5:3 gegen den unbedeutenden América FC aus Joinville. Nach insgesamt elf Spielen, bei denen ansonsten noch ein 2:2-Unentschieden gegen SC Corinthians Paulista auf der Habenseite war, reiste Rapid wieder nach Hause und versuchte einige brasilianische Spielarten zu übernehmen. In der Meisterschaft reichte es vorerst aber nur zum zweiten Platz, zwei Punkte hinter der Austria. Exakt dasselbe Tabellenbild fand man auch ein Jahr später wieder.
Die Spielsaison 1950/51 bildet einen weiteren Höhepunkt in der grün-weißen Vereinsgeschichte. Die Rapid-Mannschaft, verstärkt um den Zugang von Gerhard Hanappi, konnte klar die Meisterschaft dominieren. Man feierte unter anderem ein 11:2 gegen den Linzer ASK, schlug SK Sturm Graz mit 12:1 und besiegte die Vienna mit 9:0. Im Wiener Derby konnte man sich vor insgesamt 53.000 Zusehern im Praterstadion in einem sehr trefferreichen Spiel mit 7:5 gegen den damals amtierenden Meister Austria durchsetzten. Schließlich wurde die Mannschaft souverän zum 17. Mal Meister. Insgesamt sorgten die Hütteldorfer mit 133 Toren in nur 24 Meisterschaftsspielen, was einem Schnitt von 5,54 Toren pro Spiel entspricht, für einen noch heute gültigen Torrekord.
1951 kam es außerdem zur Wiederbelebung des Mitropacups, der 1951 unter dem Namen Zentropacup abgehalten wurde, da er sich in seiner ersten Wiederauflage auf Zentraleuropa konzentrierte. Die Rapidler konnten sich mit einem 5:0-Sieg gegen Lazio Rom für das Finale qualifizieren, wo man mit Wacker auf den österreichischen Vizemeister traf. Die Meidlinger kontrollierten das Spiel, Rapid musste zweimal zum 1:1 und 2:2 ausgleichen. Das entscheidende Siegestor zum 3:2 für Rapid erzielte in der 90. Spielminute Ernst Happel, der in den 1950er Jahren zu einer zentralen Figur der Mannschaft wurde. Mit dem Sieg im Zentropacup feierte Rapid seinen bislang letzten großen internationalen Titelgewinn.
Nachdem die Grün-Weißen bereits 1951 österreichischer Meister geworden waren, triumphierte man auch 1952, knapp vor der Wiener Austria. Ein Jahr später wurde zwar nur der dritte Platz in der Meisterschaft erreicht, mit einem 6:1 in einem Freundschaftsspiel gegen Arsenal London in Brügge, damals englischer Meister, am 24. Mai 1953 konnte man dennoch seinen Status als europäische Spitzenmannschaft untermauern. 1954 feierte man den nun bereits 19. österreichischen Meistertitel und verwies die Austria auf Platz zwei. Rapid verfügte damals zwar über den besten Angriff der Liga und erzielte auch 1955 die meisten Treffer, musste sich jedoch auf Grund von Patzern in der Abwehr mit dem dritten Platz begnügen.

### 1955–1961: Erfolge und Skandale im Europapokal
| Saison          | Platz (Teiln.)  | Sp              | S               | U               | N               | Tore            | Pkt.            |
| ÖFB: Staatsliga | ÖFB: Staatsliga | ÖFB: Staatsliga | ÖFB: Staatsliga | ÖFB: Staatsliga | ÖFB: Staatsliga | ÖFB: Staatsliga | ÖFB: Staatsliga |
| --------------- | --------------- | --------------- | --------------- | --------------- | --------------- | --------------- | --------------- |
| 1955/56         | 01. (14)        | 26              | 20              | 03              | 03              | 093:37          | 43              |
| 1956/57         | 01. (14)        | 26              | 19              | 02              | 05              | 100:43          | 40              |
| 1957/58         | 02. (14)        | 26              | 20              | 03              | 03              | 093:39          | 43              |
| 1958/59         | 02. (14)        | 26              | 21              | 02              | 03              | 102:29          | 44              |
| 1959/60         | 01. (14)        | 26              | 18              | 06              | 02              | 087:32          | 42              |
| 1960/61         | 06. (14)        | 26              | 13              | 04              | 09              | 049:42          | 30              |
| Legende         |                 |                 |                 |                 |                 |                 |                 |
|                 | Meister         |                 |                 |                 |                 |                 |                 |

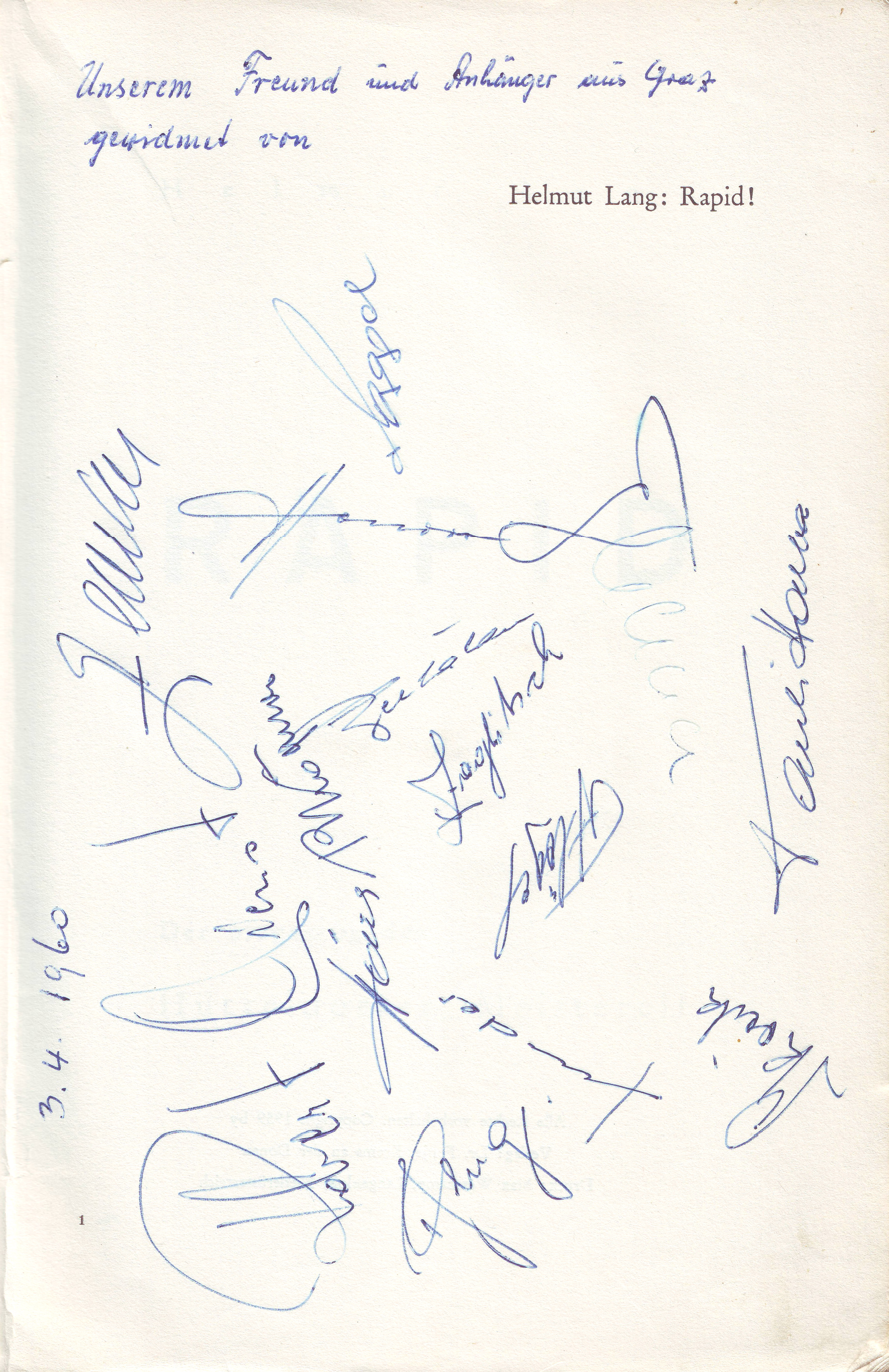
Unterschriften der Meistermannschaft des SK Rapid Wien von 1960:
W. Zeman (Tiger, Panther), E. Happel (Aschyl, Wödmasta), G. Hanappi (Gschropp), R. Dienst, R. Körner (Körner I, Gselchter), D. Pflug, J. Höltl, J. Bertalan, W. Zaglitsch, R. Flögel (Rudi), F. Binder (Bimbo), W. Skocik (Schani), W. Glechner (Bubi), P. Halla (Schlepperl).
Widmung des Buches Rapid! Der Siegeszug der Hütteldorfer Meisterelf von Helmut Lang vom 3. April 1960

Im Jahre 1955 wurde erstmals der Europapokal der Landesmeister ausgetragen, in dem die europäischen Spitzenclubs gegeneinander antraten. Rapid wurde eingeladen, obwohl die Mannschaft nur Dritter in der Meisterschaft war, startete erfolgreich in den neuen internationalen Bewerb und landete sogar einen 6:1-Kantersieg am 21. September gegen PSV Eindhoven. Im Viertelfinale mussten sich die Hütteldorfer nach einem Unentschieden im Hinspiel letztendlich klar der AC Milan geschlagen geben. Auf nationaler Ebene holte Rapid den 20. Titel vor Wacker. Gleich in der ersten Runde des Europapokals 1956/57 traf Rapid auf Real Madrid, die damals beste Mannschaft Europas, die 1956 bis 1960 alle fünf Europapokalwettbewerbe gewann. 1956 erwiesen sich die Hütteldorfer fast als Stolperstein: Nachdem die Wiener das Hinspiel in Spanien mit 2:4 überstanden hatten, führten die Rapidler beim Rückspiel in Wien dank eines Hattricks des Liberos Ernst Happel bereits 3:0. Die Spanier konnten jedoch noch das 1:3 erzielen, sodass ein drittes Entscheidungsspiel ausgetragen werden musste. Damals gab es noch keine Auswärtstorregel, ansonsten wäre Rapid aufgestiegen. Das Entscheidungsspiel fand vor 90.000 spanischen Fans in Madrid statt. Eigentlich hätte es in Wien stattfinden sollen, doch Rapid hatte das Spiel verkauft. Rapid verlor chancenlos 0:2. In der Meisterschaft konnten die Hütteldorfer den Meistertitel verteidigen, man errang bereits den 21. Titel mit einem Punkt Vorsprung auf die Vienna.
In der Europacupsaison 1958 traf man auf die AC Milan. Nach einem 1:4 in Mailand drohte ein Debakel. Doch in Wien konnte Rapid schon nach wenigen Minuten 1:0 in Führung gehen. Die Italiener konnten zwar früh wieder ausgleichen, doch nach 78 Minuten war das Hinspielresultat egalisiert. Der AC Milan gelang erneut ein Treffer zum 2:4. Kurz vor Spielende erzielte Gerhard Hanappi jedoch das 5:2, sodass es wie im Vorjahr zu einem dritten Entscheidungsspiel kam. Diesmal fand das Spiel auf neutralem Boden in Zürich statt. Rapid musste ab der 13. Minute mit zehn Mann spielen, da sich Lenzinger verletzte – Auswechslungen waren damals noch nicht erlaubt. Die Mannschaft musste sich letztendlich 2:4 geschlagen geben, obwohl Happel der zwischenzeitliche Ausgleich gelungen war. Die Meisterschaft verspielte Rapid in den letzten Runden: Im letzten Spiel der Saison erreichten die Hütteldorfer nur ein 2:2-Unentschieden gegen den Wiener Sport-Club, der dadurch österreichischer Meister wurde.
In der Folgesaison (1959) erreichte Rapid erneut nur den zweiten Platz in der Meisterschaft hinter dem Sportclub und unterlag auch im Finale des wiedereingeführten österreichischen Cups dem Wiener AC. 1960 konnte man den Wiener Sportclub wieder deutlich auf Platz zwei verweisen, holte den 22. Titel und kehrte dadurch wieder zum Europapokal der Landesmeister zurück. Rapid konnte sich über Beşiktaş Istanbul (4:1), SC Wismut Karl-Marx-Stadt (4:3) und IFK Malmö (4:0) bis ins Halbfinale spielen. Dort traf man auf den portugiesischen Meister Benfica Lissabon. Das Auswärtsspiel wurde 0:3 verloren, doch die Rapidler versuchten das Duell in Wien zu drehen. Die Mannschaft und die Zuschauer fühlten sich vom Schiedsrichter betrogen. Nach mehreren Fouls und einem unbestraften Handspiel im Strafraum der Portugiesen kam es beim Spielstand von 1:1 zu einer Schlägerei zwischen den Spielern. Das Spiel wurde abgebrochen, das Feld wurde von den Zuschauern gestürmt. Benfica Lissabon stieg ins Finale auf, die erfolgreichen Zeiten Rapids im Europapokal nahmen vorerst ein Ende. In der Meisterschaft enttäuschte die Mannschaft mit einem sechsten Platz, einziger Erfolg 1961, neben der Halbfinalteilnahme im Europapokal, war der 3:1-Cupsieg im Finale gegen die Vienna.

### 1961–1982: 13 Jahre ohne Meistertitel
| Saison | Platz (Teiln.)  | Sp              | S               | U               | N               | Tore            | Pkt.            |
| ÖFB: Staatsliga | ÖFB: Staatsliga | ÖFB: Staatsliga | ÖFB: Staatsliga | ÖFB: Staatsliga | ÖFB: Staatsliga | ÖFB: Staatsliga | ÖFB: Staatsliga |
| --- | --------------- | --------------- | --------------- | --------------- | --------------- | --------------- | --------------- |
| 1961/62 | 05. (14)        | 26              | 12              | 07              | 07              | 58:32           | 31              |
| 1962/63 | 04. (14)        | 26              | 14              | 04              | 08              | 52:28           | 32              |
| 1963/64 | 01. (14)        | 26              | 19              | 05              | 02              | 69:27           | 43              |
| 1964/65 | 02. (14)        | 26              | 14              | 07              | 05              | 42:21           | 35              |
| ÖFB: Nationalliga |                 |                 |                 |                 |                 |                 |                 |
| 1965/66 K1 | 02. (14)        | 26              | 16              | 08              | 02              | 64:22           | 40              |
| 1966/67 | 01. (14)        | 26              | 20              | 01              | 05              | 72:29           | 41              |
| 1967/68 | 01. (14)        | 26              | 21              | 02              | 03              | 75:24           | 44              |
| 1968/69 K2 | 03. (15)        | 28              | 15              | 05              | 08              | 64:34           | 35              |
| 1969/70 K3 | 05. (16)        | 30              | 12              | 07              | 11              | 52:35           | 31              |
| 1970/71 | 03. (16)        | 30              | 16              | 09              | 05              | 65:36           | 41              |
| 1971/72 K4 | 05. (15)        | 28              | 12              | 09              | 07              | 39:23           | 33              |
| 1972/73 K5 | 02. (16)        | 30              | 16              | 08              | 06              | 50:31           | 40              |
| 1973/74 K6 | 03. (17)        | 32              | 18              | 09              | 05              | 74:33           | 45              |
| ÖFB: Bundesliga |                 |                 |                 |                 |                 |                 |                 |
| 1974/75 K7 | 03. (10)        | 36              | 16              | 09              | 11              | 57:41           | 41              |
| ÖFB: 1. Division |                 |                 |                 |                 |                 |                 |                 |
| 1975/76 K8 | 03. (10)        | 36              | 17              | 06              | 13              | 55:50           | 40              |
| 1976/77 | 02. (10)        | 36              | 18              | 11              | 07              | 72:39           | 47              |
| 1977/78 | 02. (10)        | 36              | 16              | 10              | 10              | 76:43           | 42              |
| 1978/79 | 03. (10)        | 36              | 13              | 13              | 10              | 52:42           | 39              |
| 1979/80 | 05. (10)        | 36              | 11              | 13              | 12              | 46:40           | 35              |
| 1980/81 | 03. (10)        | 36              | 18              | 07              | 11              | 69:43           | 43              |
| 1981/82 | 01. (10)        | 36              | 18              | 11              | 07              | 69:43           | 47              |
| Legende |                 |                 |                 |                 |                 |                 |                 |
| | Meister         |                 |                 |                 |                 |                 |                 |
| K1 1965/66: Die Staatsliga wurde von Liga A in Nationalliga umbenannt. K2 1968/69: Die Nationalliga wurde um einen Verein auf 15 Vereine aufgestockt. K3 1969/70: Die Nationalliga wurde um einen Verein auf 16 Vereine aufgestockt. K4 1971/72: Die Nationalliga wurde um einen Verein auf 15 Vereine reduziert, weil FC Wacker Innsbruck und der SV Wattens fusionierten. K5 1972/73: Die Nationalliga wurde um einen Verein auf 16 Vereine aufgestockt. K6 1973/74: Die Nationalliga wurde um einen Vereine auf 17 Vereine aufgestockt. FK Austria Wien und WAC gründeten eine Spielgemeinschaft und die Meister der drei Regionalligen stiegen auf. K7 1974/75: Die Nationalliga wurde in Bundesliga umbenannt und um 7 Vereine auf 10 Vereine reduziert. Qualifiziert waren Vereine aus dem Burgenland (1), Kärnten (1), Niederösterreich (1), Oberösterreich (2), Salzburg (1), der Steiermark (1), Tirol (1) und Wien (2) K8 1975/76: Die Bundesliga wurde in 1. Division umbenannt. |                 |                 |                 |                 |                 |                 |                 |

Nach dem Cupsieg 1961 mussten die Rapidfans bis 1964 auf den nächsten Titelgewinn warten. In der ersten Runde der Saison 1962/63 kamen zum Spiel Wiener Sport-Club gegen Rapid 74.000 Zuschauer ins neutrale Praterstadion, ein noch heute gültiger Rekord für österreichische Meisterschaftsspiele. In der Meisterschaft konnte man sich klar von der Austria absetzen. Im Meistercup scheiterte man im Achtelfinale an den Glasgow Rangers. In den folgenden beiden Jahren scheiterten die Hütteldorfer stets knapp als Vizemeister, 1966 auch im Finale des Cups am Double-Gewinner Admira. Die Grün-Weißen konnten dennoch am Cup der Cupsieger teilnehmen, wo sie sich erst im Viertelfinale in der Verlängerung dem FC Bayern München geschlagen geben mussten. 1967 und 1968 holte man wieder den Meistertitel (danach kam eine 13 Jahre lange Durststrecke), 1968 und 1969 den Cup. Hierdurch kam die Mannschaft wieder zu vielen internationalen Auftritten. Im Meistercup 1969 warf man, nachdem man sich gegen Rosenborg Trondheim durchgesetzt hatte, sogar den damaligen sechsfachen Rekordsieger Real Madrid aus dem Bewerb. Das Hinspiel in Wien endete 1:0 durch den jungen Günter Kaltenbrunner, nachdem er erst eine Minute zuvor eingewechselt worden war. Das Rückspiel in Madrid endete 1:2, den entscheidenden Auswärtstreffer für die Hütteldorfer erzielte Jørn Bjerregaard. Danach gab es aber gegen Manchester United wenig zu holen. Es war für Rapid auch ungünstig, am 26. Februar und 5. März 1969 spielen zu müssen, weil in der Meisterschaft in Österreich – nach der Winterpause – erst zum Wochenende 1./2. März die erste Rückrunde gespielt worden war (Rapid am 2. März mit einem 2:0-Heimsieg gegen Austria Salzburg). Die Wiener waren zudem mit einer nicht gerade optimistisch stimmenden 0:3-Niederlage bei einem sehr ersatzgeschwächten RSC Anderlecht ins Old Trafford gekommen und sie hatten nur für eine Halbzeit Kraft und es ihrem Tormann Gerald Fuchsbichler und Stopper Walter Glechner zu verdanken, dass die unter großartiger Regie von Bobby Charlton agierenden Busby-Babes „nur“ 3:0 gewannen. Zum Rückspiel waren außerdem Walter Gebhardt und Rudi Flögel nach Verletzungen sowie Bjerregaard nach Grippeerkrankung angetreten.
Im Cupwettbewerb schossen die Grün-Weißen 1972 die Austria im Halbfinale mit 6:2 aus dem Bewerb und besiegten im Finale den Wiener Sport-Club. 1973 reichte es nur zum Vizemeister, wie auch 1977 und 1978. Dafür konnte 1976 erneut der Cup gewonnen werden. Neuen Schwung ins Offensivspiel der Grün-Weißen brachte in dieser Zeit Hans Krankl. 1978 erzielte er für die Wiener 41 Meisterschaftstore und wurde dafür mit dem Goldenen Schuh als bester Torschütze Europas ausgezeichnet. Nach der Weltmeisterschaft verlor man den Stürmer zunächst an FC Barcelona, ehe der nunmehrige spanische Torschützenkönig und Europapokalsieger 1981 endgültig wieder zu den Rapidlern zurückkehrte. Die Transferzeit 1978 verlief für Rapid (trotz der Einnahmen für Krankl) nicht ganz glücklich, denn hinsichtlich von zwei ins Auge gefassten Zugängen (Walter Schachner und Fritz Borgan) war beide Male Lokalrivale Austria schneller gewesen. Es konnte noch im letzten Augenblick Heribert Weber erworben werden, dazu kamen auch Günther Happich, Lars Francker und Wolfgang Kienast. Weitere Verpflichtungen jugoslawischer Spieler wurden zwar angekündigt, aber nicht vorgenommen.
Im Frühjahr 1981 wurde das alte Rapidstadion, die Pfarrwiese, abgerissen. Rapid zog bereits 1977 ins vom ehemaligen Rapidler und späteren Architekten Gerhard Hanappi geplante „Weststadion“. In der neuen Heimstätte sollte es nun nach 14 Jahren wieder mit dem Ziel Meisterschaftsgewinn glücken. 1982 war schließlich der Teller zum 26. Mal in Hütteldorf. Rapid sicherte sich in der letzten Runde im Fernduell mit der Austria vor der bis heute gültigen Rekordkulisse von 25.000 Zuschauern mit einem klaren 5:0 über Wacker Innsbruck den Titel. Man spricht bei Rapid noch heute von der „tollsten Meisterfeier, die es jemals gab“.

### 1982–1996: Europacupfinale 1985 und 1996
| Saison | Platz (Teiln.)   | Sp               | S                | U                | N                | Tore             | Pkt.             |
| ÖFB: 1. Division | ÖFB: 1. Division | ÖFB: 1. Division | ÖFB: 1. Division | ÖFB: 1. Division | ÖFB: 1. Division | ÖFB: 1. Division | ÖFB: 1. Division |
| --- | ---------------- | ---------------- | ---------------- | ---------------- | ---------------- | ---------------- | ---------------- |
| 1982/83 K1 | 01. (16)         | 30               | 20               | 08               | 02               | 72:18            | 48               |
| 1983/84 | 02. (16)         | 30               | 19               | 09               | 02               | 71:18            | 47               |
| 1984/85 | 02. (16)         | 30               | 18               | 09               | 03               | 85:30            | 45               |
| 1985/86 K2 | 02. (12)         | 22               | 16               | 05               | 01               | 73:15            | 37               |
| 1985/86 K2 | 02. (8)          | 36               | 23               | 10               | 03               | 103:34           | 56               |
| 1986/87 | 02. (12)         | 22               | 12               | 06               | 04               | 65:31            | 30               |
| 1986/87 | 01. (8)          | 36               | 22               | 08               | 06               | 94:43            | 52               |
| 1987/88 | 01. (12)         | 22               | 12               | 06               | 04               | 65:31            | 30               |
| 1987/88 | 01. (8)          | 36               | 22               | 10               | 04               | 81:40            | 54               |
| 1988/89 | 05. (12)         | 22               | 10               | 04               | 08               | 35:26            | 24 (12)          |
| 1988/89 | 04. (8)          | 36               | 17               | 02               | 12               | 67:40            | 29 (12)          |
| 1989/90 | 04. (12)         | 22               | 11               | 06               | 05               | 44:30            | 28 (14)          |
| 1989/90 | 03. (8)          | 36               | 17               | 10               | 09               | 69:52            | 30 (14)          |
| 1990/91 | 03. (12)         | 22               | 13               | 03               | 06               | 47:21            | 29 (15)          |
| 1990/91 | 04. (8)          | 36               | 18               | 05               | 13               | 67:41            | 27 (15)          |
| 1991/92 | 05. (12)         | 22               | 10               | 07               | 05               | 37:24            | 27 (14)          |
| 1991/92 | 05. (8)          | 36               | 16               | 09               | 11               | 58:40            | 28 (14)          |
| 1992/93 | 05. (12)         | 22               | 09               | 08               | 05               | 34:26            | 26 (13)          |
| 1992/93 | 04. (8)          | 36               | 15               | 10               | 11               | 53:51            | 27 (13)          |
| 1993/94 K3 | 05. (10)         | 36               | 12               | 11               | 13               | 38:42            | 35               |
| ÖFB: Bundesliga |                  |                  |                  |                  |                  |                  |                  |
| 1994/95 K4 | 03. (10)         | 36               | 19               | 08               | 09               | 63:50            | 46               |
| 1995/96 K5 | 01. (10)         | 36               | 22               | 07               | 07               | 68:38            | 73               |
| Legende |                  |                  |                  |                  |                  |                  |                  |
| | Meister          |                  |                  |                  |                  |                  |                  |
| K1 1982/83: Die 1. Division wurde um 6 Vereine auf 16 Vereine aufgestockt. K2 1985/86: Die 1. Division wurde um 4 Vereine auf 12 Vereine reduziert. Im Herbst wurde eine Hin- und eine Rückrunde mit 12 Vereinen ausgetragen. Im Frühjahr spielten die ersten 8 Vereine in einer Hin- und Rückrunde um den Meistertitel. K3 1993/94: Die 1. Division wurde um 2 Vereine auf 10 Vereine reduziert. Es wird eine doppelte Hin- und Rückrunde gespielt. K4 1994/95: Die 1. Division wurde in Bundesliga umbenannt. K5 1995/96: Einführung der Dreipunkteregel. |                  |                  |                  |                  |                  |                  |                  |

1982 kam Otto Barić als Trainer nach Hütteldorf und gewann prompt das Double. Ein Jahr später triumphierten die Grün-Weißen im Cup und belegten in der Meisterschaft den zweiten Platz. Dadurch nahm man am Europapokal der Pokalsieger teil, wo man in der ersten Runde auf Beşiktaş Istanbul traf. Die Hütteldorfer setzten sich klar durch, allein beim 4:1-Sieg in Wien traf Antonín Panenka dreimal. Als nächster Gegner wartete Celtic Glasgow, der mit einer 3:1-Niederlage heimreisen musste. Das Rückspiel ging am 7. November mit 0:3 verloren, musste aber auf neutralem Boden wiederholt werden, nachdem es im ersten Spiel in Glasgow zu Zuschauer-Ausschreitungen gekommen war (unter anderem wurde Rudolf Weinhofer von einer Flasche am Kopf getroffen). Es war jedoch ein langer Weg, ehe das Wiederholungsspiel zugesichert wurde, denn die erste Instanz in Zürich verurteilte am 16. November 1984 nur die Rapidler Reinhard Kienast zu vier Spielen und Trainer Barić zu drei Spielen Sperre, belegte Rapid mit einer Buße von 15.000 Schweizer Franken und auch Celtic mit einer in ähnlicher Höhe (130.000 Schilling), ließ aber den 3:0-Sieg der Schotten gelten. Rapid erhob Einspruch, dem (erneut in Zürich) am 23. November stattgegeben wurde; der Senat verdoppelte aber aus dem Grunde, dass „das Verhalten der Rapid-Mannschaft in der zweiten Spielhälfte in schwerwiegendem Maße als undiszipliniert zu betrachten war“, die Strafe gegen die Wiener auf 30.000 Schweizer Franken. Das Wiederholungsmatch hatte am 12. Dezember (eventuell auch einen Tag vorher) an einem 150 km Luftlinie von Glasgow entfernten und vom schottischen Verband zu bestimmenden Ort stattzufinden. Celtic-Trainer David Hay sprach indessen in Interviews mit der britischen Boulevardpresse von einem „Schandurteil“. Durch ein Tor von Peter Pacult konnten die Hütteldorfer 1:0 gegen Glasgow im Old-Trafford-Stadion von Manchester gewinnen. Auch dieses Match am 12. Dezember, vom italienischen Referee Luigi Agnolin geleitet, blieb nicht ohne Zwischenfall, denn ein Celtic-Fan (sein Name wurde mit John Tobin angegeben, der erst am abgelaufenen Freitag aus dem Gefängnis entlassen worden war) drang in der 64. Minute auf das Spielfeld ein, eilte auf Tormann Herbert Feurer zu, riss ihn nieder und trat gegen ihn. Es kam zu einer äußerst schnellen Verurteilung, schon am 13. Dezember sprach ein englisches Gericht eine dreimonatige Gefängnisstrafe aus. Tormann Feurer konnte weiterspielen. Rapid musste übrigens ohne Hans Krankl antreten, der im Meisterschaftsspiel am 24. November bei VÖEST Linz (2:2) bei einem Kopfzusammenstoß mit Verteidiger Georg Zellhofer einen Jochbeinbruch erlitten hatte.
Im Viertelfinale kam es zu einem bemerkenswerten Duell mit Dynamo Dresden. In Dresden verlor Rapid 0:3, doch in Wien konnte die Mannschaft den Rückstand wettmachen. Bereits nach vier Minuten erzielte Peter Pacult das 1:0. Nachdem es nach einer Viertelstunde bereits 2:0 gestanden hatte, strömten zunehmend mehr Fans ins anfangs fast leere Stadion, und erlebten einen 5:0-Kantersieg. Auch das Halbfinale gegen Dynamo Moskau konnten die Grün-Weißen mit einem Gesamtscore von 4:2 für sich entscheiden und standen damit erstmals in einem Europapokalfinale. Das Ergebnis war jedoch ernüchternd – FC Everton schlug in Rotterdam Rapid mit 3:1, wobei Hans Krankl das bis jetzt einzige Tor für einen österreichischen Klub im Europapokalfinale erzielte.
Auch wenn Rapid der große internationale Titel verwehrt blieb, gewannen die Hütteldorfer danach unter Otto Barić zahlreiche heimische Titel. 1985 konnte bereits zum dritten Mal der Cup gewonnen werden. 1987 gelang das sechste Double der Vereinsgeschichte. Den Abschluss dieser erfolgreichen Periode bildete der 29. Meistertitel 1988.
Zu Beginn der 1990er Jahre stürzte Rapid sportlich und finanziell in eine Krise. 1991 kam es zur Gründung der Rapid-AG. Die Rapid-Aktie stellte sich jedoch als Desaster heraus und wurde bald wieder abgeschafft. Ausgerechnet unter Trainer Hans Krankl kam Rapid in der Meisterschaft nicht aus dem Mittelfeld heraus. Im Cup erreichte Grün-Weiß zwar 1990, 1991 und 1993 das Finale, die Titelträger dieser Jahre hießen jedoch Austria Wien (1990, 1:3 n. V.), SV Stockerau (1991, 1:2) und Wacker Innsbruck (1993, 1:3). Mehrmals blieb die Qualifikation für den Europacup verwehrt. Das Erreichen der dritten UEFA-Cup-Runde 1989/90 sowie ein 2:1-Heimsieg über den späteren UEFA-Cup-Sieger Inter Mailand ein Jahr später sind seltene Lebenszeichen des Rapidgeists in dieser Zeit. Einer der negativen „Höhepunkte“ dieser Phase ist die historische 0:5-Meisterschaftsniederlage gegen VSE St. Pölten. Bemerkenswert war die Entwicklung der Publikumslieblinge Jan Åge Fjørtoft und Andreas Herzog, die in dieser Periode gemeinsam auf dem Platz für viel Aufsehen sorgten. Das Potential dieser Spieler blieb nicht unentdeckt, und so setzten beide ihren Werdegang im Ausland fort.
Den Höhepunkt der finanziellen Krise erreichte Rapid in den Jahren 1993 und 1994, als man knapp vor dem Konkurs stand. Die Schulden des Vereins und der Rapid AG beliefen sich auf rund 103 Millionen Schilling, doch dank des Einstieges der Bank Austria 1993 als neuer Sponsor wurde die Sanierung von Rapid durch einen Ausgleich im Wege eines Insolvenzverfahrens möglich gemacht. Der Ausgleich wurde am 5. April 1994 angemeldet, Rapid musste 40 Prozent seiner Schulden innerhalb von zwei Jahren bezahlen. Erfolgreich beendet wurde schlussendlich die Sanierung Rapids am 30. Juni 1996, da Rapids Hauptsponsor Bank Austria den Ausgleich mit einer Bankgarantie in Höhe von 17 Millionen Schilling finanzierte. Die Bank Austria hatte ursprünglich vor, den Verein als Halbprofiverein weiterzuführen oder, was für die Fans noch schlimmer gewesen wäre, mit der Austria zu fusionieren. Doch nach massiven Protesten und einigen von den Rapidfans gekündigten Konten entschied sich die Bank Austria, doch den Ausgleich zu finanzieren und den Verein danach mit für ein normales Budget ausreichenden Sponsorengeldern zu versorgen.
In der Saison 1994/95 kam mit dem neuen Trainer Ernst Dokupil der sportliche Erfolg. Trotz der finanziellen Probleme und des medialen Rummels wurde der Verein konkurrenzfähig und spielte im Titelkampf wieder eine entscheidende Rolle. Dokupil verstand es in dieser Phase, sowohl junge Talente als auch routinierte Spieler in die Mannschaft zu integrieren. Trotz der meisten Siege und der meisten erzielten Tore reichte es aber hinter Austria Salzburg und Sturm Graz nur zum dritten Platz in der Meisterschaft. Durch einen 1:0-Finalsieg gegen DSV Leoben konnte der nationale Cupbewerb gewonnen werden, der die Teilnahme am Europapokal der Cupsieger sicherte.
In der Saison 1995/96 konnte der Verein durch eine geschickte Transferpolitik den Kader entscheidend verstärken. Zwar wurde Torschützenkönig Marcus Pürk an Real Sociedad abgegeben, mit dem Kapital konnten jedoch Peter Stöger, Carsten Jancker, Christian Stumpf und Trifon Iwanow erworben werden. Rapid spielte sowohl national als auch international eine starke Saison. International konnten die Hütteldorfer sich in der ersten Runde gegen Petrolul Ploiești durchsetzten. Im Achtelfinale stand Rapid Sporting Lissabon gegenüber. Das Hinspiel in Portugal verlor Rapid mit 0:2. Das Rückspiel fand im Ernst-Happel-Stadion statt. Nach 25 Minuten brachte Dietmar Kühbauer die Grün-Weißen 1:0 in Führung. Erst in der Nachspielzeit erzielte Christian Stumpf das 2:0 und erzwang eine Verlängerung, in der Carsten Jancker und abermals Stumpf auf 4:0 stellten. Damit schied Sporting in Wien nahezu auf gleiche Weise aus wie zwei Jahre zuvor in Salzburg. Im Viertelfinale wurde Dynamo Moskau mit 1:0 in Moskau und 3:0 in Wien besiegt. Im Halbfinale wurde Feyenoord Rotterdam durch Tore von Stumpf und Jancker mit 3:0 geschlagen, das Hinspiel endete 1:1. Durch den Erfolg stand Rapid erneut in einem Europapokalfinale, das in Brüssel gegen Paris Saint-Germain durch einen von Peter Schöttel abgefälschten Freistoß von Bruno N’Gotty 0:1 verloren ging.
In der letzten Meisterschaftsrunde erlebten 48.000 Zuschauer im ausverkauften Ernst-Happel-Stadion den entscheidenden 2:0-Sieg gegen den direkten Konkurrenten Sturm Graz. Nach acht meisterlosen Jahren gewann Rapid den 30. Meistertitel. Obwohl die historische Chance vergeben worden war, international einen Titel zu holen, wurde das Erreichen des Finales und der Gewinn der Meisterschaft gefeiert. Nach diesen Erfolgen waren die meisten Spieler auf dem Transfermarkt begehrt. Leistungsträger wie Michael Konsel, Dietmar Kühbauer, Michael Hatz, Stephan Marasek und Carsten Jancker konnten nicht im Verein gehalten werden und verließen ihn zwischen 1996 und 1997.
In der Saison 1996/97 wurde man auf dem Transfermarkt aktiv, doch lediglich Krzysztof Ratajczyk und René Wagner überzeugten und wurden langfristig zu Leistungsträgern. Anfangs konnte man an die Erfolge anknüpfen. Durch ein 2:0 in Wien und 4:2 in Kiew wurde Dynamo Kiew(Viertelfinalist 1997/98 und Halbfinalist 1998/99), in der UEFA-Champions-League-Qualifikation besiegt. Als zweiter österreichischer Klub nach Salzburg zogen die Hütteldorfer in die Hauptrunde der UEFA Champions League ein. Manchester United, Juventus Turin und Fenerbahçe Istanbul erwiesen sich jedoch für die Wiener zu stark. Dennoch konnte zu Hause mit einem 1:1 über Juventus Turin ein Achtungserfolg verbucht werden. Lange Zeit spielte der Verein um den Meistertitel mit, doch am Ende belegte Rapid den zweiten Platz hinter Salzburg.

### 1996–2006: 31. Meistertitel und Teilnahme an der UEFA Champions League
| Saison          | Platz (Teiln.)  | Sp              | S               | U               | N               | Tore            | Pkt.            |
| ÖFB: Bundesliga | ÖFB: Bundesliga | ÖFB: Bundesliga | ÖFB: Bundesliga | ÖFB: Bundesliga | ÖFB: Bundesliga | ÖFB: Bundesliga | ÖFB: Bundesliga |
| --------------- | --------------- | --------------- | --------------- | --------------- | --------------- | --------------- | --------------- |
| 1996/97         | 02. (10)        | 36              | 18              | 12              | 06              | 69:36           | 66              |
| 1997/98         | 02. (10)        | 36              | 18              | 08              | 10              | 42:36           | 62              |
| 1998/99         | 02. (10)        | 36              | 19              | 13              | 04              | 50:25           | 70              |
| 1999/2000       | 03. (10)        | 36              | 20              | 06              | 10              | 59:29           | 66              |
| 2000/01         | 02. (10)        | 36              | 16              | 12              | 08              | 62:36           | 50              |
| 2001/02         | 08. (10)        | 36              | 11              | 10              | 15              | 37:49           | 43              |
| 2002/03         | 04. (10)        | 36              | 13              | 12              | 11              | 40:38           | 51              |
| 2003/04         | 04. (10)        | 36              | 16              | 09              | 11              | 50:47           | 57              |
| 2004/05         | 01. (10)        | 36              | 21              | 08              | 07              | 67:31           | 71              |
| 2005/06         | 05. (10)        | 36              | 13              | 10              | 13              | 51:41           | 49              |
| Legende         |                 |                 |                 |                 |                 |                 |                 |
|                 | Meister         |                 |                 |                 |                 |                 |                 |

Während der dritte Titel der Salzburger in der Saison 1996/97 noch eine Überraschung war, dominierten Sturm Graz und FC Tirol die kommenden Jahre klar. Während der Stadtrivale FK Austria Wien zu der Zeit chancenlos war, erreichte Rapid zwischen 1997 und 2001 immerhin in fünf Bewerben viermal den Vizetitel. Dokupil wirkte nach der Vizemeisterschaft 1997 als Sportdirektor, sein Nachfolger als Trainer wurde Heribert Weber. In der UEFA-Cup-Saison 1997/98 wurde nach Siegen über Boby Brünn, Hapoel Petah Tikva und TSV 1860 München das Achtelfinale erreicht, das gegen Lazio Rom verloren ging. In den darauffolgenden zwei Meisterschaftsjahren konnte Sturm Graz zwei Meistertitel en suite feiern. Rapid reihte sich in dieser Phase unter den Top drei der Meisterschaft ein. Diese Platzierungen reichten zwar aus, um international vertreten zu sein, doch man konnte für längere Zeit keine nennenswerten Erfolge verbuchen. In der Saison 1998/99 schied man in der ersten Runde des UEFA-Cups gegen Girondins Bordeaux aus. Ein Jahr später gab es eine empfindliche Niederlage gegen Galatasaray Istanbul im Rahmen der Qualifikation zur UEFA Champions League. Auch die Möglichkeit, im UEFA-Cup weiter zu kommen, wurde nicht genutzt. Ehrenkapitän Heribert Weber wurde wegen Erfolglosigkeit als Trainer abgelöst. Dokupil trainierte die Grün-Weißen erneut, aber auch unter seiner Führung erreichte die Mannschaft 2001 nur den Vizemeistertitel. Bemerkenswert war die Verpflichtung von Dejan Savićević, der zwischen 1999 und 2001 unter Vertrag genommen worden war. Wegen vieler Verletzungen konnte er nur kurzzeitig sein Potential auf dem Spielfeld zeigen. Zwischen 2000 und 2002 wurde auch Gaston Taument unter Vertrag genommen, doch er konnte die hohen Erwartungen nicht erfüllen.
Während der Saison 2001/02 wurde überraschend Lothar Matthäus als Trainer verpflichtet. Das war seine erste Trainerstation und er bildete mit vielen jungen Spielern wie Andreas Ivanschitz eine Mannschaft. Der Versuch schlug fehl, der Traditionsverein erreichte mit dem achten Tabellenplatz die schlechteste Platzierung seit der Einführung der österreichischen Meisterschaft, unter anderem setzte es ein 1:6-Debakel in Salzburg. Nur mit dem 5:1 über Partizan Belgrad gab es einen großen Auftritt im UEFA-Cup, doch in der zweiten Runde schied man gegen Paris Saint-Germain sang- und klanglos aus. Auch die Rückkehr von Andreas Herzog konnte die Talfahrt des Vereins vorerst nicht aufhalten.
Josef Hickersberger löste Matthäus in der Saison 2002/03 als Cheftrainer ab. 2003 wurde Nachwuchsleiter Peter Schöttel Sportdirektor. Im Mai 2005 fixierte der SK Rapid drei Runden vor Meisterschaftsende den 31. Meistertitel der Vereinsgeschichte. Das ist insofern bemerkenswert, als sich der Stamm der Mannschaft seit dem Amtsantritt von Trainer Josef Hickersberger im Jahr 2002 (achter Platz) nicht wesentlich verändert hatte. Lediglich Steffen Hofmann erwies sich als starke Neuerwerbung. Der Kader wurde nachträglich mit routinierten Spielern wie Peter Hlinka, Axel Lawarée und Marek Kincl ergänzt. Viele Spieler wie Andreas Ivanschitz und Helge Payer waren auch im Kader unter Lothar Matthäus im Einsatz. Das Finale des ÖFB-Cups 2005 verlor Rapid allerdings gegen Austria Wien mit 1:3. Am 23. August 2005 gewann Rapid das entscheidende Spiel zur Champions-League-Qualifikation gegen Lok Moskau auswärts mit 1:0 und schaffte – nach dem 1:1 im Hinspiel in Wien – seit 1996 erstmals wieder den Einzug in die Gruppenphase der Champions League. Dort blieb man allerdings gegen FC Bayern München, Juventus Turin und FC Brügge ohne Punktgewinn.
Die Mannschaft spielte in der Saison 2005/06 eine gute Hinrunde und galt als Meisterfavorit, zeigte aber bereits kontinuierlich schwächere Leistungen.
Als Hickersberger die Mannschaft am 1. Jänner 2006 in Richtung Nationalteam verließ, wurde Georg Zellhofer aufgrund seiner Aufbauarbeit in Pasching zum neuen Cheftrainer ernannt. Unter seiner Führung konnte die Mannschaft in der Rückrunde keine nennenswerten Erfolge feiern, zeitweise gelang Rapid in sechs aufeinander folgenden Spieltagen kein Sieg. Großen Anteil am Misserfolg hatte der Verkauf der beiden Spielmacher Steffen Hofmann und Andreas Ivanschitz, die den Verein in der Winterpause verließen. Am Ende der Saison verpasste die Mannschaft als Tabellenfünfter auch die Teilnahme am UEFA Intertoto Cup 2007 (UI-Cup) und somit die letzte Chance auf eine Teilnahme an internationalen Bewerben.

### 2006–2011: Abstiegskampf, Meistertitel und Erfolge in Europa
| Saison          | Platz (Teiln.)  | Sp              | S               | U               | N               | Tore            | Pkt.            |
| ÖFB: Bundesliga | ÖFB: Bundesliga | ÖFB: Bundesliga | ÖFB: Bundesliga | ÖFB: Bundesliga | ÖFB: Bundesliga | ÖFB: Bundesliga | ÖFB: Bundesliga |
| --------------- | --------------- | --------------- | --------------- | --------------- | --------------- | --------------- | --------------- |
| 2006/07         | 04. (10)        | 36              | 14              | 10              | 12              | 55:49           | 52              |
| 2007/08         | 01. (10)        | 36              | 21              | 06              | 09              | 69:36           | 69              |
| 2008/09         | 02. (10)        | 36              | 21              | 07              | 08              | 89:43           | 70              |
| 2009/10         | 03. (10)        | 36              | 21              | 10              | 05              | 80:38           | 73              |
| 2010/11         | 05. (10)        | 36              | 14              | 11              | 11              | 52:42           | 53              |
| Legende         |                 |                 |                 |                 |                 |                 |                 |
|                 | Meister         |                 |                 |                 |                 |                 |                 |

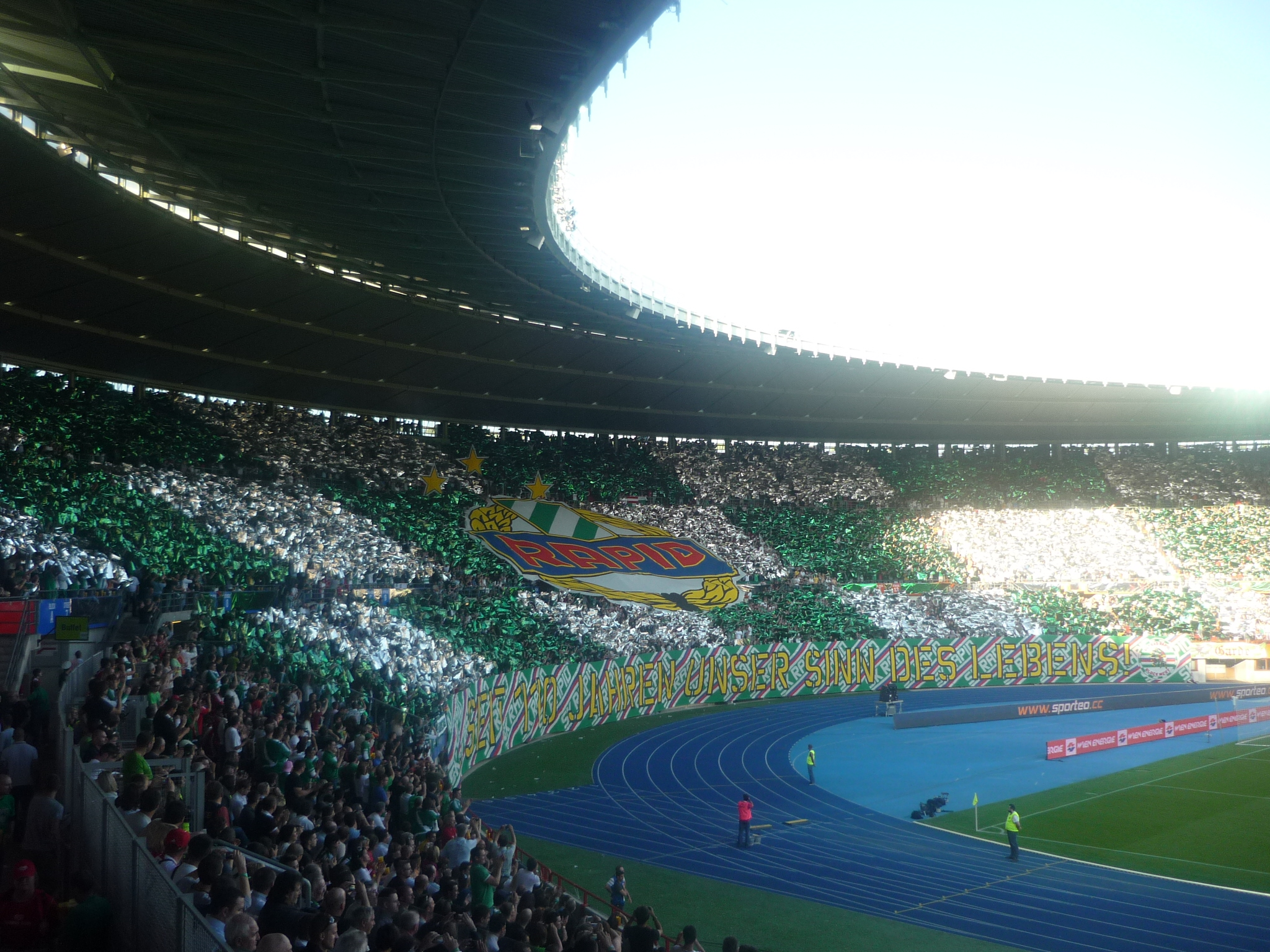
Choreografie im Wiener Ernst-Happel-Stadion beim Freundschaftsspiel gegen den FC Liverpool

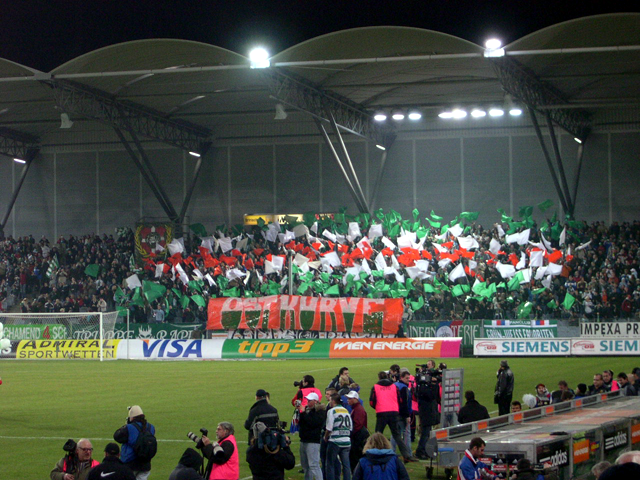
Choreographie der Osttribüne

In der Saison 2006/07 setzte sich der Abwärtstrend zunächst fort. Der im Sommer 2006 zurückgeholte Steffen Hofmann verletzte sich bereits in seinem ersten Spiel und fiel mehrere Monate aus. Am 27. August 2006 wurde schließlich der glücklose Georg Zellhofer beurlaubt und Peter Pacult am 5. September zum Nachfolger bestimmt. Dennoch geriet Rapid erstmals seit 1944 wieder ernsthaft in den Abstiegskampf und beendete die Hinrunde der Meisterschaft als Tabellenletzter. Sportdirektor Peter Schöttel trat zurück, sein Nachfolger wurde Alfred Hörtnagl. In der Rückrunde gewann der SK Rapid 11 von 18 Spielen, fand im Frühjahr schnell den Anschluss ans obere Mittelfeld und kämpfte bis zum letzten Spieltag um einen direkten internationalen Startplatz. Mit einem vierten Platz in der Meisterschaft qualifizierte sich der Verein für die zweite Runde des UI-Cups.
In der Saison 2007/08 kam es zu einem Neuaufbau der Mannschaft. Die einstigen Stützen Hlinka, Valachovic und Kincl verließen den Verein. Pacult entschied sich, in erster Linie auf die Jugend zu setzen. Mit Mario Tokić und Jürgen Patocka wurden routinierte Spieler für die Defensive verpflichtet, die sich später als Stützen erweisen sollten. Im UI-Cup setzte man sich in zwei Spielen gegen den ŠK Slovan Bratislava durch (3:1/0:1), wodurch sich Rapid als unter den Top Acht gesetzter Verein direkt für die dritte Runde qualifizierte. Hierbei stieß man auf den russischen Verein Rubin Kasan. Im Hinspiel erhielt Kasan beim Spielstand von 1:1 zwei rote Karten. Rapid drehte das Spiel von 0:1 auf 3:1. Ein 0:0 im Rückspiel in Kasan reichte, um vom UI-Cup in die zweite Qualifikationsrunde des UEFA-Cups aufzusteigen. Hierbei traf Rapid auf Dinamo Tiflis, den georgischen Rekordmeister. Das Hinspiel endete auswärts mit 3:0, im Rückspiel gewann Rapid mit 5:0 und stieg in die erste Runde auf. Das Hinspiel in Brüssel gegen den amtierenden belgischen Meister RSC Anderlecht endete mit einem 1:1. Nach einer 0:1-Heimniederlage schied Rapid jedoch aus dem Bewerb aus. In der Meisterschaft konnte sich die Mannschaft nach einer mäßigen Hinrunde im Herbst durch eine starke Frühjahrsmeisterschaft nach und nach an die Tabellenfront spielen, und schließlich ab der 31. Runde mit einem 7:0-Auswärtssieg gegen Red Bull Salzburg die Tabellenführung übernehmen. Eine Runde vor Meisterschaftsende konnte durch einen 3:0-Heimsieg gegen Altach der 32. Meistertitel fixiert werden. Rapid beendete die Saison als bestes Auswärts- und zweitbestes Heimteam mit sechs Punkten Vorsprung auf Vizemeister Red Bull Salzburg.
In der Saison 2008/09 verließen mit Ümit Korkmaz und Mario Bazina zwei Stammspieler aus der Angriffsreihe den Verein. Der Kader wurde mit einigen Spielern ergänzt und einige verliehene Spieler wurden wieder zurückgeholt. Mit Georg Koch verzeichnete Rapid die wohl prominenteste Neuverpflichtung, er soll den verletzten Stammtorhüter Helge Payer als Nummer eins vertreten. Am 30. Juli 2008 unterlag Rapid im Rahmen der UEFA-Champions-League-Qualifikation gegen den zypriotischen Meister Anorthosis Famagusta auswärts mit 0:3. Trotz eines 3:1-Heimsieges im Rückspiel schied Rapid am 6. August 2008 aus dem Wettbewerb aus. Am 24. August 2008 erlitt Georg Koch beim 286. Wiener Derby durch einen Böller aus dem Gästesektor ein Gehörtrauma und einen Kreislaufzusammenbruch. Auf Grund dieses Vorfalls beendete Georg Koch im März 2009 seine Karriere. Das Spiel endete mit 3:0 für Rapid. Rapid beendete die Herbstmeisterschaft auf dem dritten Platz mit vier Punkten Abstand zum Tabellenführer Red Bull Salzburg. Zwei Runden vor Ende der Meisterschaft, am 17. Mai 2009, wurde Salzburg dank einer 0:3-Niederlage der Wiener in Ried bereits vorzeitig Meister und Rapid Vizemeister. Am Ende der Saison betrug der Rückstand, wie nach der Herbstmeisterschaft, vier Punkte.
Am 28. Juli 2009 wechselte Erwin Hoffer zu SSC Neapel. Laut Medienberichten kassierte der SK Rapid eine Ablösesumme von rund fünf Millionen Euro. Es war der Anfang vieler weiter Transfers österreichischer Spieler, die diese Ablöse später sogar überboten. Im Rahmen des Verkaufs bekannten sich Präsident Edlinger und Sportchef Hörtnagl zu Rapid als Ausbildungsverein. Am 31. August 2009 verließ Stefan Maierhofer die Wiener und wechselte für eine kolportierte Ablösesumme von zwei Millionen Euro zum englischen Premier-League-Verein Wolverhampton Wanderers. Im Gegenzug wurde am selben Tag der Albaner Hamdi Salihi von der SV Ried verpflichtet, der gleich in seinem ersten Bundesligaspiel für die Grün-Weißen gegen Red Bull Salzburg sein erstes Tor erzielte.
Bei der Auslosung für die kommende Europa-League-Saison wurde dem Wiener Klub in Nyon als Gegner in der 2. Qualifikationsrunde der albanische Verein KS Vllaznia Shkodra zugelost. Das Hinspiel konnte Rapid klar mit 5:0 (1:0) gewinnen, ebenso das Rückspiel in Albanien (3:0). In der dritten Qualifikationsrunde wartete nun der zypriotische Pokalsieger APOP Kinyras Peyias. Das Hinspiel in Wien endete 2:1 (1:0). Im Rückspiel musste Rapid nach einem 1:2 nach regulärer Spielzeit in die Verlängerung, wo Christopher Trimmel das entscheidende Tor zum 2:2 schoss. In der Play-off-Runde zur Gruppenphase der Europa-League spielte Rapid gegen den englischen Premier-League-Verein Aston Villa. Das Hinspiel gewann Rapid daheim mit 1:0, nachdem Nikica Jelavić bereits nach 16 Sekunden das schnellste Tor in der Europacupgeschichte Rapids erzielt hatte. Es war dies der erste Pflichtspielsieg gegen einen englischen Verein in der Klubgeschichte. Das Rückspiel im Villa Park wurde mit 1:2 verloren, durch die Auswärtstorregel stieg Rapid trotzdem in die Gruppenphase der Europa League auf. Dies stellt auch den ersten Rauswurf einer englischen Mannschaft durch eine österreichische in einem K.-O.-Bewerb in der langen Geschichte des Fußballs dar. Bei der Auslosung zur Gruppenphase bekam Rapid als Gegner den Hamburger SV, Celtic Glasgow und Hapoel Tel Aviv zugelost. Die Heimspiele wurden im 50.000 Zuschauer fassenden Ernst-Happel-Stadion ausgetragen, das bei allen drei Heimspielen ausverkauft war. Das erste Spiel gewann Rapid zu Hause gegen den Hamburger SV mit 3:0. Zwei Wochen später erreichte man in Glasgow gegen Celtic ein 1:1. Beim darauffolgenden Auswärtsspiel in Tel Aviv verloren die Grün-Weißen gegen Hapoel mit 1:5, wodurch sie vom ersten auf den dritten Gruppenrang zurückfielen. Das Rückspiel in Wien verloren die Hütteldorfer mit 0:3. Im Dezember verlor man das vorletzte Gruppenspiel auswärts gegen den HSV vor mindestens 8000 mitgereisten grün-weißen Anhängern mit 0:2, was zugleich das vorzeitige Ausscheiden aus der Europa League bedeutete. Im bedeutungslosen letzten Spiel trennte man sich im Happel-Stadion 3:3 nach 3:0-Führung gegen Celtic Glasgow. Rapid beendete die Saison auf dem dritten Tabellenplatz hinter Meister Salzburg und Austria Wien. Im darauffolgenden Transferfenster versuchte man lange, den auslaufenden Vertrag von Mittelfeldmotor Branko Boskovic zu verlängern, allerdings ohne Erfolg. Der Mittelfeldakteur verließ Rapid und wechselte in die MLS zu D.C. United. Als Ersatz für den Montenegriner wurde Christoph Saurer verpflichtet, der anfangs bei den Fans auf Grund seiner Vergangenheit beim Stadtrivalen Austria sehr umstritten war.
Durch den dritten Tabellenplatz der Vorsaison qualifizierten sich die Grün-Weißen erneut für die Europa-League, in der man in der zweiten Qualifikationsrunde auf den FK Sūduva Marijampolė aus Litauen traf. Die erste Begegnung auswärts konnte Rapid mit 2:0 für sich entscheiden; das Heimspiel gewann der SCR mit 4:2. In der dritten Qualifikationsrunde wartete der PFC Beroe Stara Sagora aus Bulgarien. Das Hinspiel in Sofia endete 1:1; das Rückspiel konnte Rapid mit 3:0 für sich entscheiden. Unterdessen legte Rapid in der Bundesliga mit zwei Niederlagen in den ersten beiden Spielen gegen den Aufsteiger FC Wacker Innsbruck sowie den FC MAGNA Wiener Neustadt (Torverhältnis 1:6) den schlechtesten Start seit der Saison 1992/93 hin. Des Weiteren erfolgte die Auslosung für die 1. Runde des ÖFB-Cups, in der Rapid auf die eigenen Amateure traf und diese problemlos mit 5:2 besiegte. Darüber waren Sportdirektor Alfred Hörtnagl sowie Trainer Peter Pacult nur wenig erfreut, woraufhin ÖFB-Generaldirektor Alfred Ludwig verlautbaren ließ, dass er sich vorstellen könne, künftig die Nachwuchs-Auswahlen der Profi-Vereine vom ÖFB-Cup auszuschließen. Bei der Auslosung zur Play-off-Runde der EL wurde den Grün-Weißen wie im Vorjahr Aston Villa zugelost. Unterdessen gab es Verhandlungen über einen Wechsel von Nikica Jelavic zu den Glasgow Rangers. Rapid allerdings weigerte sich, den Stürmer vor den EL-Partien gegen Villa ziehen zu lassen. Jelavic weigerte sich überraschend am Tag des Europa-League-Hinspiels gegen den Verein aus Birmingham zu spielen, da er andernfalls in der aktuellen Champions-League-Saison für den schottischen Verein nicht spielberechtigt gewesen wäre. Daraufhin wurde der Kroate vom Verein suspendiert und wenig später wurde sein Wechsel zu den Rangers offiziell bekannt gegeben. Damit verließ nun schon der dritte Erfolgsstürmer nach Hoffer und Maierhofer binnen 13 Monaten den Verein. Die Ablöse soll laut Medien bei rund 4,9 Millionen Euro liegen. Rapid stieg gegen Aston Villa nach einem 1:1 im Heimspiel sowie einem 3:2 in Birmingham, was zugleich den ersten Sieg der Grün-Weißen in einem Auswärtsspiel gegen einen englischen Verein bedeutete, in die Gruppenphase der Europa League auf. In dieser traf Rapid auf den FC Porto, Beşiktaş Istanbul und auf ZSKA Sofia. Die Heimspiele wurden – wie im Vorjahr – im Ernst-Happel-Stadion ausgetragen. Durch den Aufstieg von Rapid und die komplizierte Regelung der UEFA durfte Nikica Jelavic nun trotzdem nicht für seinen neuen Verein in der Champions League eingesetzt werden. Kurz nach der Auslosung der Europa-League-Gruppenphase wurde die Verpflichtung von Jan Vennegoor of Hesselink bekannt gegeben. Der Stürmer kam ablösefrei von Hull City. Einen Tag vor dem ersten Europa-League-Gruppenspiel gegen den FC Porto – das Rapid auswärts im Estádio do Dragão deutlich mit 0:3 verlor – ließ der Verein verkünden, dass alle 47.200 aufgelegten Dreier-Abos für die drei Heimspiele ausverkauft sind und somit keine Karten mehr in den Einzelverkauf gelangen. Das erste Heimspiel der EL verlor Rapid trotz Führung mit 1:2 gegen Beşiktaş, doch das Auswärtsspiel gegen ZSKA Sofia konnte Rapid mit 2:0 für sich entscheiden. Am vierten Spieltag verloren die Grün-Weißen das Heimspiel gegen den bulgarischen Rekordmeister vor ausverkauftem Haus überraschend mit 1:2. Das dritte und letzte Heimspiel gegen den FC Porto verlor Rapid 1:3, wodurch der SCR ausschied und somit das letzte Auswärtsspiel in Istanbul (0:2) keinerlei Einfluss auf den Aufstieg mehr hatte. Rapid beendete die Gruppenphase punktegleich mit Sofia auf dem dritten Rang. In der Gruppenphase der UEFA Europa League 2010/11 hatte der SK Rapid in allen drei Spielen einen Zuschauerschnitt von 48.200 Zusehern, was der höchste Wert aller in der Gruppenphase teilnehmenden Mannschaften war. Am Ende der Herbstsaison der Bundesliga (1.–19. Runde) rangierten die Grün-Weißen auf dem fünften Tabellenplatz – sieben Punkte hinter dem Überraschungsteam der bisherigen Saison: der SV Ried.

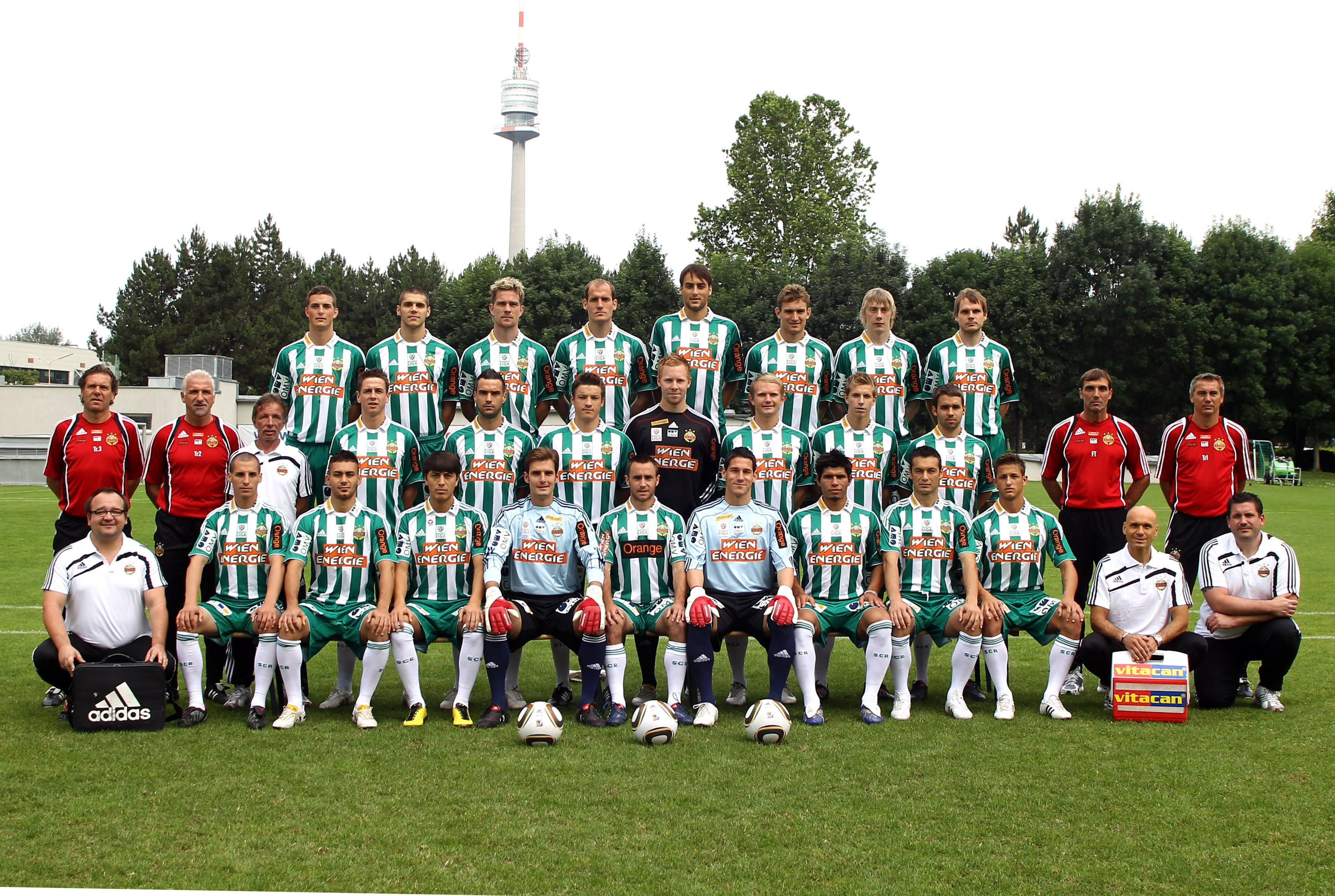
Die Mannschaft des SK Rapid Wien für die Saison 2010/11

Die Saison verlief für Rapid auch zu Beginn des Jahres 2011 alles andere als nach Wunsch. Es wurden viele Punkte liegengelassen und so entfachte sich erneut eine mediale Diskussion – in der vor allem die Transferpolitik Rapids kritisiert wurde – rund um die Posten von Trainer Peter Pacult und Sportdirektor Alfred Hörtnagl. Diese nahm ihren vorläufigen Höhepunkt mit dem Rücktritt Hörtnagls am 2. April. Nur fünf Tage nach dem Rücktritt des Sportdirektors stand Trainer Pacult ein weiteres Mal im Mittelpunkt der medialen Aufmerksamkeit: Ihm wurden Kontakte zum von Red Bull gesponserten deutschen Viertligisten RB Leipzig unterstellt sowie die Absicht, den dortigen Trainerposten zu übernehmen. Dabei sollte es laut Medienberichten am 7. April zu einem Treffen mit Red-Bull-Chef Dietrich Mateschitz und anderen Personen gekommen sein. Diese Zusammenkunft wurde jedoch sowohl von Pacult selbst als auch von Rapidsprecher Sharif Shoukry als völlig harmlos kommentiert. Am 11. April gab jedoch Rapidboss Rudolf Edlinger die sofortige Auflösung des Vertrages mit dem Trainer bekannt. Edlinger nannte als Hauptgrund für die Entlassung den „massiven Vertrauensverlust“. Neben Pacult wurde auch ein Großteil des Betreuerstabes entlassen und interimistisch bis zum Saisonende ersetzt: Trainer war nun der einst von Peter Pacult „aussortierte“ Zoran Barišić, Co- sowie Tormanntrainer wurden Robert Haas bzw. Thomas Bogendorfer. Am 4. Mai gab RB Leipzig die Verpflichtung Pacults bekannt. Kurz vor Saisonende ließ Rapid verlautbaren, dass in der kommenden Spielzeit der langjährige Spieler und ehemalige Sportdirektor der Hütteldorfer – Peter Schöttel – das Traineramt übernehmen werde. Rapid beendete die Saison auf dem 5. Tabellenrang mit 13 Punkten Rückstand auf Meister Sturm Graz und acht auf die Europacupplätze. Des Weiteren schieden die Grün-Weißen im Halbfinale des ÖFB-Cups gegen die SV Ried aus – dadurch waren die Hütteldorfer zum ersten Mal seit der Saison 2005/06 in der Folgesaison nicht international vertreten. In der 35. Runde beim Wiener Derby gegen die Austria stürmten einige hundert Rapidanhänger nach 26 Minuten beim Stand von 0:2 das Spielfeld. Das Spiel wurde abgebrochen und mit 3:0 für die Favoritner strafverifiziert. Außerdem musste der Verein 50.000 Euro Strafe zahlen sowie ein Heimspiel (ein weiteres bedingt) vor leeren Rängen austragen. Mitte Juni gab die Vereinsführung im Rahmen einer Pressekonferenz, bei der auch das neue Heimtrikot enthüllt wurde, ein Zehn Punkte-Programm bekannt, das die Maßnahmen des Vereins nach den jüngsten Ausschreitungen beinhaltete. Dieses Programm legte unter anderem eine Personalisierung der Dauerkarten für die Ost- und Westtribüne sowie eine freiwillige Verlegung aller zukünftigen Heimderbys ins Ernst-Happel-Stadion fest. Aus Protest gegen diesen Maßnahmenkatalog sowie als Reaktion auf einige von der Vereinsseite getätigten Aussagen bildete sich der Fanzusammenschluss United We Stand, der fortan jegliche Unterstützung der Mannschaft – sowohl akustisch als auch visuell – bei Spielen des SK Rapid Wien unterließ. Es folgten bis dato einige Aussprachen zwischen Fans und dem Verein. Schließlich konnte vor dem Heimspiel gegen den SV Mattersburg am 10. September 2011 eine Einigung erzielt werden, worauf die Unterstützung (wenn auch in reduzierter Form) wieder aufgenommen wurde.

### Seit 2011: Ein Auf und Ab
| Saison          | Platz (Teiln.)  | Sp              | S               | U               | N               | Tore            | Pkt.            |
| ÖFB: Bundesliga | ÖFB: Bundesliga | ÖFB: Bundesliga | ÖFB: Bundesliga | ÖFB: Bundesliga | ÖFB: Bundesliga | ÖFB: Bundesliga | ÖFB: Bundesliga |
| --------------- | --------------- | --------------- | --------------- | --------------- | --------------- | --------------- | --------------- |
| 2011/12         | 02. (10)        | 36              | 16              | 14              | 06              | 52:30           | 62              |
| 2012/13         | 03. (10)        | 36              | 16              | 09              | 11              | 57:39           | 57              |
| 2013/14         | 02. (10)        | 36              | 17              | 11              | 08              | 63:40           | 62              |
| 2014/15         | 02. (10)        | 36              | 19              | 10              | 07              | 68:38           | 67              |
| 2015/16         | 02. (10)        | 36              | 20              | 05              | 11              | 66:42           | 65              |
| 2016/17         | 05. (10)        | 36              | 12              | 10              | 14              | 52:42           | 46              |
| 2017/18         | 03. (10)        | 36              | 17              | 11              | 08              | 68:43           | 62              |
| 2018/19         | 07. (12)        | 32              | 13              | 07              | 12              | 48:44           | 32              |
| 2019/20         | 02. (12)        | 32              | 17              | 07              | 08              | 64:43           | 38              |
| 2020/21         | 02. (12)        | 32              | 17              | 08              | 07              | 64:40           | 36              |
| 2021/22         | 05. (12)        | 32              | 10              | 11              | 11              | 48:45           | 25              |
| 2022/23         | 04. (12)        | 32              | 12              | 06              | 14              | 50:47           | 25              |
| 2023/24         | 04. (12)        | 32              | 11              | 12              | 09              | 47:35           | 28              |
| 2024/25         | 05. (12)        | 32              | 12              | 08              | 12              | 43:42           | 27              |
| Legende         |                 |                 |                 |                 |                 |                 |                 |
|                 | Meister         |                 |                 |                 |                 |                 |                 |

Die Saison 2011/12 startete für die Grün-Weißen unter ihrem neuen Trainer Peter Schöttel alles andere als nach Wunsch. So blieb die Mannschaft unter anderem zum ersten Mal seit 2003 in vier aufeinanderfolgenden Spielen ohne Torerfolg. Dennoch beendete der SK Rapid aufgrund der besseren Tordifferenz die Herbstsaison 2011/12 als Tabellenführer punktegleich mit der SV Ried. Am Ende der Saison 2011/12 wurde der zweite Platz hinter Red Bull Salzburg erreicht. 2012/13 qualifizierte sich der SK Rapid Wien für die Gruppenphase der Europa League, nachdem FK Vojvodina Novi Sad (1:2 auswärts, 2:0 daheim) in der dritten Qualifikationsrunde und PAOK Saloniki (1:2 auswärts, 3:0 daheim) im Play-off ausgeschaltet worden waren. Die Gegner in der Gruppenphase waren Bayer 04 Leverkusen, Metalist Charkiw und Rosenborg Trondheim. Rapid verlor fast alle Spiele, nur am unbedeutenden letzten Spieltag gab es einen 1:0-Heimsieg über den Gruppensieger aus Charkiw.
Nach der enttäuschenden Rückrunde in der Saison 2012/13 mit neun sieglosen Spielen und dem Ausscheiden aus dem Cup gegen den Regionalligisten und späteren Cupsieger FC Pasching trennte sich die Vereinsführung von Peter Schöttel. Zoran Barišić, bis dahin Trainer der Rapid Amateure, wurde sein Nachfolger. Aufgrund einer kleinen Krise des direkten Konkurrenten um Platz 3, Sturm Graz, beendete SK Rapid die Saison, die von Protesten der Fans gegen den Vorstand des Vereins begleitet wurde, noch auf dem dritten Rang und erreichte eine Teilnahme an der Qualifikation zur Europa League, in der als Gegner in der dritten Qualifikationsrunde Asteras Tripolis gezogen wurde. Nachdem die Griechen mit 1:1 (Hinspiel, auswärts) und 3:1 (Rückspiel, daheim) besiegt worden waren, traf man im Play-off auf den georgischen Verein FC Dila Gori und besiegte diesen mit einem Gesamtscore 4:0 (1:0 daheim, 3:0 auswärts). In der Gruppenphase blieb man in allen drei Heimspielen ungeschlagen. Während FC Thun mit 2:1 besiegt worden war, trennte man sich von den beiden anderen Gruppengegnern Dynamo Kiew und KRC Genk im Ernst-Happel-Stadion mit 2:2. Das Auswärtsspiel in Thun wurde verloren, in Genk remisierte man mit 1:1. Im letzten Spiel der Gruppenphase, auswärts bei Dynamo Kiew, hatte SK Rapid die Chance, mit einem Sieg in das Sechzehntelfinale der Europa League einzuziehen. Nach einer 1:0-Führung verlor man jedoch die Partie 1:3 und schied aus.
Damit SK Rapid jedoch wieder um den Meistertitel mitspielen konnte, mussten aufgrund des enttäuschenden Frühjahrs zahlreiche Transfers getätigt werden. Nachdem Christopher Dibon vom Ligakonkurrenten Red Bull Salzburg für ein Jahr ausgeliehen worden war, gaben Chefcoach Zoran Barišić und der seit Jänner 2013 amtierende Sportdirektor Helmut Schulte im Juni 2013 bekannt, dass SK Rapid wegen finanzieller Schwierigkeiten keine weiteren Transfers tätigen könne. Dennoch wurde der österreichische Torhüter Samuel Radlinger für zwei Jahre vom deutschen Bundesligisten Hannover 96 ausgeliehen und der Defensivspieler Thanos Petsos von Greuther Fürth verpflichtet.
Da der Präsident Rudolf Edlinger mit November 2013 sein Amt niedergelegt hatte, begab sich SK Rapid auf die Suche nach einem Nachfolger. Dadurch kamen vor Beginn der Saison 2013/14 im Laufe der Zeit immer mehr finanzielle Details ans Licht: Nachdem der erste Kandidat auf den Posten, Dietmar Hoscher, einen geforderten Einblick in die Unterlagen bekommen hatte, sagte er SK Rapid als Präsident ab, da – laut eigenen Aussagen – das Ausmaß der zu bewältigenden Fragen zu groß sei. Außerdem sollte eine Entscheidung in der Causa Renovierung oder Neubau des in die Jahre gekommenen Hanappistadions nicht unter der Führung von Rudolf Edlinger fallen, obwohl man bereits Ende 2012 über die Zukunft des Stadions entscheiden wollte. Nachdem ein sechsköpfiges Wahlkomitee gegen eine Kandidatur von Erich Kirisits bei der Präsidentenwahl, die am 18. November 2013 bei der Hauptversammlung stattfinden sollte, votiert hatte, trat Michael Krammer bei der Wahl an und wurde mit 92 Prozent Zustimmung der Wahlberechtigten zum neuen Rapidpräsidenten gewählt.
Im November 2013 verließ nach einem Jahr Sportdirektor Helmut Schulte den Verein und wurde neuer Sportvorstand bei Fortuna Düsseldorf. Sein Nachfolger Andreas Müller, der ehemalige Manager von Schalke 04 und der TSG 1899 Hoffenheim, wurde am 19. Dezember 2013 präsentiert. International war der Wiener Klub in der Saison 2014/15 wenig erfolgreich; man qualifizierte sich diesmal nicht für die Europa-League-Gruppenphase: Das 3:3 gegen den finnischen Meister HJK Helsinki im Heimspiel in der Play-off-Runde der EL-Qualifikation reichte nach der 1:2-Auswärtsniederlage nicht. In der Bundesliga wurde der zweite Platz erreicht. Dadurch war die Teilnahme an der Qualifikation zur UEFA Champions League 2015/16 möglich. Rapid stieg in der 3. Qualifikationsrunde ein und setzte sich mit einem 2:2 im Hinspiel in Wien und einem 3:2-Sieg auswärts gegen Ajax Amsterdam durch. Im Play-off gegen Schachtar Donezk schied man jedoch mit einem 0:1 in Wien und einem 2:2 in Lemberg aus und wechselte in die Europa League. Dort bekam man Villarreal, Dinamo Minsk und Viktoria Pilsen zugelost. Nachdem die ersten Spiele alle gewonnen worden waren (2:1 Villarreal daheim, 1:0 Minsk auswärts, 3:2 Pilsen daheim sowie 2:1 Pilsen auswärts), wurde bereits nach vier von sechs Gruppenspielen der Aufstieg ins Sechzehntelfinale fixiert. Nach einer 0:1-Niederlage in Villarreal und einem 2:1-Sieg in Wien gegen Minsk wurde Rapid mit 15 Punkten Gruppensieger. Für das Sechzehntelfinale wurde der FC Valencia ausgelost, gegen den der SK Rapid mit zwei deutlichen Niederlagen (0:6 auswärts, 0:4 daheim) ausschied. Am Ende der Herbstmeisterschaft belegte Rapid den dritten Platz, mit vier Punkten Rückstand auf Tabellenführer Austria. Am Ende der Meisterschaft wurde man Zweiter, mit neun Punkten Rückstand auf Meister RB Salzburg, jedoch sechs Punkte vor dem drittplatzierten FK Austria. Damit konnte der SK Rapid in der dritten Qualifikationsrunde der UEFA Europa League 2016/17 einsteigen. Im Juni 2016 trennten sich SK Rapid und Zoran Barišić einvernehmlich. Einen Tag später wurde Mike Büskens als neuer Trainer bekannt gegeben. In der Saison 2016/17 qualifizierten sich die Grün-Weißen nach den Erfolgen gegen Torpedo Schodsina (0:0 auswärts, 3:0 daheim) und gegen FK AS Trenčín (4:0 auswärts, 0:2 daheim) für die Europa-League-Gruppenphase, in welcher man als Dritter hinter dem KRC Genk und Athletic Bilbao aus dem Bewerb ausschied. Am 7. November 2016 wurden Andreas Müller und Mike Büskens nach nur zwei Siegen in den letzten zehn Bundesligapartien entlassen. Am 11. November 2016 wurde Damir Canadi als neuer Trainer des SK Rapid vorgestellt. Am 10. Dezember 2016 verpflichtete der Verein Fredy Bickel als neuen Geschäftsführer Sport. Nach neun sieglosen Bundesligapartien wurde Damir Canadi am 9. April 2017 mit sofortiger Wirkung beurlaubt und durch seine Co-Trainer Goran Djuricin und Martin Bernhard zunächst bis Saisonende ersetzt. Im Mai 2017 fiel der Beschluss, dass Djuricin auch in der Saison 2017/18 Cheftrainer bleibt. Am Ende der Saison stand der 5. Platz, wodurch die Qualifikation für den Europacup erstmals seit 2011 verpasst wurde. Auch über den ÖFB-Cup verpasste man die Qualifikation für den internationalen Bewerb, da das Finale gegen RB Salzburg mit 1:2 verloren wurde.
Nach der Freistellung von Goran Djuricin im September folgte ihm am 2. Oktober 2018 Dietmar Kühbauer als Cheftrainer. Kühbauer erhielt einen Vertrag bis Sommer 2021. Man erreichte Platz 7 und zog in den Entscheidungsspielen gegen Sturm Graz um ein Europacup-Ticket den Kürzeren; im ÖFB-Cup spielte sich Rapid bis ins Finale und scheiterte dort an RB Salzburg mit 0:2. Am Ende derselben Saison wurde Zoran Barišić neuer Geschäftsführer Sport des Vereins. Zwischenzeitlich spielte man eine solide Europacup-Saison. Über ŠK Slovan Bratislava (1:2 auswärts, 4:0 daheim) und FCSB Bukarest (3:1 daheim, 1:2 auswärts) erreichte Rapid abermals die Gruppenphase der UEFA Europa League. Zum Auftakt gewann man daheim 2:0 gegen Spartak Moskau. Der nächste Sieg in der Gruppenphase ließ aber bloß auf sich warten, da man in Glasgow den Rangers 1:3 unterlag und auch gegen FC Villarreal (0:5 auswärts, 0:0 daheim) erfolglos blieb. Im Rückspiel gegen Spartak Moskau behielt Rapid mit einem 2:1-Erfolg erneut die Oberhand. Gegen die Rangers gewann man in Wien mit 1:0 und sicherte sich so Platz 2 hinter dem punktgleichen FC Villarreal. Im Sechzehntelfinale schied man aber nach zwei Niederlagen (0:1 daheim, 0:4 auswärts) gegen Inter Mailand aus.
In der Saison 2019/20 schaffte man unter Cheftrainer Dietmar Kühbauer den zweiten Platz, womit man sich ein Ticket für die Qualifikation zur UEFA Champions League 2020/21 sichern konnte. Im ÖFB-Cup scheiterte man in der zweiten Runde am späteren Sieger FC Red Bull Salzburg. Außerdem wurde im November 2019 Martin Bruckner neuer Präsident des Vereins, nachdem der bisherige Präsident Michael Krammer nicht mehr angetreten war und Bruckner sich in einer Kampfabstimmung – der ersten in der Geschichte des Klubs – gegen Roland Schmid, zu diesem Zeitpunkt mit seinem Unternehmen IMMOUnited Sponsor Rapids, mit 53,35 % zu 46,65 % der Stimmen hatte durchsetzen können. In der Saison 2020/21 belegte man wie im Vorjahr Platz 2 in der Bundesliga hinter dem FC Red Bull Salzburg, an welchem man im ÖFB Cup im Achtelfinale scheiterte. In der Qualifikation zur UEFA Champions League konnte man in der 2. Qualifikationsrunde einen 1:0-Auswärtssieg gegen NK Lokomotiva Zagreb erringen, wodurch man in die 3. Qualifikationsrunde einzog. In dieser schied man dann allerdings durch eine 2:1-Auswärtsniederlage gegen KAA Gent aus dem Bewerb aus, war aber durch den Einzug in die 3. Qualifikationsrunde zur Champions League für die UEFA Europa League qualifiziert, in welcher man in der Gruppenphase als Dritter hinter dem FC Arsenal und dem Molde FK und vor dem Dundalk FC ausschied. Durch den 2. Platz in der Vorsaison war man in der Saison 2021/2022 wieder für die 2. Qualifikationsrunde zur UEFA Champions League startberechtigt, schied in dieser aber gegen Sparta Prag (2:1 daheim, 0:2 auswärts) aus. Darauffolgend konnte man aber Anorthosis Famagusta (3:0 daheim, 1:2 auswärts) und Sorja Luhansk (3:2 daheim, 3:0 auswärts) in der Qualifikation zur UEFA Europa League besiegen, wodurch man sich abermals für diese qualifizieren konnte.
Am 10. November 2021 wurde bekannt gegeben, dass man sich nach nur 16 Punkten in 14 Meisterschaftsspielen von Trainer Dietmar Kühbauer und seinem Co-Trainer Manfred Nastl mit sofortiger Wirkung trenne. Interimistisch übernahmen Thomas Hickersberger und Steffen Hofmann die Trainingsleitung der Kampfmannschaft. Ende November 2021 wurde schließlich bekanntgegeben, dass Ferdinand Feldhofer den Cheftrainerposten übernimmt. Außerdem wurde verlautbart, dass Matthias Urlesberger, welcher mit Feldhofer zuvor schon beim WAC und dem SV Lafnitz zusammengearbeitet hatte, gemeinsam mit Thomas Hickersberger das Co-Trainerteam der Kampfmannschaft des SK Rapid bilden wird. In der Europa League wurde man in der Saison 2021/22 in der Gruppenphase Dritter hinter West Ham United und Dinamo Zagreb und vor dem KRC Genk, was zum Umstieg in die UEFA Europa Conference League berechtigte. Dort schied man im Sechzehntelfinale gegen Vitesse Arnheim nach einem 2:1-Heimsieg durch eine 2:0-Auswärtsniederlage mit einem Gesamtstand von 2:3 aus.
Durch den fünften Platz in der abgelaufenen Saison war man der Teilnahme zur Qualifikation der UEFA Europa Conference League 2022/23 berechtigt. Nach erfolgreich bestrittenen Duellen gegen Lechia Gdansk (0:0 daheim, 2:1 auswärts) und Neftçi Baku (1:2 auswärts, 2:0 n. V. daheim) schied man im Play-off gegen den liechtensteinischen Cupsieger FC Vaduz (1:1 auswärts, 0:1 daheim) aus. Am 16. Oktober 2022 wurde bekanntgegeben, dass man Trainer Ferdinand Feldhofer sowie seinen Co-Trainer Matthias Urlesberger mit sofortiger Wirkung von ihren Aufgaben entbindet. Das Traineramt übernahm Zoran Barišić; Thomas Hickersberger und Jürgen Macho verblieben im Trainerstab. Die Spielzeit beendete Rapid auf Platz 4, verlor jedoch die Hälfte der zehn Ligapartien in der Meisterschaftsgruppe und gewann nur zwei. Im ÖFB-Cup konnte man dafür bis ins Finale vorstoßen, wo man jedoch dem SK Sturm 0:2 unterlag. Rapid spielte erneut in der Qualifikation zur UEFA Europa Conference League mit und traf in der 3. Runde auf Debreceni VSC. Das Hinspiel in Wien endete torlos, im Rückspiel in Debrecen fuhren die Rapidler einen 5:0-Kantersieg ein. In der Play-off-Runde traf man auf den amtierenden und gleichzeitig späteren Conference League-Finalisten AC Florenz. Das Hinspiel in Wien konnte 1:0 gewonnen werden, im Rückspiel in Florenz unterlag man jedoch 0:2 und verpasste damit knapp die Sensation.
Am 20. November 2023 übernahm nach der Trennung von Zoran Barišić Robert Klauß, der zuvor beim 1. FC Nürnberg als Trainer und bei RB Leipzig als Co-Trainer gearbeitet hatte, die Trainerfunktion. Rapid musste bis inklusive April 2024 nur eine 0:1-Niederlage gegen Red Bull Salzburg einstecken, womit man sich noch in die Meisterschaftsgruppe hocharbeiten konnte. Die Bilanz in dieser fiel zwar mit drei Siegen, drei Remis und vier Niederlagen mager aus, doch am Ende erreichte man erneut Platz 4 und damit die 2. Qualifikationsrunde der UEFA Europa League 2024/25. Rapid stand zudem erneut im Finale des ÖFB-Cups, doch auch dieses Mal musste man sich SK Sturm (1:2) geschlagen geben. Es war die dritte Niederlage gegen den späteren Double-Sieger innerhalb von 13 Tagen, zuvor unterlag man doppelt in der Liga (0:1 auswärts, 1:3 daheim).
In der 2. Qualifikationsrunde zur UEFA Europa League 2024/25 bekam man es mit dem polnischen Verein Wisla Krakau zu tun, welchen man mit meinem Gesamtergebnis von 8:2 (2:1 auswärts, 6:1 daheim) eliminieren konnte. In der dritten Qualifikationsrunde traf man auf den dritten der abgelaufenen Saison der türkischen Süper Lig, Trabzonspor. Nach einem 1:0-Auswärtssieg im Hinspiel konnte man mit einem 2:0-Heimsieg im Rückspiel und damit einem Gesamtergebnis von 3:0 den Einzug in das Play-off zur Europa League fixieren. Im Play-off zur Europa League unterlag man dem SC Braga auswärts 2:1. Im Rückspiel konnte sich der SC Braga mit einem 2:2 insgesamt mit einem Ergebnis von 4:3 durchsetzen. Rapid war dennoch für die Gruppenphase der Uefa Conference League qualifiziert. Mit einer starken Bilanz von 4 Siegen einem Unentschieden und einer Niederlage konnte man im letzten Gruppenphasen Spiel gegen den FC Copenhagen mit 3:0 gewinnen. Der 18-jährige Nikolaus Wurmbrand schoss Rapid mit 2 Toren direkt auf den 4. Platz und damit ins Achtelfinale der Uefa Conference League. Dort trafen die Wiener zunächst auswärts auf den FK Borac Banja Luka. Nach einem 1:1 in Bosnien setzte sich Rapid im Rückspiel mit 2:1 nach Verlängerung durch und löste das erste Mal seit 1996 das Viertelfinal-Ticker für einen internationalen Bewerb. Dort musste sich Rapid jedoch nach einem 1:0-Auswärtssieg daheim gegen Djurgarden IF mit 1:2 nach regulärer Spielzeit bzw. mit 1:4 nach Verlängerung geschlagen geben und schied mit einem Gesamtscore von 2:4 aus. Die Bundesliga-Saison begannen die Rapidler stark, lange Zeit wurden sie als möglicher Titelkandidat gehandelt. Nach dem Ausscheiden im Achtelfinale des ÖFB Cups gegen den Zweitligisten SV Stripfing ging es aber bergab. Die Top 6 nach dem Grunddurchgang wurden nur mit großer Mühe erreicht, im Jahr 2025 konnten bis Mitte April aus 14 Pflichtspielen nur fünf Siege gefeiert werden. Daraufhin wurde Robert Klauß mit sofortiger Wirkung von seinen Aufgaben entbunden. Ungefähr ein Monat später wurde Peter Stöger, der als Spieler von 1995 bis 1997 für Rapid tätig war, als neuer Cheftrainer präsentiert. Er erhielt einen Vertrag der vorerst bis Sommer 2027, also über zwei Jahre, läuft.

### Frauenteams
Im Juni 2022 beschloss das Präsidium, dass Rapid bis Sommer 2024 mit einer Frauen-Mannschaft an Wettbewerben teilnehmen soll. 2023 wurde Katja Gürtler vom SK Rapid Wien verpflichtet, um gemeinsam mit Matias Costa das Projekt Mädchen- und Frauenfußball zu leiten und als Cheftrainerin das erste Frauenteam zu betreuen. Vom Wiener Fußballverband bekam Rapid die Genehmigung, Frauenteams für die Saison 2024/25 in der Wiener Frauen Landesliga (SK Rapid Frauen) und in der 1. Klasse (SK Rapid Frauen II) zu nennen. Cheftrainerin der SK Rapid Frauen II wurde Claudia Bauer. Im Februar 2024 wurde das Comeback der ehemaligen Kapitänin des Nationalteams Carina Wenninger beim SK Rapid bekanntgegeben. Am 24. Februar 2024 bestritt das Frauenteam die erste Partie: ein Freundschaftsspiel bei SU Schönbrunn wurde mit 4:1 gewonnen. Am 16. März 2024 fand das erste Heimspiel der Frauen statt. Das Testspiel gegen Traiskirchen endete vor 3.150 Zuschauern (ein Rekord für Vereinsspiele von Frauenteams in Österreich) mit 2:1 für die Grün-Weißen. Dieser Rekord wurde am 16. Juni 2024 mit 7.268 Zuschauern beim 1:4 gegen die U-20 des 1. FC Nürnberg  erneut übertroffen.

## Plätze und Stadien

Der Sportplatz Rudolfsheim (1903–1910) war der erste richtige Platz des SK Rapid

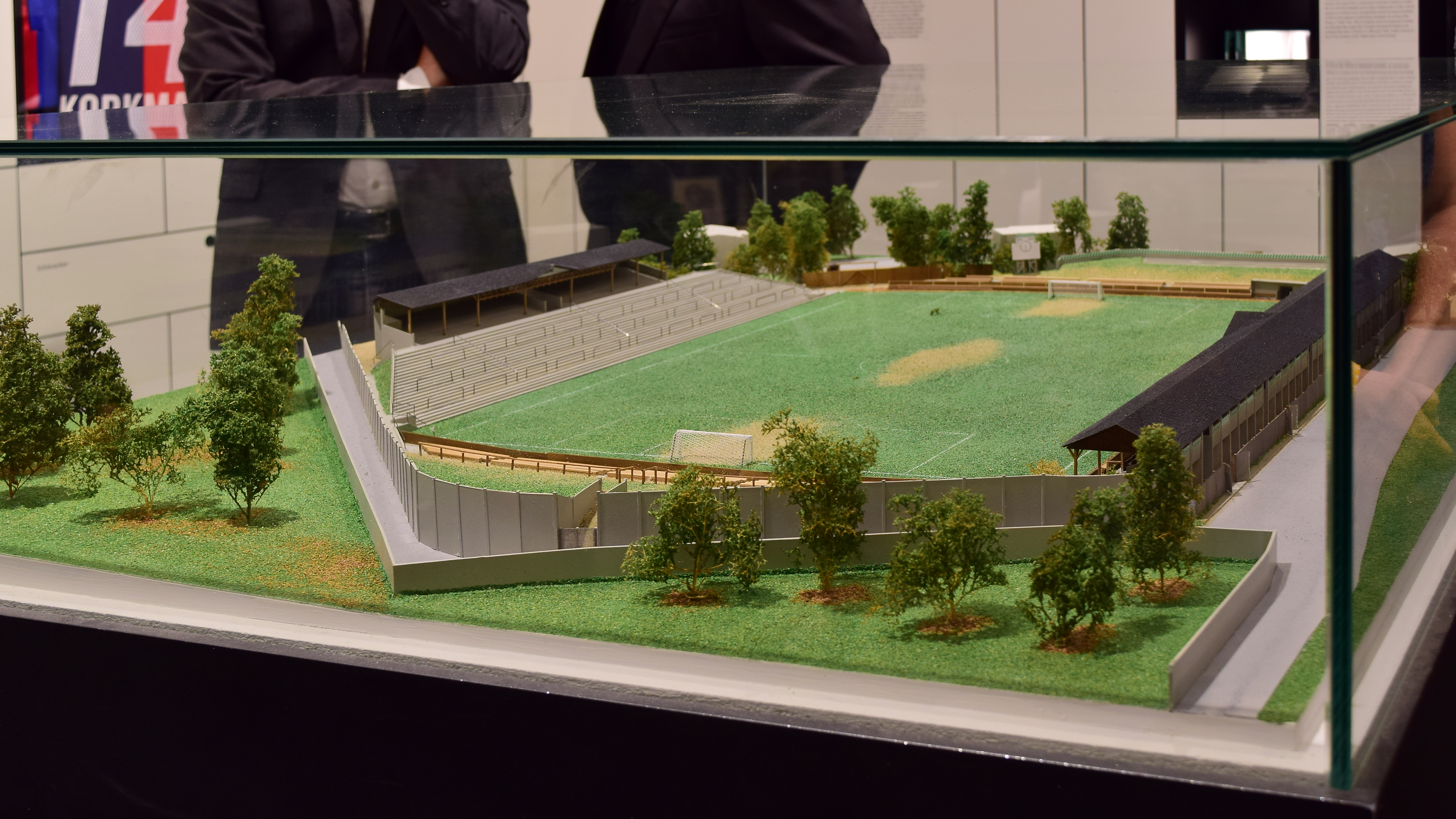
Modell des einstigen Rapid-Platzes auf der Pfarrwiese

Die Pfarrwiese im Bauzustand von 1912 bis 1920

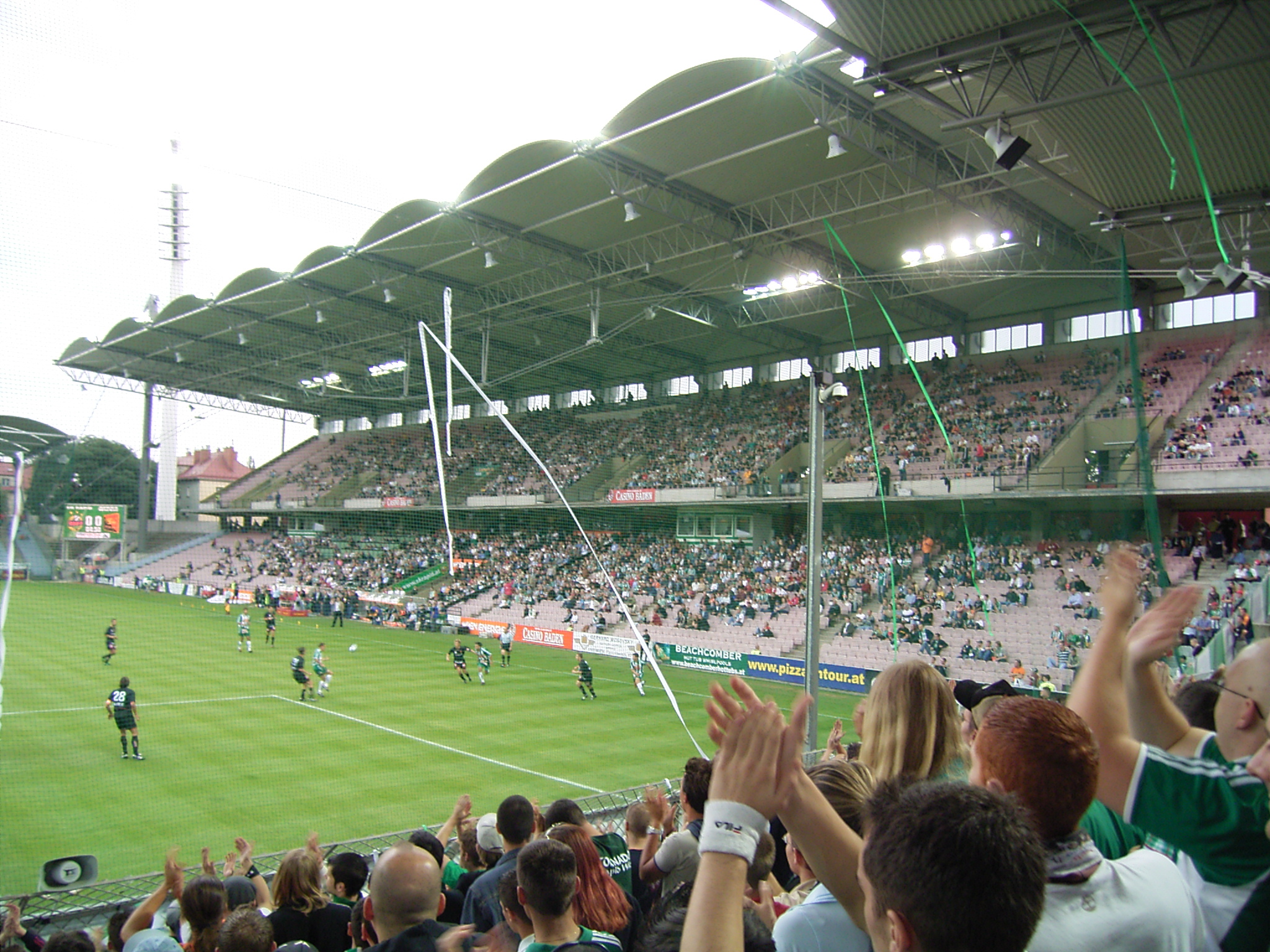
Blick auf die Südtribüne des Gerhard-Hanappi-Stadions

Die ersten Heimspiele spielte der Verein auf der Schmelz (Exerzierfeld). Im Jahre 1903 trug der Verein seine Heimspiele auf dem Sportplatz Rudolfsheim aus. Der Platz war etwa zwei Meter abschüssig.
Die Pfarrwiese war das erste richtige Stadion für den Verein. Sie wurde im Jahre 1911 mit einem Fassungsvermögen von 4000 Zuschauern errichtet. Die Spielstätte befand sich nicht mehr in Rudolfsheim-Fünfhaus, sondern in Hütteldorf im 14. Wiener Gemeindebezirk, worauf auch die Mannschaftsbezeichnung Hütteldorfer zurückgeht. Zwischen 1912 und 1978 wurde das Stadion mehrmals um- und ausgebaut und bot phasenweise über 25.000 Zuschauern Platz. Die Pfarrwiese war berüchtigt für die tolle Atmosphäre und befand sich nur etwa 800 m westlich des heutigen Stadions. 1981 wurde das Stadion abgerissen.
Das Gerhard-Hanappi-Stadion war von 1977 bis 2014 das Heimstadion der Grün-Weißen. Anfangs bekam das Stadion den Namen „Weststadion“, weil es im äußersten Westen Wiens lag. Als der legendäre Fußballer von Rapid und Architekt des Stadions Gerhard Hanappi im Jahre 1980 starb, wurde die Spielstätte nach ihm benannt. Das Hanappi-Stadion wurde für ein Fassungsvermögen von 20.000 Zuschauern konzipiert, de facto lag das Limit jedoch knapp darunter. Nach weiteren Umbau- und Renovierungsarbeiten im Lauf der 2000er Jahre lag die Kapazität bei 19.000 Zuschauern, wobei aus Sicherheitsgründen nicht mehr als 17.500 Zuseher ins Stadion gelassen werden durften. Wie auf der Pfarrwiese, so blieb Rapid auch im neuen Stadion heimstark. In der Saison 2004/05 verlor der Verein kein einziges Spiel in diesem Stadion (14 Siege und 3 Remis aus 17 Spielen) und gewann dadurch den 31. Meistertitel.
Spiele, bei denen das Zuschauerinteresse die Kapazitäten des Hanappi-Stadions überstieg, wie etwa Champions-League-Matches, wurden meistens im Ernst-Happel-Stadion im Wiener Prater ausgetragen, das seit 2008 50.825 Zuschauern Platz bietet. Auch Spiele, die im Hanappi-Stadion auf Grund der fehlenden Rasenheizung nicht ausgetragen werden konnten, wurden früher in den Prater verlegt. Seit Sommer 2006 besaß jedoch auch das Hanappi-Stadion eine Rasenheizung.
Das Gerhard-Hanappi-Stadion galt als das stimmungsvollste Fußballstadion in Österreich, da die Zuschauerränge nach britischer Bauweise bis nahe ans Spielfeld heranreichten. Ivica Osim bezeichnete das Gerhard-Hanappi-Stadion einmal als eine „Kathedrale des Fußballs“. Unter den Fans wird es auch „St. Hanappi“ genannt, eine Bezeichnung, die auch von vielen Journalisten übernommen wurde. Laut den Rapid-Anhängern hatte es schon lange eine Renovierung und einen Ausbau nötig, da bei Spitzenspielen zu wenig Plätze vorhanden sind. Ausbaupläne konnten aus finanziellen Gründen lange nicht realisiert werden.
Im November 2011 gab es punkto Sanierung und Umbau jedoch eine Einigung mit der Stadt Wien. Das 1977 in Betrieb genommene Gerhard-Hanappi-Stadion in Hütteldorf wurde vom SK Rapid als Pächter übernommen. Bei einer Generalsanierung des Stadions sollten nicht nur die Tribünen, sondern auch Mannschaftskabinen und Fangastronomie komplett saniert bzw. ausgebaut werden. Die Arbeiten sollten mit Ende der Saison 2012/13 beginnen, 17,7 Millionen Euro waren hierfür veranschlagt. Die Arbeiten sollten mit Ende der Saison 2012/13 beginnen, ab dann sollten bis zur Wiedereröffnung im Herbst 2014 die Rapidheimspiele im Ernst-Happel-Stadion stattfinden. Dieser Zeitplan wurde nicht eingehalten.
Im Mai 2014 wurde der Neubau eines Stadions verkündet. Am 10. Juni 2014 wurden die Pläne und der genaue Zeitplan vorgestellt. Die neue Spielstätte hat den Namen Allianz Stadion. Das Stadion wird jedoch international und von Fans Weststadion genannt. Es hat eine Kapazität von rund 24.000 Zuschauern, bei nationalen Spielen mit Stehplätzen sind etwa 28.345 möglich. Es wurde am 16. Juli 2016 mit einem Freundschaftsspiel gegen den FC Chelsea eröffnet.
Während der Errichtung des neuen Stadions trug der SK Rapid seine Heimspiele der Saisonen 2014/15 und 2015/16 im Ernst-Happel-Stadion aus. Als Abschiedsspiel vom Gerhard-Hanappi-Stadion bestritt Rapid am 6. Juli 2014 ein Freundschaftsspiel gegen Celtic Glasgow.
Auf dem Areal des Kultur- und Sportvereins KSV Wien wurde ein Trainingszentrum errichtet. Das darauf gelegene Funktionsgebäude wurde auf rund 6.100 Quadratmeter erweitert. Außerdem wurde ein zusätzlicher Rasenplatz errichtet. Der vorhandene Platz wurde mit einer Rasenheizung und einer überdachten Tribüne versehen. Es werden insgesamt 25 Millionen Euro investiert. Seit Beginn des Jahres 2022 wird das neue Gelände bereits für das Training genutzt. Die Innenausbauten der Funktionsgebäude wurden bis Ende Februar 2022 fertiggestellt.
Am 14. Februar 2022 erhielt das neue Trainingszentrum im Gedenken an die früheren Spieler Alfred „Fredi“ und Robert Körner den Namen Körner Trainingszentrum, und es wurde eine entsprechende Gedenktafel angebracht.

## Vereinsstruktur

### Allgemeines und Präsidium
Der SK Rapid ist ein Mitgliederverein. Das Präsidium und wichtige Funktionäre werden von den stimmberechtigten Mitgliedern gewählt. Stimmberechtigt ist jeder, der seit mindestens drei Jahren ununterbrochen Vereinsmitglied ist. Die Mitgliedschaft kostet 100 Euro pro Jahr. Man kann auch um 1899 Euro (vergleiche Gründungsdatum) eine lebenslange Mitgliedschaft erwerben.
Das Präsidium bei Rapid besteht aus mindestens fünf und höchstens acht Mitgliedern. Dazu zählt der Präsident, der Vizepräsident, der Finanzreferent, der Stellvertreter des Finanzreferenten sowie ein Präsidiumsmitglied für Schriftverkehr und eventuell weiteren Mitgliedern bis zur Auffüllung der festgesetzten Anzahl. Die Mitglieder werden in der Hauptversammlung gewählt. Sie findet alle drei Jahre statt, eine Wiederwahl ist möglich. Das Präsidium ist für die sportliche und wirtschaftliche Leitung des Klubs verantwortlich. Der Präsident leitet die Sitzungen des Präsidiums. Ab 2013 war dies Michael Krammer. Sein Stellvertreter, der Vizepräsident, war Nikolaus Rosenauer. Finanzreferent war Martin Bruckner, sein Stellvertreter Erich Haider.
Seit 1. Februar 2015 ist der frühere Vizepräsident Christoph Peschek Geschäftsführer des SK Rapid.
Im November 2019 wurde Martin Bruckner als Nachfolger von Michael Krammer zum Präsidenten gewählt. Burckner wurde im November 2022 von Alexander Wrabetz abgelöst.
Frühere Präsidenten waren unter anderem Rudolf Edlinger (2001–2013), Günter Kaltenbrunner (1995–1999), Anton Benya (1990–1993) oder Heinz Pruckner (1962–1969). Im November 2014 wurde Rudolf Edlinger zum Ehrenpräsidenten des SK Rapid ernannt. Nach Edlingers Tod im August 2021 wurde im Juni 2022 Günter Kaltenbrunner zum Ehrenpräsidenten ernannt.
| Name                    | Funktion                         |
| ----------------------- | -------------------------------- |
| Alexander Wrabetz       | Präsident                        |
| Edeltraud Hanappi-Egger | Vizepräsidentin                  |
| Michael Hatz            |                                  |
| Stefan Kjaer            | Schriftführer                    |
| Christian Podoschek     | Finanzreferent                   |
| Stefan Singer           | Stellvertretender Finanzreferent |
| Michael Tojner          |                                  |
| Nurten Yilmaz           |                                  |

### Beirat
Im Rahmen der Ordentlichen Hauptversammlung des SK Rapid im November 2023 wurde das Kuratorium aufgelöst und durch einen Beirat ersetzt. Der Beirat nimmt eine beratende Funktion ein und besteht aus ca. 40 Mitgliedern. Der Beirat ist in drei Ausschüssen aufgeteilt: Organisation, Sport und Wirtschaft.

### Sponsoren und Marketing
Der Hauptsponsor von Rapid ist Wien Energie. Ausgerüstet wird die Mannschaft seit Juni 2021 von Puma. Im Gegensatz zur im österreichischen Fußball nicht unüblichen Vorgehensweise, den Sponsor auch im Vereinsnamen aufscheinen zu lassen, ist das Logo des Sponsors nur auf den Dressen der Mannschaft zu finden, was der traditionsbewussten Klubpolitik von Rapid entspricht. Allerdings hat auch der SK Rapid kurzzeitig aufgrund finanzieller Probleme in der Saison 1976/77 unter dem Namen „SK Rapid Wienerberger“ gespielt. Außerdem trägt der Klub seine Heimspiele seit Sommer 2016 im Allianz Stadion aus, welches den Namen des Sponsors Allianz Österreich im Stadionnamen trägt.
Am 17. Jänner 2008 wurde die OMV AG als neuer Partner des SK Rapid Wien vorgestellt. Rapid wurde drei Jahre lang mit je 1,8 Millionen Euro unterstützt. Gesponsert wurde neben Banden und Trikots (vor allem Steffen Hofmanns) besonders die Jugend. Im September 2008 wurde ein Sponsorendeal mit dem Handynetzbetreiber orange abgeschlossen. Danach zierte das orange-Logo das Trikot von Steffen Hofmann, während das OMV-Logo auf die Hose verschoben wurde. Der Vertragsabschluss war erst 2008 möglich, weil der Sponsorenvertrag zwischen der Bundesliga und T-Mobile im Sommer 2008 abgeändert worden war und dadurch die Exklusivität weggefallen ist. Der Vertrag mit orange lief im Sommer 2013 aus und wurde nicht verlängert.
Im Sommer 2015 wurde die Partnerschaft mit Lyoness präsentiert. Der Sponsor wird auf dem Trikot des Kapitäns als Brustsponsor und auf dem Rücken des Trikots der restlichen Feldspieler bei den nationalen Spielen präsent sein.
Der SK Rapid betreibt drei Fanshops: einen im Allianz Stadion, einen im Stadion Center neben dem Ernst-Happel-Stadion und einen in St. Pölten.
Der Verein hatte bis September 2023 auch einen eigenen Mobilfunkbetreiber mit dem Namen Rapid Mobil.

## Spieler und Trainer

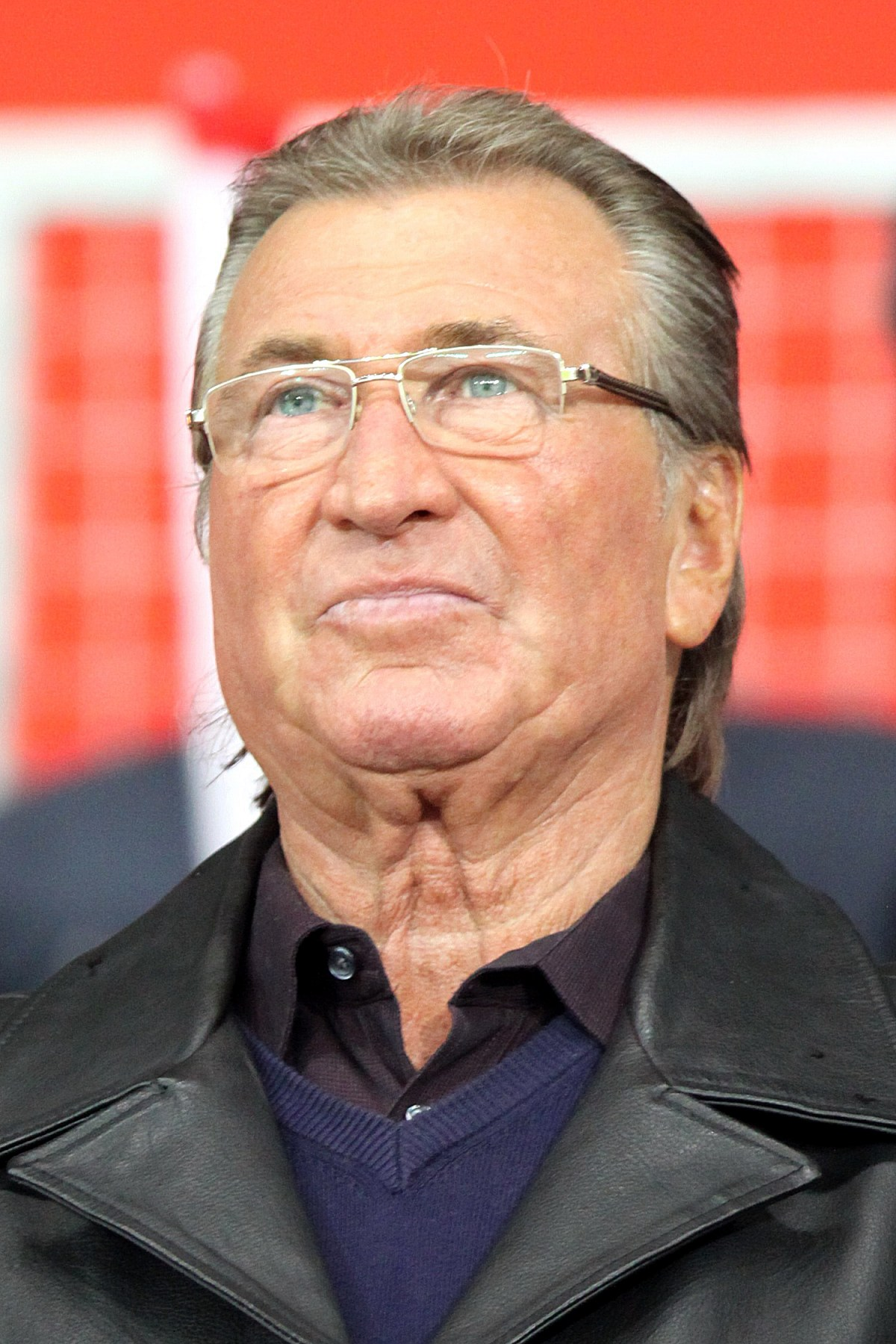
War Spieler und Trainer: Walter Skocik

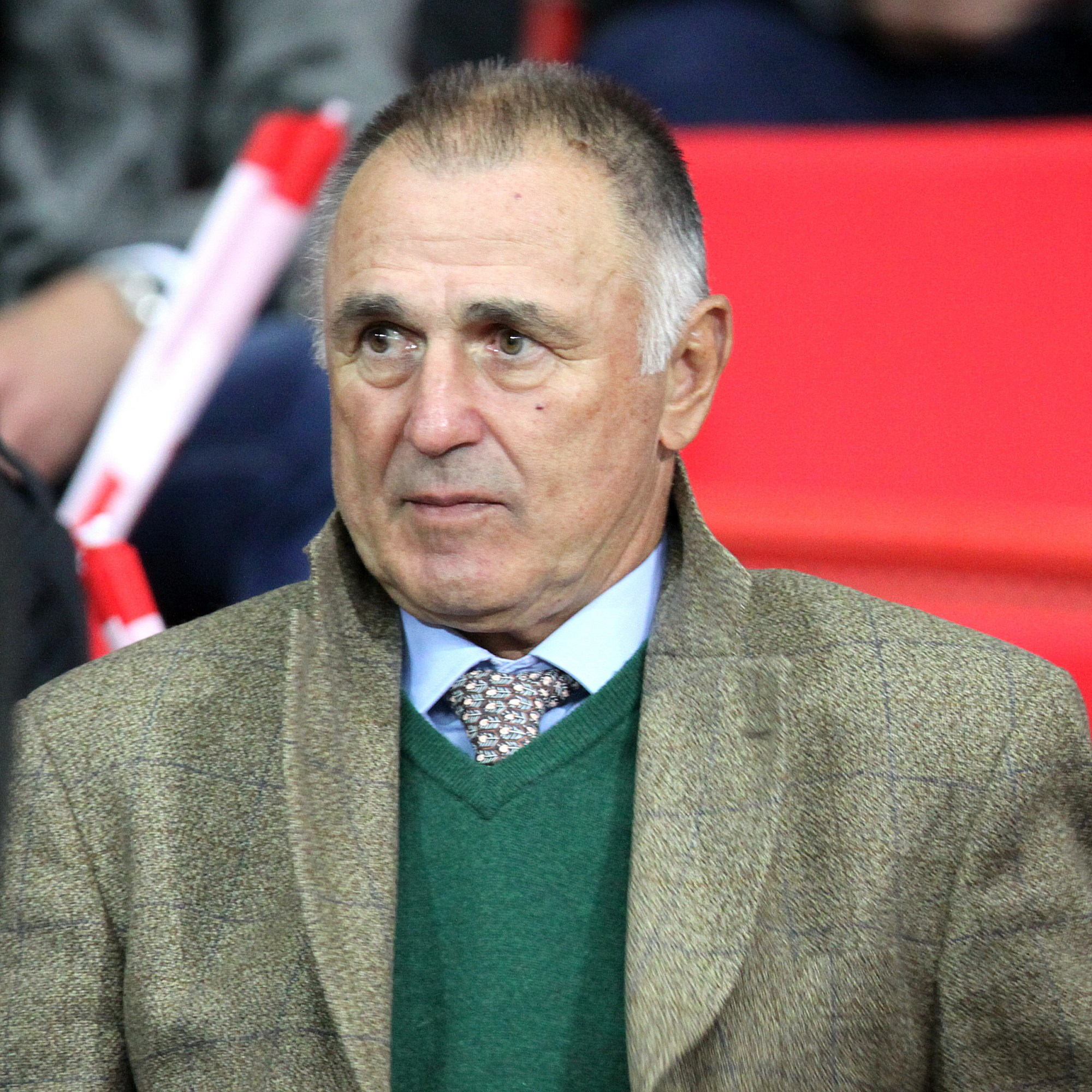
War Spieler und Trainer: August Starek

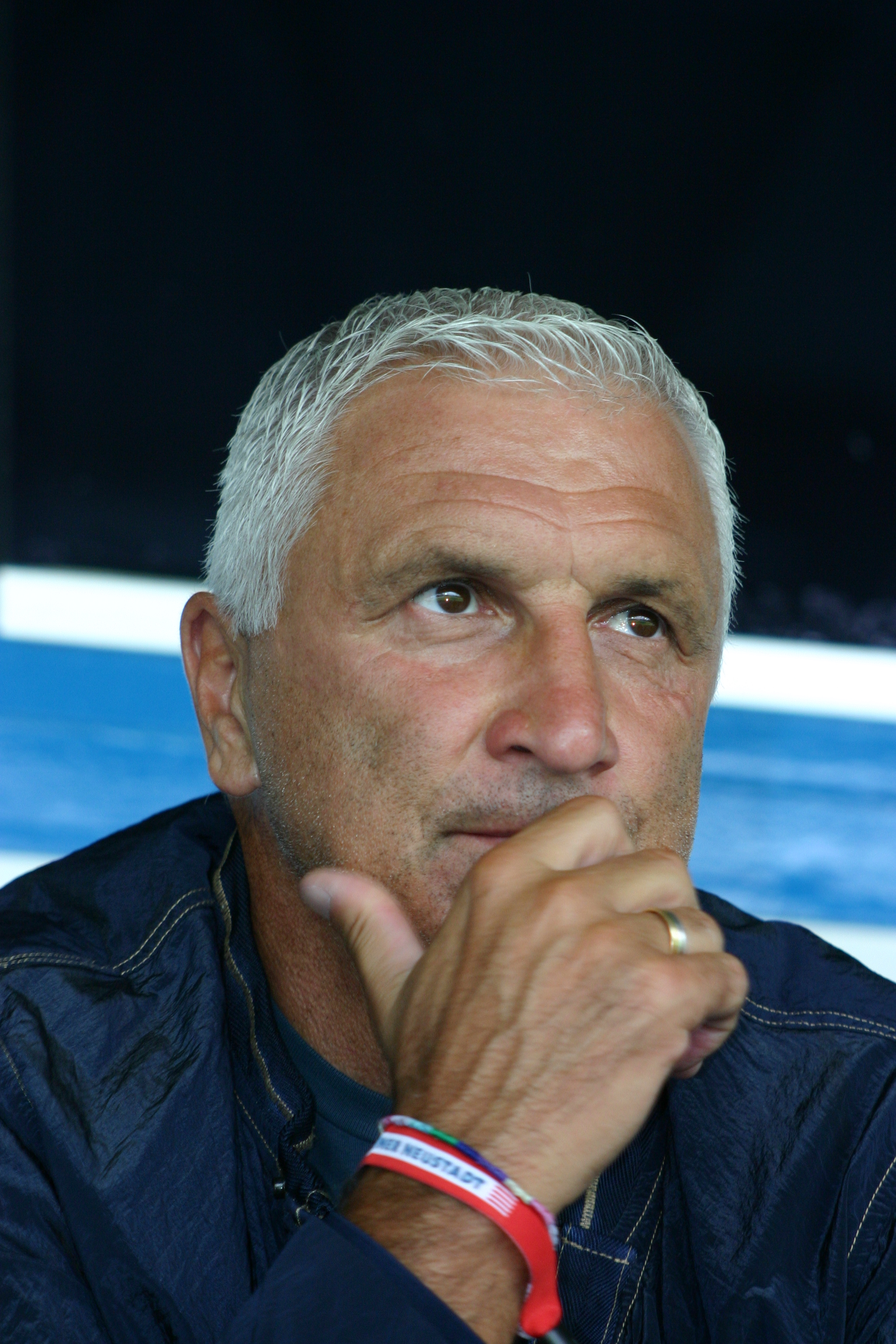
War Spieler und Trainer: Hans Krankl

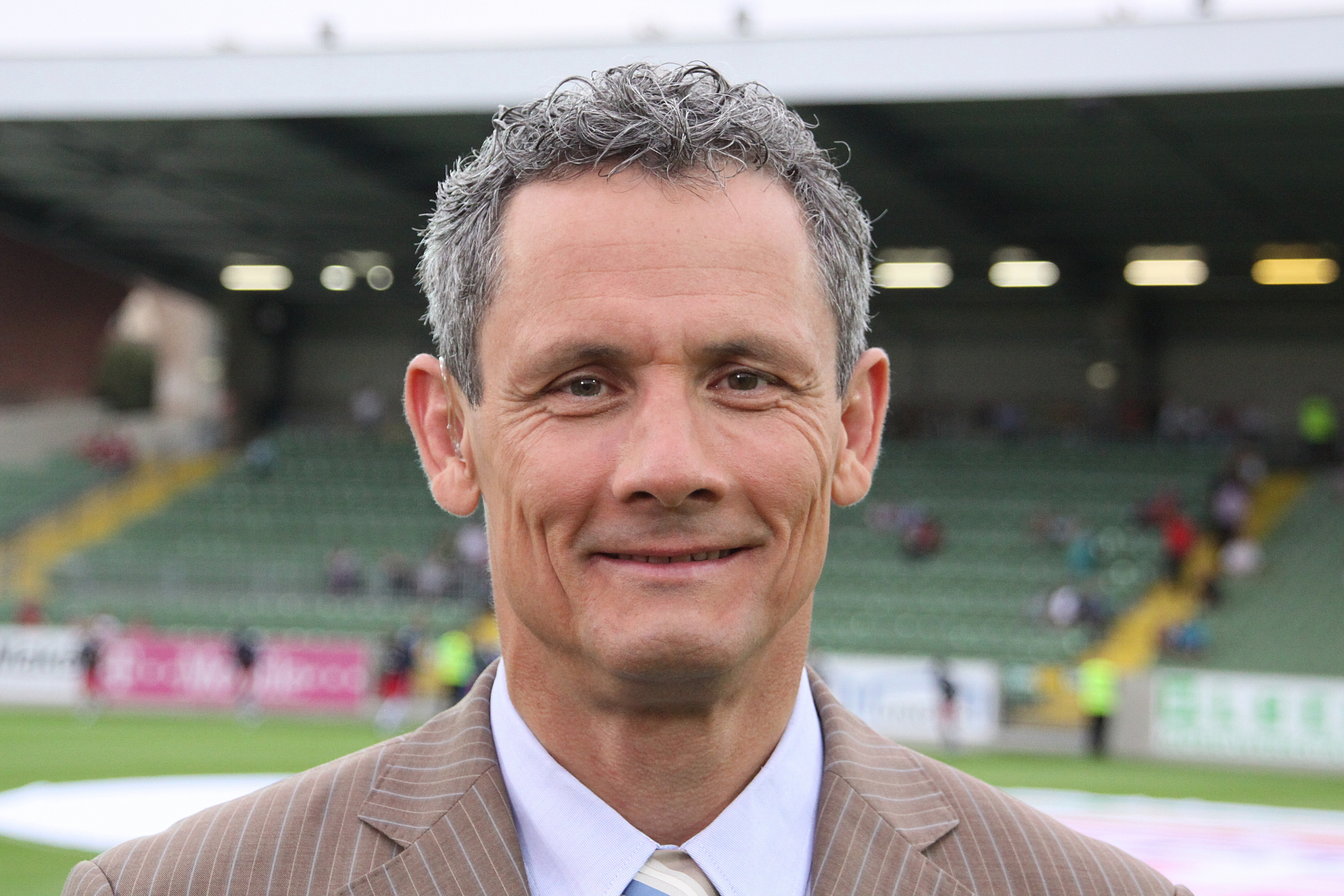
War Spieler und Trainer: Heribert Weber

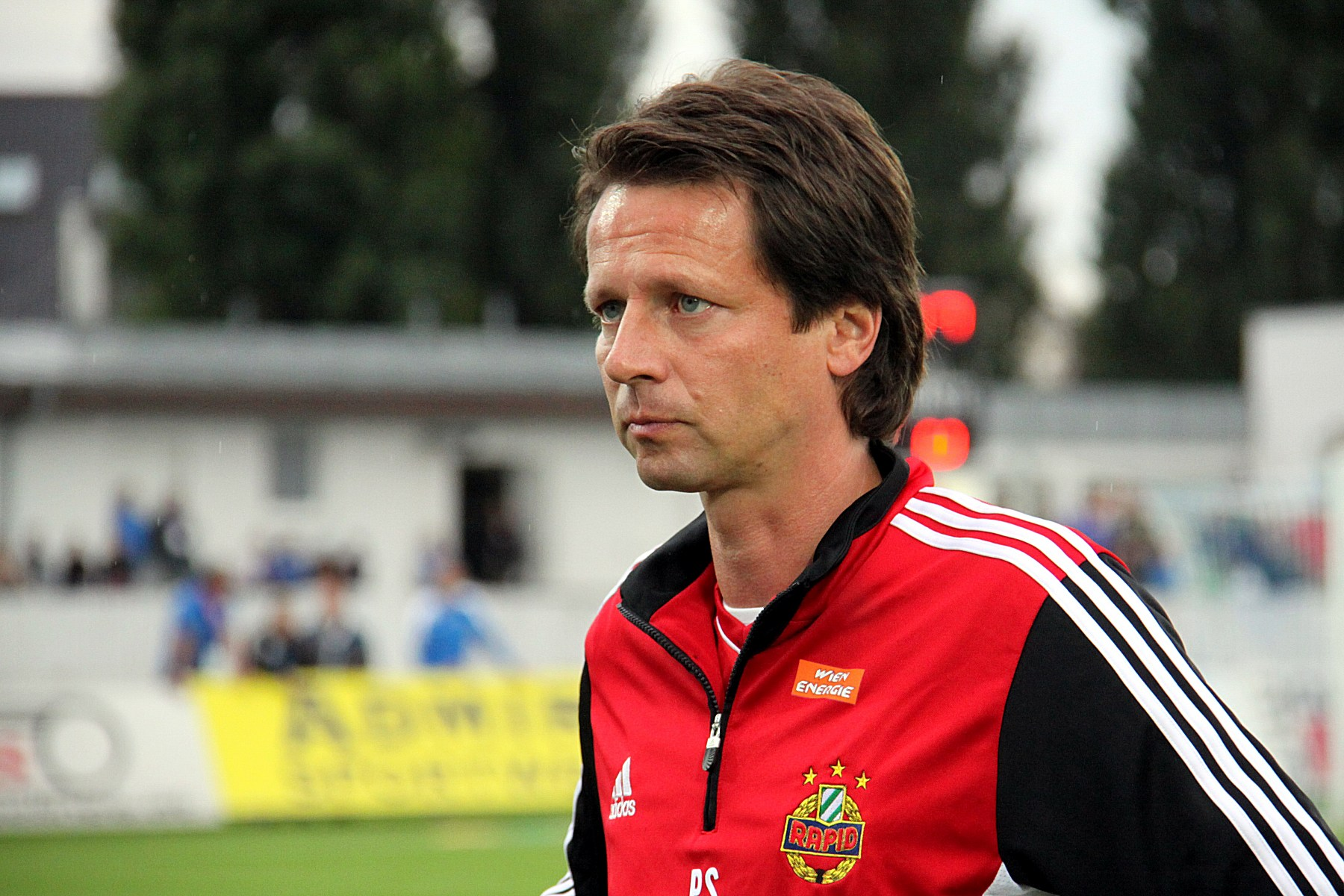
War Spieler und Trainer: Peter Schöttel

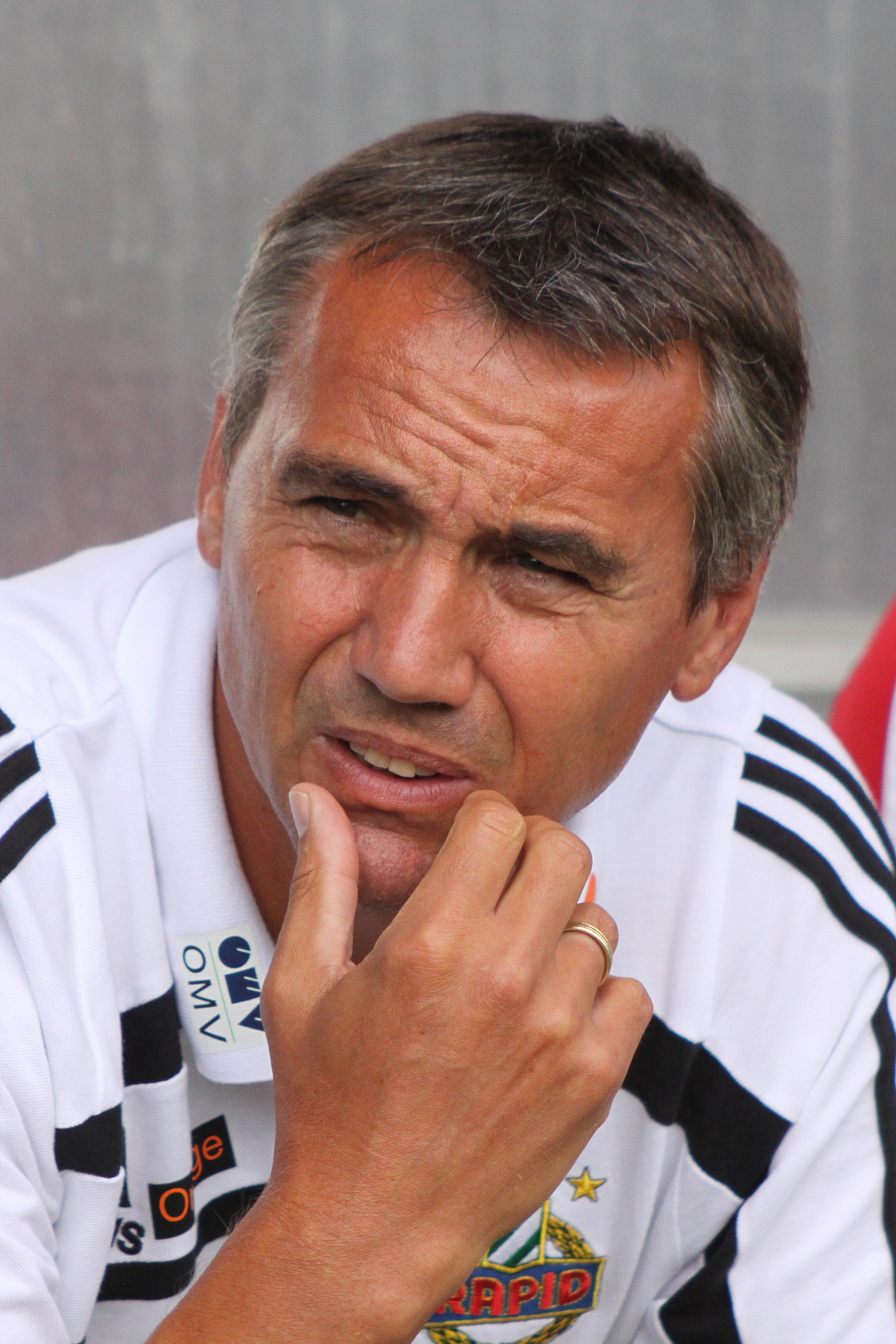
War Spieler und Trainer: Peter Pacult

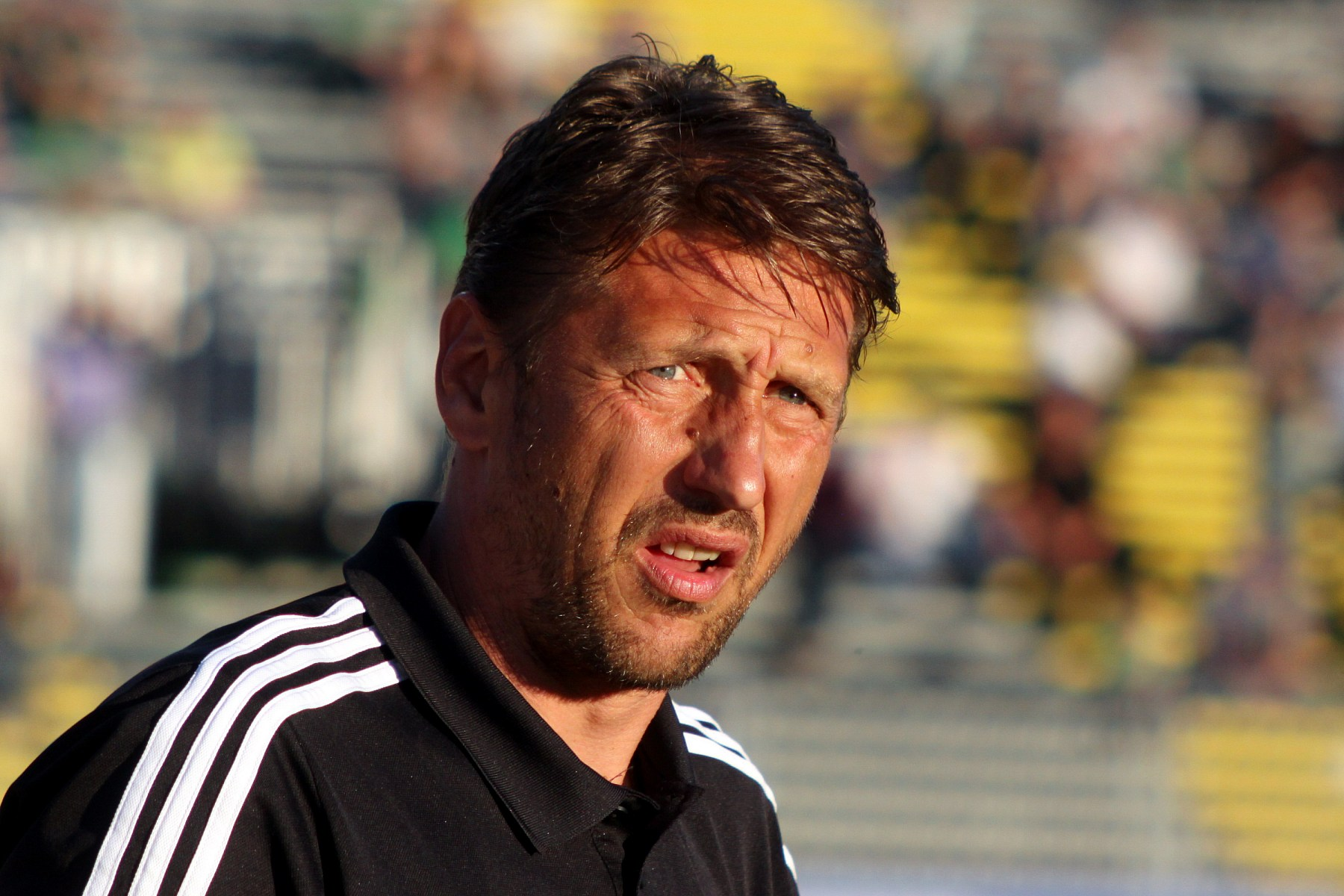
War Spieler und Trainer: Zoran Barišić

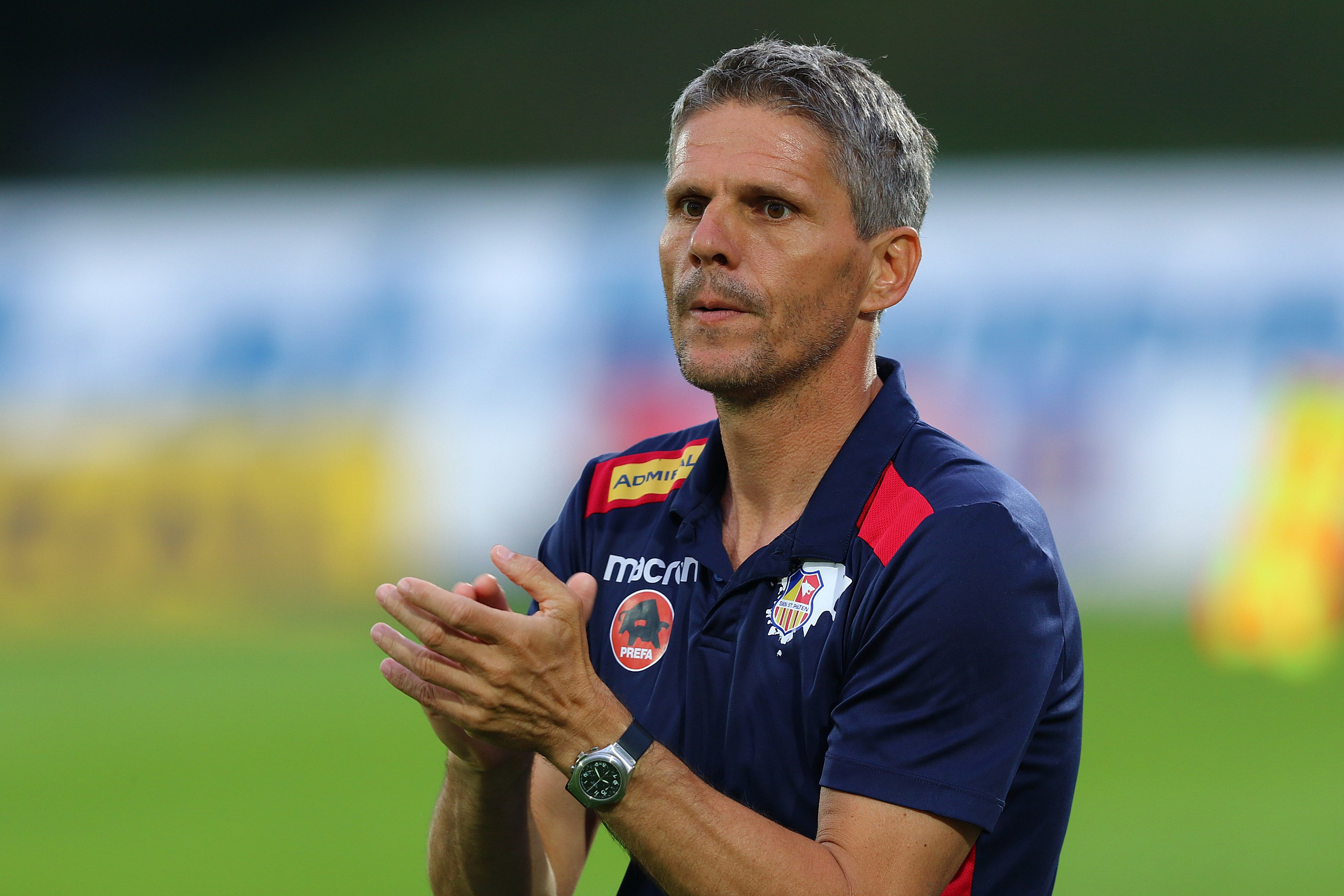
War Spieler und Trainer: Dietmar Kühbauer

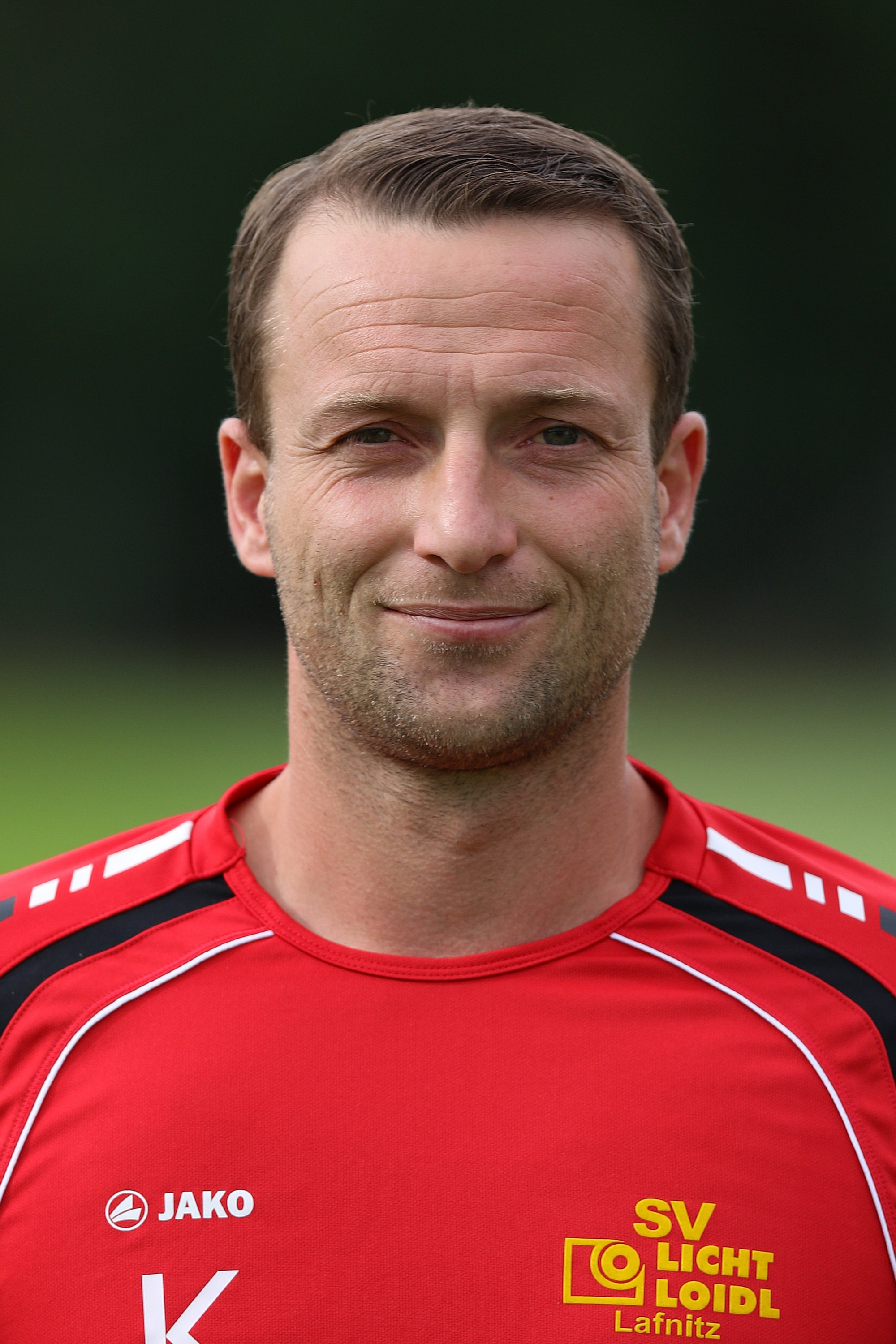
War Spieler und Trainer: Ferdinand Feldhofer

### Team des Jahrhunderts
Zum hundertjährigen Vereinsjubiläum im Jahre 1999 haben die Rapidfans das „Team des Jahrhunderts“ gewählt. Im Tor konnte sich Michael Konsel knapp vor Walter Zeman durchsetzen. In seinen zwölf Jahren bei Rapid spielte Michael Konsel als einziger Spieler sowohl im Europapokalfinale 1985 als auch 1996. 1997 wechselte der zweimalige WM-Teilnehmer nach Italien, wo er beim AS Rom 1998 als bester Tormann der Serie A ausgezeichnet wurde. Walter Zeman spielte in den 1950er Jahren für Rapid. Der „Tiger von Budapest“ bzw. „Panther von Glasgow“ war insbesondere für seine Sprungkraft berühmt, wurde mit dem Verein acht Mal Meister, schaffte es bis in die Weltauswahl und belegte mit der Nationalmannschaft den 3. Platz bei der WM 1954 in der Schweiz.
Als beste Abwehrspieler wurden von den Rapidfans Ernst Happel, Heribert Weber und Peter Schöttel gewählt. Ernst Happel stammte aus dem Rapidnachwuchs und spielte ebenfalls in den 1950er Jahren für Rapid. Der WM-Dritte von 1954 wurde später insbesondere als Trainer berühmt, er gewann den Weltpokal, saß in fünf Europapokalfinali auf der Trainerbank und wurde mit den Niederlanden Vizeweltmeister. Seit 1992 trägt Österreichs größtes Stadion seinen Namen. Heribert Weber war in den 1980er Jahren für Rapid aktiv, spielte im Europapokalfinale 1985 und war lange Zeit Kapitän der Nationalmannschaft. Peter Schöttel ist mit 436 Meisterschaftsspielen der bis heute treueste Rapidler, seine Rückennummer wurde zehn Jahre lang gesperrt. Er spielte in den 1990er Jahren für den Verein, unter anderem im Europapokalfinale 1996. Er war bis 2007, sowohl als Spieler als auch als Trainer und Funktionär, nur beim SK Rapid Wien tätig.
Das Mittelfeld der Rapidelf des Jahrhunderts bilden Antonín Panenka, Andreas Herzog, Gerhard Hanappi und Dietmar Kühbauer. Antonín Panenka war Legionär aus der Tschechoslowakei. Mit seiner Nationalmannschaft wurde er 1976 Europameister, wobei er den entscheidenden Elfmeter im Finale gegen Deutschland verwandelte. Bei Rapid spielte der Freistoßspezialist in den 1980er Jahren und erreichte mit dem Klub das Europapokalfinale 1985. Andreas Herzog war Spielmacher Rapids Ende der 1980er und Beginn der 1990er Jahre, mit 103 Länderspielen ist er bis heute Rekordnationalspieler Österreichs und feierte später vor allem als Legionär in Deutschland Erfolge. Gerhard Hanappi ist der dritte Spieler der 1950er-Mannschaft, die den dritten Platz bei der WM 1954 belegte. Für Rapid Wien hat er zudem eine besondere Bedeutung, da er als Architekt das Weststadion baute. Es trug von 1980 bis zu dessen Abriss auch seinen Namen. Dietmar Kühbauer wurde als vierter Spieler ins Jahrhundert-Mittelfeld gewählt, er war Mitte der 1990er Jahre für Rapid aktiv und spielte im Europacupfinale 1996.
In den Sturm der Rapidelf des Jahrhunderts wurden Josef Uridil, Hans Krankl (der insgesamt die meisten Stimmen aller Spieler erhielt) und Franz Binder gewählt. Josef Uridil spielte in den Jahren nach dem Ersten Weltkrieg für die Grün-Weißen und gilt heute als einer der ersten Stars des österreichischen Fußballs. Ihm zu Ehren wurde das Lied Heute spielt der Uridil komponiert. Der sechsfache Torschützenkönig Franz Binder schoss in den 1930er und 1940er Jahren über 1000 Tore für Rapid und machte den Verein mit seinem Hattrick im Finale 1941 um die deutsche Meisterschaft gegen Schalke 04 zum Titelgewinner. Hans Krankl wurde fünf Mal Torschützenkönig und 1978 mit 41 Toren sogar bester Torschütze Europas. Mit der Nationalmannschaft warf er bei der WM 1978 den amtierenden Weltmeister Deutschland aus dem Bewerb; beim 3:2-Sieg in Córdoba gelangen ihm zwei Treffer.

### Trainer
Der SK Rapid Wien hatte seit Gründung der österreichischen Meisterschaft bislang 47 verschiedene Trainer.
- Dionys Schönecker 1910–1925
- Stanley Willmott 1925–1926
- Edi Bauer 1926–1936
- Leopold Nitsch 1936–1945
- Hans Pesser 1945–1953
- Josef Uridil 1953–1954
- Viktor Hierländer 1954–1955
- Leopold Gernhardt 1955
- Franz Wagner 1955
- Alois Beranek 1956
- Franz Wagner 1956
- Max Merkel 1956–1958
- Rudolf Kumhofer 1958–1959
- Robert Körner 1959–1966
- Rudolf Vytlačil 1966–1968
- Karl Decker 1968
- Rudolf Vytlačil 1968–1969
- Karl Rappan 1969–1970
- Gerd Springer 1970–1972
- Robert Körner 1972
- Ernst Hlozek 1972–1975
- Josef Pecanka 1975
- Franz Binder/R. Körner 1975–1976
- Anton Brzezanczyk 1976–1977
- Robert Körner 1977–1978
- Karl Schlechta 1978–1979
- Walter Skocik 1979–1982
- Rudolf Nuske 1982
- Otto Barić 1982–1985
- Vladimir Marković 1985–1986
- Otto Barić 1986–1988
- Wilhelm Kaipel 1988
- Vladimir Marković 1988–1989
- Hans Krankl 1989–1992
- August Starek 1992–1993
- Hubert Baumgartner 1993–1994
- Ernst Dokupil 1994–1998
- Heribert Weber 1998–2000
- Ernst Dokupil 2000–2001
- Peter Persidis 2001
- Lothar Matthäus 2001–2002
- Josef Hickersberger 2002–2005
- Georg Zellhofer 2006
- Peter Pacult 2006–2011
- Zoran Barišić 2011
- Peter Schöttel 2011–2013
- Zoran Barišić 2013–2016
- Mike Büskens 2016
- Damir Canadi 2016–2017
- Goran Djuricin 2017–2018
- Dietmar Kühbauer 2018–2021
- Thomas Hickersberger & Steffen Hofmann 2021
- Ferdinand Feldhofer 2021–2022
- Zoran Barišić 2022–2023
- Robert Klauß 2023–2025
- Peter Stöger 2025–

Josef Hickersberger verließ zum Jahresende 2005 den Klub, um neuer Trainer der österreichischen Fußballnationalmannschaft zu werden. An seine Stelle trat der vorherige Pasching-Trainer Georg Zellhofer, der aber am 27. August 2006 entlassen wurde. Interimsmäßig wurde Co-Trainer Roman Pivarník zum Cheftrainer bestellt. Am 4. September 2006 löste Peter Pacult seinen Vertrag bei Dynamo Dresden auf und unterzeichnete bei Rapid Wien einen Vertrag bis Sommer 2008. Im Februar 2008 und Februar 2009 wurde die Verlängerung seines Vertrags jeweils für ein Jahr bekanntgegeben. Am 29. Jänner 2010 wurde die neuerliche Vertragsverlängerung bis Sommer 2012 (ohne Ausstiegsklausel) vereinbart. Im April 2011 wurde der Vertrag mit Peter Pacult nach anhaltenden Wechselgerüchten zum deutschen Red-Bull-Verein RB Leipzig aufgelöst. Den Trainerposten übernahm Zoran Barišić interimistisch bis zum Saisonende. Für die Saison 2011/12 wurde der Rapid-Rekordspieler Peter Schöttel von Wiener Neustadt verpflichtet. Nach einer enttäuschenden Frühjahrssaison 2013 und dem Ausscheiden im Cup wurde am 17. April 2013 der Cheftrainer der SK Rapid Wien Amateure Zoran Barišić zum Trainer der Kampfmannschaft ernannt. Am 6. Juni 2016 beendete SK Rapid die Zusammenarbeit mit Zoran Barišić einvernehmlich. Einen Tag später wurde bekannt gegeben, dass Mike Büskens ab sofort den Trainerposten beim SK Rapid übernimmt. Am 7. November 2016 wurde Mike Büskens interimsweise durch Thomas Hickersberger ersetzt, anschließend wurde am 11. November 2016 Damir Canadi als neuer Trainer verpflichtet.
Im April 2017 wurde dann bekanntgegeben, dass man sich von Canadi als Trainer trenne und die bisherigen Co-Trainer Goran Djuricin und Martin Bernhard bis zum Saisonende die Trainingsleitung übernehmen würden. Im Mai 2017 wurde Goran Djuricin Cheftrainer des Vereins, er bekam einen Vertrag für die Saison 2017/18, der im Mai 2018 bis zum Ende der Saison 2018/19 verlängert wurde. Im September 2018 wurde Djuricin schließlich beurlaubt, ihm folgte im Oktober 2018 Dietmar Kühbauer als Cheftrainer, den man um etwa 400.000 Euro Ablöse vom SKN St. Pölten loslöste. Er erhielt einen Vertrag bis zum Sommer 2021, der im April 2021 bis zum Sommer 2023 verlängert wurde. Im November 2021 trennte man sich schließlich nach nur 16 Punkten in 14 Ligaspielen von Trainer Kühbauer, interimsmäßig übernahmen Thomas Hickersberger und Steffen Hofmann die Trainingsleitung. Am 28. November 2021 wurde bekanntgegeben, dass der frühere Rapidspieler Ferdinand Feldhofer, welcher als Teil der Mannschaft mit Rapid 2005 Meister wurde, den Cheftrainerposten übernimmt. Er erhielt einen Vertrag mit einer Gültigkeit bis zum Sommer 2023 und mit Option auf eine Vertragsverlängerung. Am 16. Oktober 2022 wurde verlautbart, dass Feldhofer von seinen Aufgaben mit sofortiger Wirkung entbunden werde. Bis auf Weiteres übernahm wieder Zoran Barišić den Cheftrainerposten. Im Februar 2023 unterschrieb Zoran Barišić einen Vertrag, der bis zum Sommer 2025 gültig ist. Jedoch wurden Barišić und sein Co-Trainer Thomas Hickersberger aufgrund von sportlichen Misserfolg am 15. November 2023 bereits wieder von ihren Aufgaben entbunden. Neuer Cheftrainer wurde Robert Klauß, der einen Vertrag bis Sommer 2026 unterschrieb.

## Bundesligamannschaft

### Trainerteam
Stand: 1. Juli 2025
| Funktion        | Name            | Geburtsdatum | Nationalität | beim Verein seit | letzter Verein              |
| --------------- | --------------- | ------------ | ------------ | ---------------- | --------------------------- |
| Trainer         | Peter Stöger    | 11.04.1966   | Osterreich   | 07/2025          | Sportdirektor Admira Wacker |
| Co-Trainer      | Stefan Kulovits | 19.04.1983   | Osterreich   | 07/2025          | Interimstrainer             |
| Co-Trainer      | Thomas Sageder  | 05.09.1983   | Osterreich   | 07/2025          | Österreich U-17             |
| Co-Trainer      | Daniel Seper    | 29.07.1990   | Osterreich   | 03/2023          | Wiener Sport-Club           |
| Torwarttrainer  | Jürgen Macho    | 24.08.1977   | Osterreich   | 07/2019          | SKN St. Pölten              |
| Athletiktrainer | David Lechner   | 12.07.1995   | Osterreich   | 07/2024          | Hansa Rostock               |
| Athletiktrainer | Julian Helml    | 16.02.1994   | Osterreich   | 08/2022          | AKA Rapid Wien              |
| Datenanalyst    | Daniel Schmitt  | 13.06.1994   | Deutschland  | 03/2023          | SK Rapid Wien II            |

### Aktueller Kader
Stand: 20. August 2025
| Rücken- nummer | Name                    | Geburtsdatum | Nationalität   | beim Verein seit | letzter Verein             |          |
| Torhüter       | Torhüter                | Torhüter     | Torhüter       | Torhüter         | Torhüter                   | Torhüter |
| -------------- | ----------------------- | ------------ | -------------- | ---------------- | -------------------------- | -------- |
| 01             | Niklas Hedl             | 17.03.2001   | Osterreich     | 2020             | SK Rapid Wien II           |          |
| 25             | Paul Gartler            | 10.03.1997   | Osterreich     | 2016             | SK Rapid Wien II           |          |
| 50             | Laurenz Orgler          | 13.10.2004   | Osterreich     | 2021             | SK Rapid Wien II           |          |
| 51             | Benjamin Göschl         | 16.11.2005   | Osterreich     | 2024             | SK Rapid Wien II           |          |
| Verteidigung   |                         |              |                |                  |                            |          |
| 04             | Jakob Schöller          | 09.12.2005   | Osterreich     | 2024             | FC Admira Wacker Mödling   |          |
| 06             | Serge-Philippe Raux Yao | 30.05.1999   | Frankreich     | 2024             | AF Rodez                   |          |
| 20             | Ange Ahoussou           | 22.12.2003   | Elfenbeinküste | 2025             | FC Pau                     |          |
| 23             | Jonas Auer              | 05.08.2000   | Osterreich     | 2021             | FK Mladá Boleslav          |          |
| 24             | Jean Marcelin           | 12.02.2000   | Madagaskar     | 2025             | Beitar Jerusalem           |          |
| 38             | Jannes Horn             | 06.02.1997   | Deutschland    | 2025             | 1. FC Nürnberg             |          |
| 47             | Amin-Elias Gröller      | 25.01.2005   | Osterreich     | 2024             | SK Rapid Wien II           |          |
| 55             | Nenad Cvetković         | 06.01.1996   | Serbien        | 2023             | MS Aschdod                 |          |
| 61             | Furkan Demir            | 29.11.2004   | Turkei         | 2025             | SK Rapid Wien II           |          |
| 77             | Bendegúz Bolla          | 22.11.1999   | Ungarn         | 2024             | Wolverhampton Wanderers    |          |
| Mittelfeld     |                         |              |                |                  |                            |          |
| 08             | Lukas Grgic             | 17.08.1995   | Osterreich     | 2023             | Hajduk Split               |          |
| 14             | Martin Ndzie            | 16.01.2003   | Kamerun        | 2025             | MS Aschdod                 |          |
| 16             | Tobias Børkeeiet        | 18.04.1999   | Norwegen       | 2024             | Rosenborg Trondheim        |          |
| 18             | Matthias Seidl          | 24.01.2001   | Osterreich     | 2023             | FC Blau-Weiß Linz          |          |
| 21             | Louis Schaub            | 29.12.1994   | Osterreich     | 2024             | Hannover 96                |          |
| 28             | Moritz Oswald           | 05.01.2002   | Osterreich     | 2021             | SK Rapid Wien II           |          |
| 29             | Romeo Amane             | 20.02.2003   | Elfenbeinküste | 2025             | BK Häcken                  |          |
| Angriff        |                         |              |                |                  |                            |          |
| 09             | Ercan Kara              | 03.01.1996   | Osterreich     | 2025             | Samsunspor                 |          |
| 10             | Petter Nosa Dahl        | 22.10.2003   | Norwegen       | 2025             | KV Mechelen                |          |
| 15             | Nikolaus Wurmbrand      | 05.01.2006   | Osterreich     | 2024             | SK Rapid Wien II           |          |
| 27             | Noah Bischof            | 07.12.2002   | Osterreich     | 2024             | SCR Altach                 |          |
| 39             | Oliver Strunz           | 14.06.2000   | Osterreich     | 2021             | SK Rapid Wien II           |          |
| 41             | Dominik Weixelbraun     | 17.12.2003   | Osterreich     | 2025             | SKU Amstetten              |          |
| 49             | Andrija Radulović       | 03.07.2002   | Montenegro     | 2025             | FK Vojvodina               |          |
| 71             | Claudy M’Buyi           | 03.06.1999   | Frankreich     | 2025             | SKN St. Pölten             |          |
| 90             | Janis Antiste           | 18.08.2002   | Frankreich     | 2025             | US Sassuolo Calcio (Leihe) |          |

### Transfers
Stand: 20. August 2025
| Zugänge: | Abgänge: |
| Sommer 2025 | Sommer 2025 |
| --- | --- |
| - Janis Antiste (US Sassuolo Calcio, Leihe) - Petter Nosa Dahl (KV Mechelen) - Jannes Horn (1. FC Nürnberg) - Jean Marcelin (Beitar Jerusalem) - Claudy M’Buyi (SKN St. Pölten) - Martin Ndzie (MS Aschdod) - Dominik Weixelbraun (SKU Amstetten) - Furkan Demir (TSV Hartberg, Leih-Ende) - Oliver Strunz (Floridsdorfer AC, Leih-Ende) | - Benjamin Böckle (WSG Tirol, Leihe) - Isak Jansson (OGC Nizza) - Mamadou Sangaré (RC Lens) - Dominic Vincze (TSV Hartberg, Leihe) - Roman Kerschbaum (vereinslos) - Guido Burgstaller (Karriereende) - Dion Beljo (FC Augsburg, Leih-Ende) |

## Fans und die „Rapid-Viertelstunde“

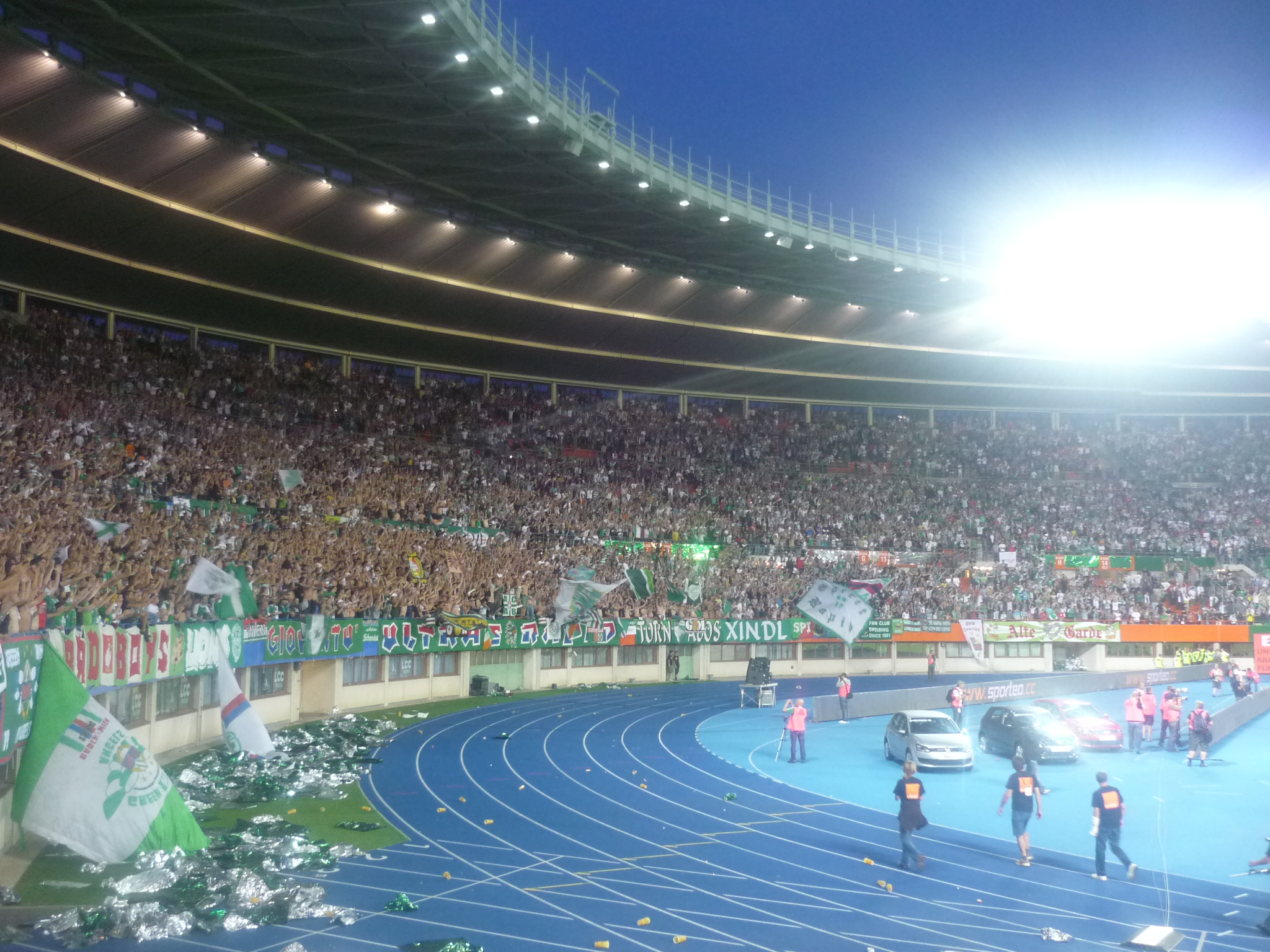
Einklatschen der Rapid-Viertelstunde im Ernst-Happel-Stadion

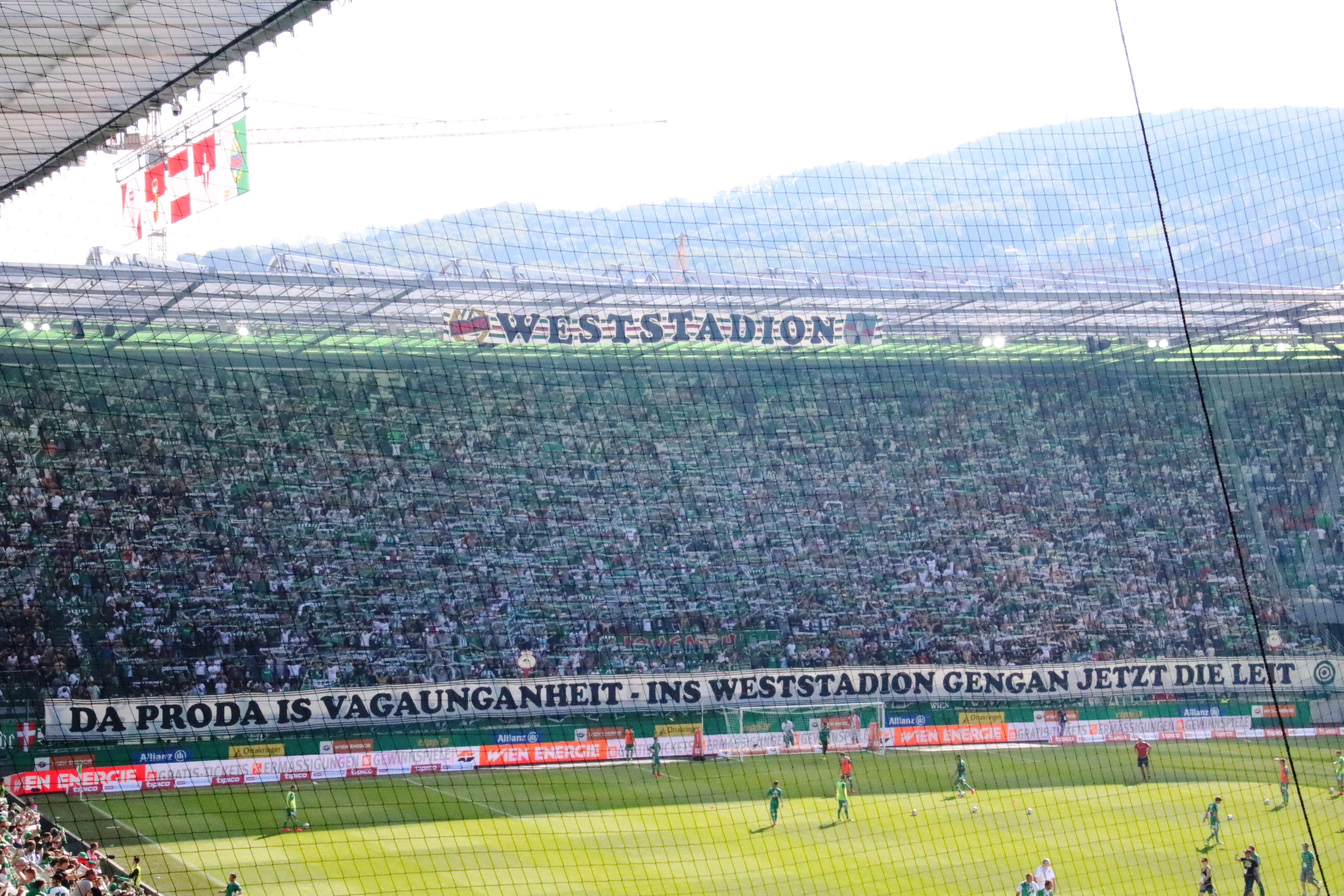
Der „Block West“ mit der organisierten Fanszene kurz nach Eröffnung des Allianz-Stadions

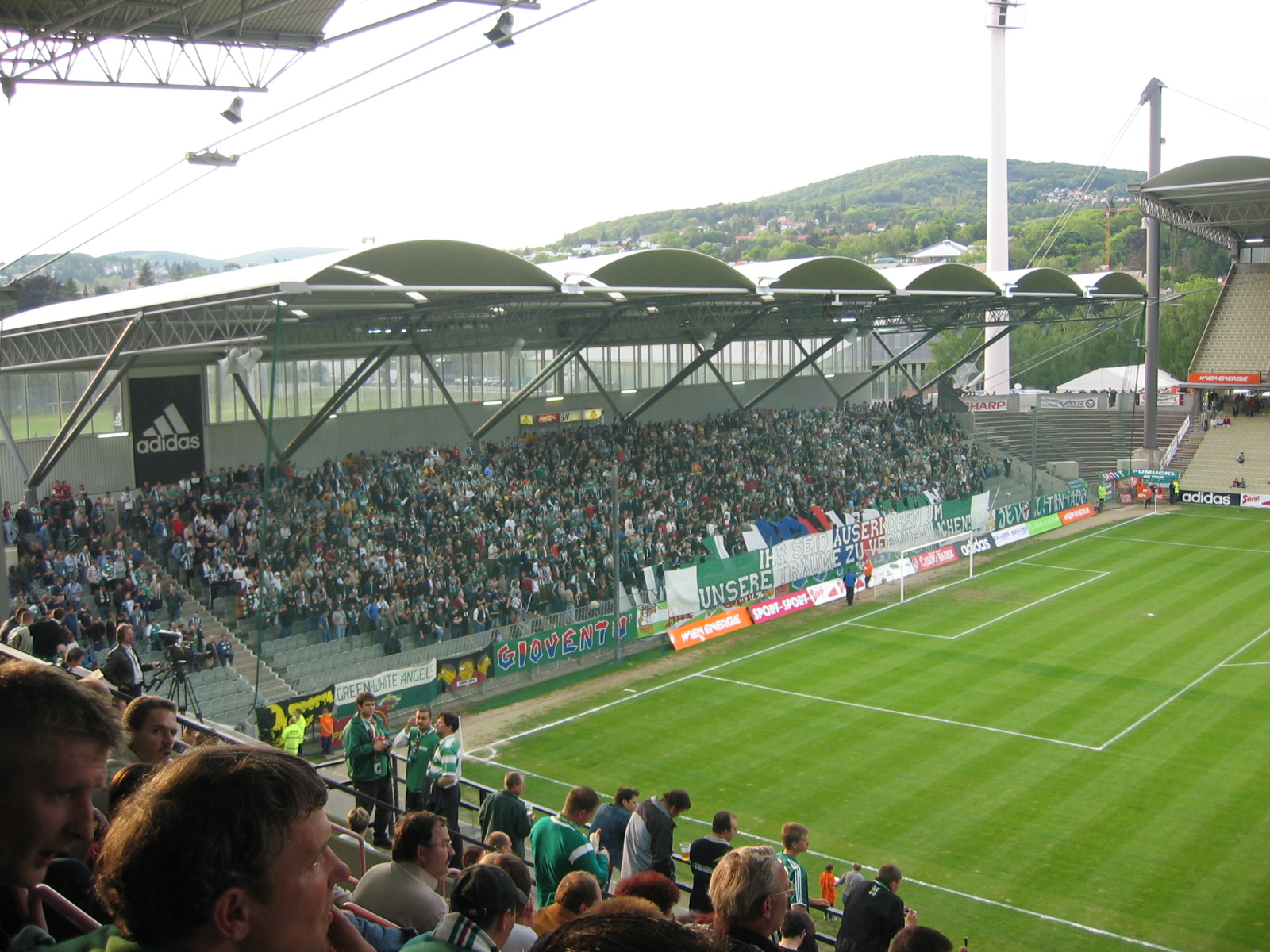
Rapid-Fanklubs auf der Westtribüne

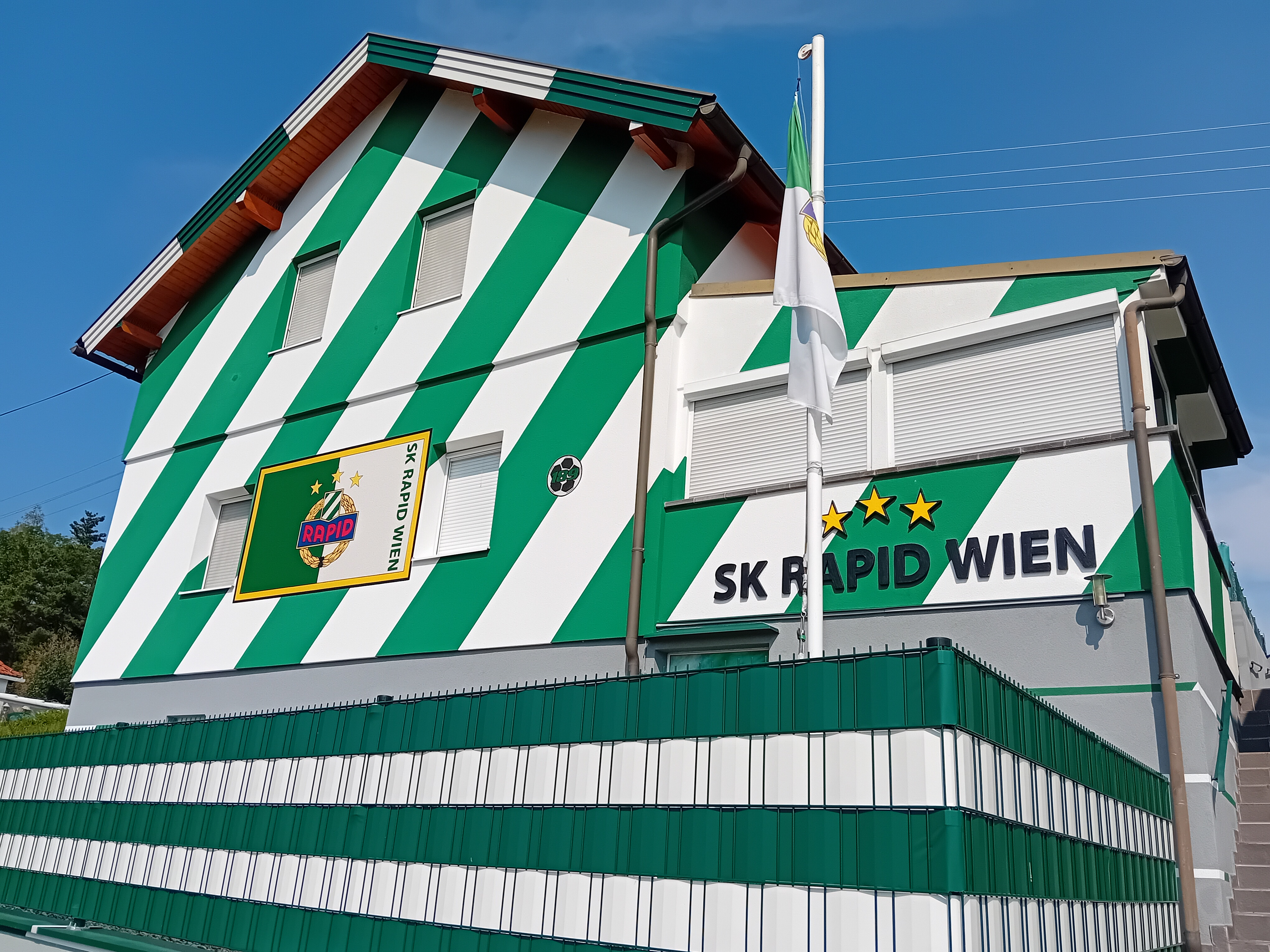
Haus eines Rapidfans im Burgenland

Der SK Rapid hat über 23.000 Vereinsmitglieder (Stand: März 2025), davon eine vierstellige Zahl mit lebenslanger Mitgliedschaft. Im Februar 2021 wurde die eintausendste lebenslange Mitgliedschaft verkauft. Mit diesen Mitgliederzahlen ist der SK Rapid der mitgliederstärkste Fußballverein Österreichs (Stand: 24. Mai 2024). Außerdem wird der Verein von rund 220 offiziellen Fanclubs unterstützt. In den vergangenen Jahrzehnten steigerte der Verein stetig seine Zuschauerzahlen. Seit einigen Jahren stagnieren sie jedoch und bewegen sich bei durchschnittlich etwa 18.000 Besuchern pro Spiel. Der älteste Rapid-Fanclub ist der „Club der Freunde des SC Rapid“, dieser wurde am 10. November 1951 gegründet. Bei Auswärtsspielen wird Rapid regelmäßig von vielen Fans begleitet. Auch international fallen die Fans des Block West häufig mit Choreographien auf.
Bemerkenswert an der jüngeren Geschichte ist der seit der Saison 2003/04 anhaltende Zuschauerboom bei Rapid. Noch in den 1990er Jahren kamen zu Spitzenspielen oft nur knapp über 10.000 Zuschauer ins Hanappi-Stadion, zu Spielen gegen schwächere Gegner oft nur wenige Tausend. 2008/09 betrug der Zuschauerschnitt rund 17.000 pro Spiel, was einer Auslastung von über 97 % im alten Hanappi-Stadion entsprach. Rapid verkaufte für die Saison 2008/09 10.641 Jahreskarten und beschloss erstmals, ab Ende August 2008 keine Jahreskarten mehr für die laufende Saison zu verkaufen.
Große Beliebtheit gewinnt der Club durch seine Erfolge und die traditionstreue Vereinsführung. Die meisten Fangruppierungen hatten sich mittlerweile auf der Westtribüne, die von den Fans auch „Block West“ genannt wird und seit 2003 vor jeder Saison mit Jahreskarten ausverkauft war, eingefunden. Daher hatte sich gegenüber auf der Osttribüne (auch genannt „Ostkurve“) des Gerhard-Hanappi-Stadions eine zweite Fantribüne unter der Führung der Lords Rapid gebildet, was für österreichische Verhältnisse einzigartig war. Während der Spiele gab es auch immer wieder Wechselgesänge zwischen den beiden Rapid-Fankurven. Von Fans wird der Klub auch als „Religion“ bezeichnet, so wurde beispielsweise das alte Gerhard-Hanappi-Stadion „Sankt Hanappi“ genannt.
Seit der Errichtung und Einweihung der nunmehrigen Heimstätte des SK Rapids, des Allianz-Stadions, welches von vielen Fans „Weststadion“ genannt wird, hat sich die organisierte Fanszene des Klubs in der in Anlehnung an die Westtribüne des Gerhard-Hanappi-Stadions „Block West“ genannte Südtribüne eingefunden.

### Ultras

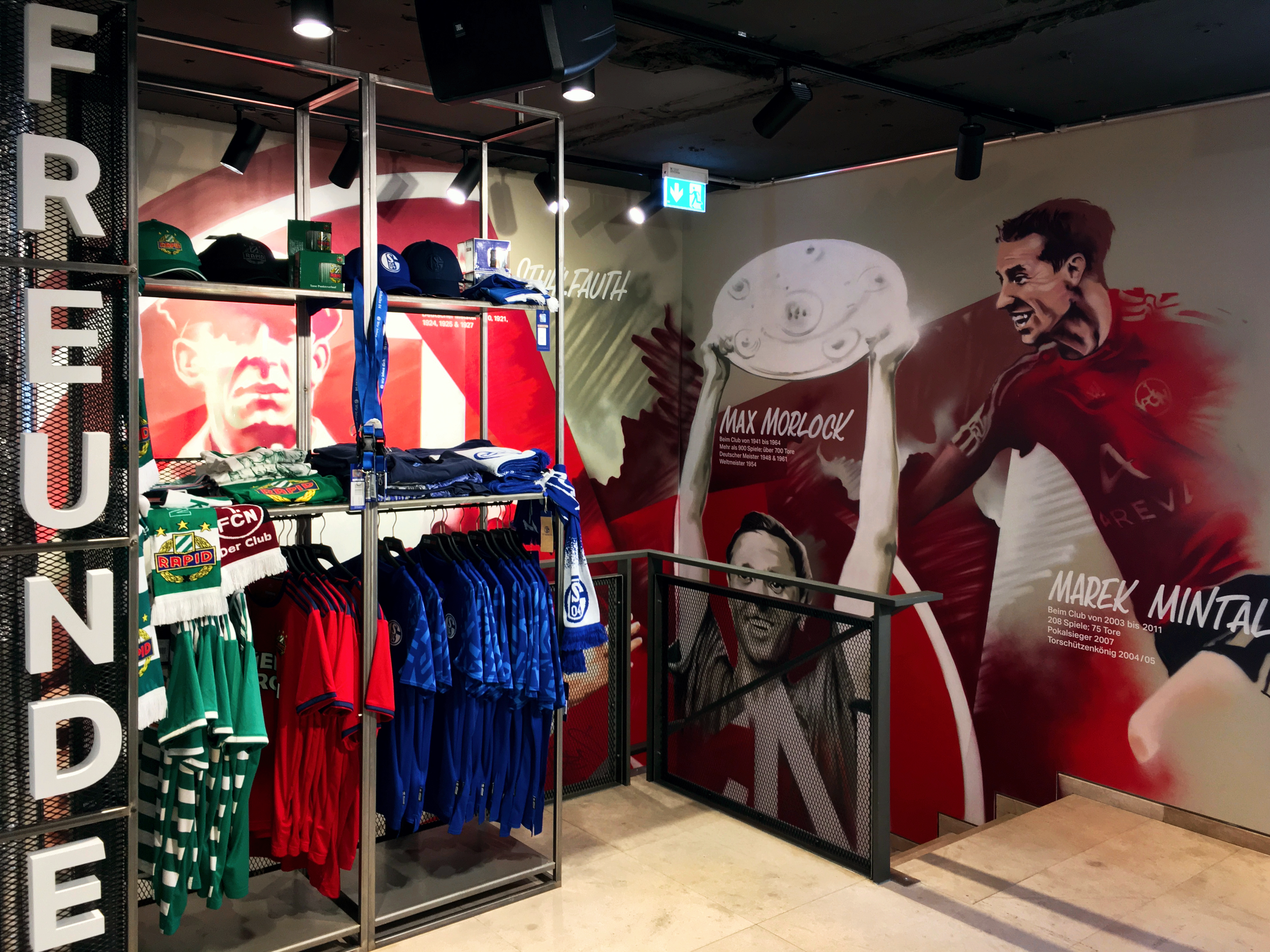
Rapid-Trikots in einem Fanshop des 1. FC Nürnberg (2019)

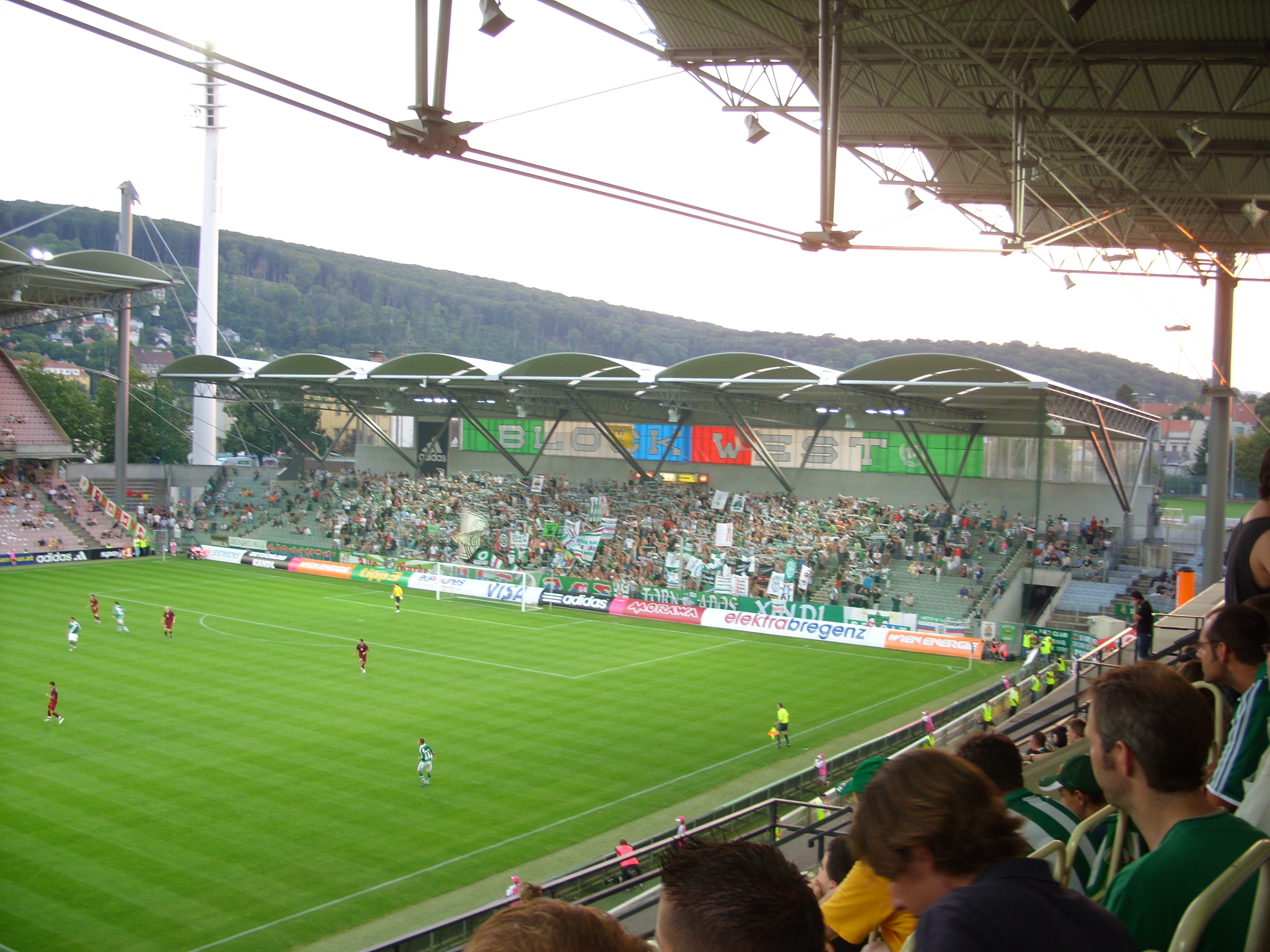
Schalparade auf der Westtribüne

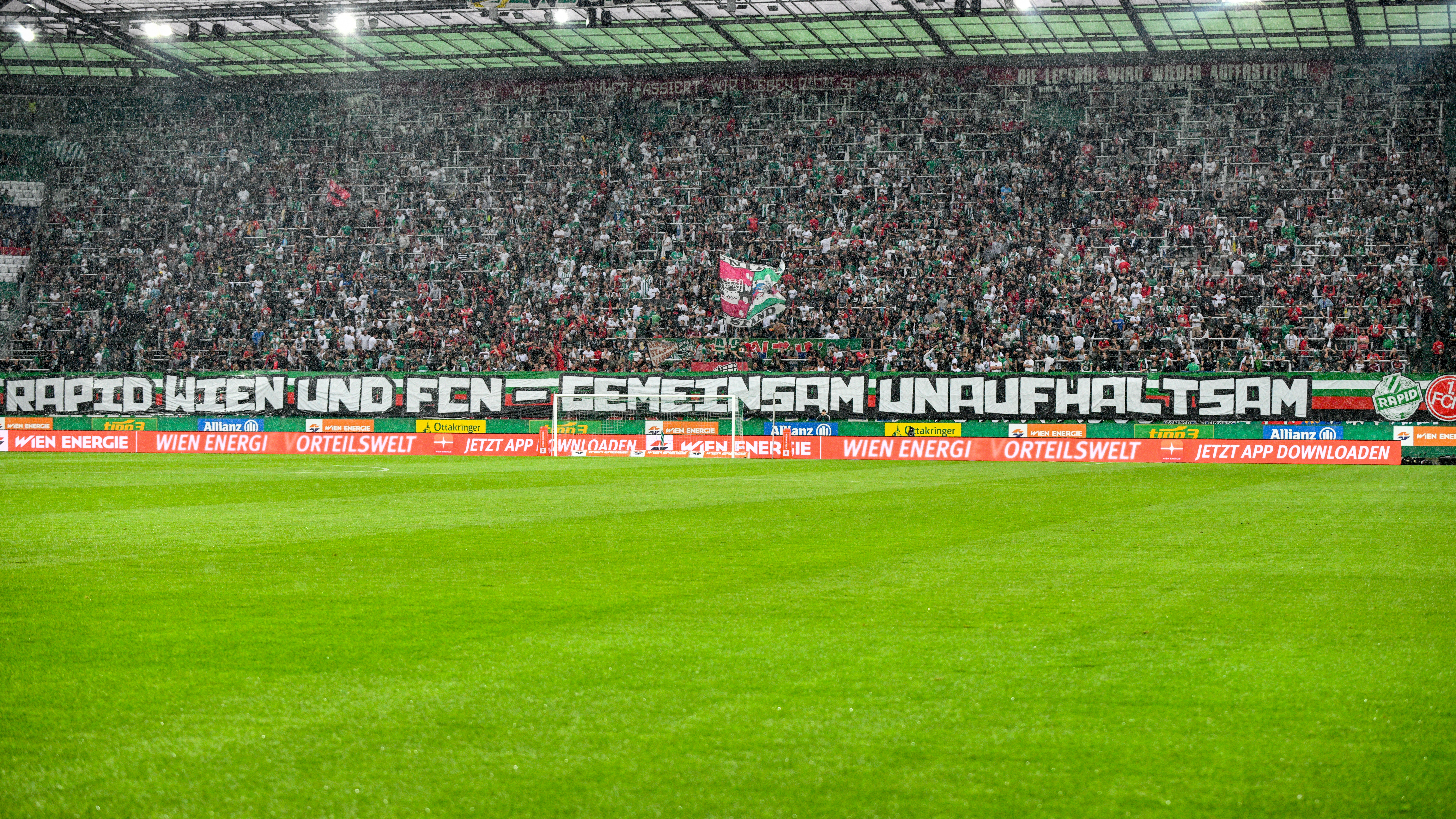
Gemischte Westtribüne bei einem Freundschaftsspiel gegen den 1. FC Nürnberg

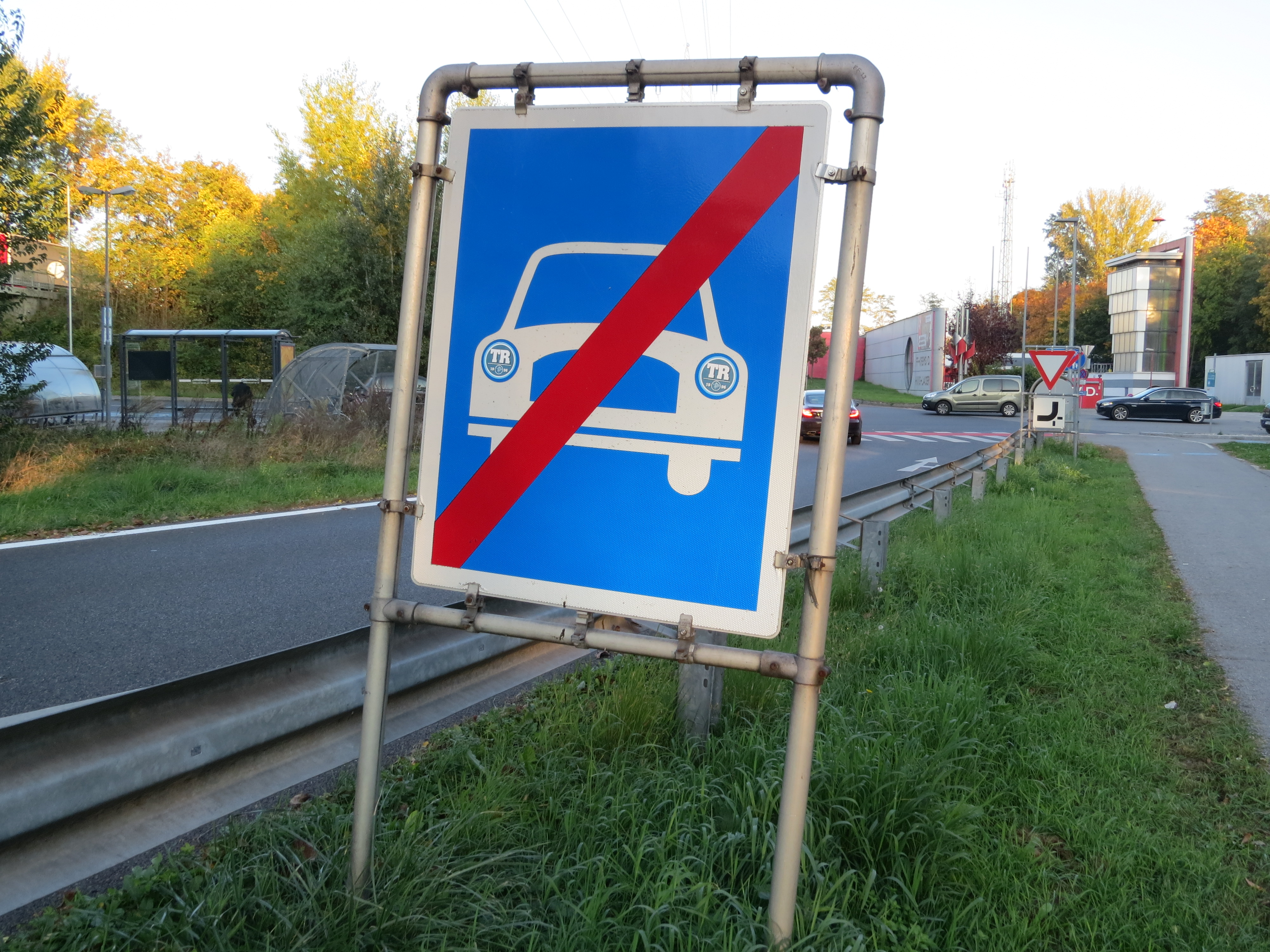
Auch außerhalb der Stadien machen sich die Fans bemerkbar. Bei diesem Verkehrszeichen in Krems an der Donau sind Aufkleber der Tornados Rapid in den Scheinwerfern versteckt (2018).

Unterstützt wird der Verein unter anderem von den Ultras Rapid Block West 1988, der größten und ältesten Ultra-Gruppierung Österreichs. Sie sind eine der wenigen Ultra-Gruppierungen in Europa, die in jedem Spiel eine Choreographie zeigen, und wurden 2005 von der Torcida International Fans Organisation (T.I.F.O.) zur Gruppierung mit den besten Choreographien in Europa gewählt. Die Ultras Rapid Block West 1988 pflegen außerdem Fan-Freundschaften zu den Ultra-Gruppierungen des FBC Unione Venedig (VENTISEI GIUGNO 1987), 1. FC Nürnberg (Ultras Nürnberg 1994) und Panathinaikos Athen (Gate 13). Weitere wichtige Fanklubs sind die Tornados Rapid, die Green Lions, die Alte Garde und die Lords Rapid. Die Lords Rapid unterstützten die Mannschaft im Gerhard-Hanappi-Stadion von der Osttribüne aus. Seit der Fertigstellung des Allianz Stadions sind sie jedoch Teil des „Block West“.
Von den Medien werden die Ultras Rapid auch gelegentlich mit Gewalt in Verbindung gebracht, sie selbst zeigen sich hiervon nicht abgeneigt und verlautbaren beispielsweise: Die Schlachten gegen die Kommerzialisierung scheinen unschlagbar … leider ist Gewalt da oftmals das einzige Mittel. Tatsächlich kam es in der Vergangenheit mehrmals zu gewalttätigen Ausschreitungen bei oder nach Rapidspielen, vorwiegend bei Derbys oder bei Partien gegen Sturm Graz. So auch am 22. Oktober 2005, als Zuschauer begannen, den Austriatorwart Joey Didulica, nach seinem Foul gegen Axel Lawarée am 26. Mai 2005 im Wiener Derby, mit Feuerwerkskörpern zu beschießen, wobei hier allerdings die Ultras Rapid nicht die Hauptverantwortlichen waren. Zum bislang schlimmsten Vorfall seit der Jahrtausendwende kam es im Sommer 2002, als bei einem Freundschaftsspiel gegen Arsenal die Tribüne im Eisenstädter Lindenstadion in Brand gesetzt und eingreifende Polizisten mit Flaschen und herausgerissenen Sitzbänken angegriffen wurden. Sanktionen gegen Rapid seitens der UEFA und Stadionverbote gegen die von der Polizei ausfindig gemachten Hooligans – mehrheitlich Mitglieder der Ultras Rapid – waren die Folge, Letztere wurden vom Verein nach sechs Monaten wieder zurückgezogen. Die Ultras bestritten allerdings, dass Mitglieder von ihnen an den Ausschreitungen in Eisenstadt beteiligt waren. Auch die betroffenen Ultrasmitglieder dementierten ihre Beteiligung.
Für Diskussionen sorgte auch das Verhalten von ca. 400 Ultras Rapid beim freundschaftlichen Länderspiel der österreichischen Nationalmannschaft gegen Schottland, das am 30. Mai 2007 im Gerhard-Hanappi-Stadion stattfand. Der Teamkapitän Andreas Ivanschitz wurde bei jeder Ballberührung beschimpft und ausgepfiffen, da man ihm den Wechsel von Rapid zu Red Bull Salzburg nicht verziehen hatte.
Im letzten Wiener Derby der Saison 2010/11 stürmte viele Rapidanhänger kurz nach dem 2:0 für die Austria das Spielfeld, bepöbelten Spieler der eigenen Mannschaft und beschossen den Gästeblock mit Feuerwerkskörpern, die zuvor vom Gästesektor aus auf das Feld geworfen worden waren. Das Spiel wurde letztendlich abgebrochen und mit 0:3 strafverifiziert. Bereits im Vorfeld der Partie wurde der Mannschaftsbus der Austria mit Gegenständen beworfen.
Immer wieder treffen Fans der Fanlager von Rapid und der Austria auch abseits der Stadien aufeinander, wobei es vermehrt zu Massenschlägereien kommt.
Am Ende des 343. Wiener Derby kam es am 22. September 2024 von Anhängern beider Lagern zu einem Platzsturm mit Schlägereien und gegenseitigem Beschuss mit Feuerwerkskörpern. Im Zuge der Ausschreitungen kam es zu 17 verletzten Stadionbesuchern, zehn verletzten Polizisten sowie 577 angezeigten Personen, darunter 152 nach dem Strafgesetzbuch. An den Vorfällen war auch ein offizieller Fanbeauftrager des SK Rapid Wien beteiligt, der mit einer Eckfahne auf einen am Boden liegenden Austria-Fan einschlug und -stach, und in weiterer Folge für sein Vergehen vom Verein suspendiert wurde. Zwei Tage später einigten sich die beiden Vereine darauf in den nächsten vier Derbys keine Auswärtsfans mehr zuzulassen. Seitens der Bundesliga, die zu diesem Zeitpunkt noch keine Strafsenatssitzung abgehalten hatte, drohten mögliche Strafen im sechsstelligen Eurobereich, Geisterspiele oder Sperren gewisser Sektoren.

### Wiener helfen Wienern
Jedes Jahr unterstützt die aktive Fanszene des SK Rapid eine karitative Einrichtung. Die Initiative Wiener helfen Wienern sammelt Geld für diese Einrichtungen. Im März 2024 haben die Fans des SK Rapid eine Rekordsumme von 121.899 € auf die Beine stellen können. Seit 2010 sammelt Wiener helfen Wienern für karitative Einrichtungen.

### Aktion im öffentlichen Raum
Im Jänner 2024 wurde die Jubiläumswarte in Wien-Ottakring mit den Farben Grün, Weiß, Blau und Rot bemalt. Die Schriftzüge „125 Jahre“, „Ultras Rapid“ und „SAF“ lassen drauf schließen, dass Teile der aktiven Hütteldorfer Fanszene daran beteiligt sind.

### Rapid-Viertelstunde
Die Rapid-Viertelstunde zählt zu den Besonderheiten der Fankultur des Vereines. Damit sind die letzten 15 Minuten jedes Spiels gemeint, in denen Rapid zahlreiche Spiele komplett umdrehen konnte. Diese letzte Viertelstunde wird seit 1919 traditionellerweise nach genau 75 Spielminuten vom Publikum etwa ein bis zwei Minuten lang rhythmisch und lautstark eingeklatscht. Zu einer festen Tradition wurde das Einklatschen der Rapid-Viertelstunde mit dem Meisterschaftsspiel gegen den Wiener AC im Jahre 1921. Rapid lag zur Pause 1:5 zurück, vor Beginn der Rapid-Viertelstunde noch 3:5. Schließlich gewann man noch mit 7:5. Alle sieben Rapidtore schoss dabei Josef Uridil, der zu einem der ersten großen Stürmerstars des Vereins wie auch des österreichischen Fußballs wurde. Für weitere Erfolge sorgte die Rapid-Viertelstunde beispielsweise im Jahre 1939, als man im deutschen Pokalfinale gegen FSV Frankfurt einen 0:1-Rückstand noch auf einen 3:1-Sieg drehen und somit auch als österreichischer Verein den deutschen Pokaltitel holen konnte. Einhergehend damit lässt sich der Ursprung der Rapid-Viertelstunde in einigen entscheidenden Siegen dieser Frühzeit ausmachen, allen voran jenem vom 29. Oktober 1911, als Gustav Blaha in der 75. Minute den 2:1-Siegtreffer gegen den haushohen Favoriten WAF erzielte und die aus Nachwuchskräften notdürftig zusammengewürfelte Rapidelf in weiterer Folge völlig überraschend die erstmals ausgetragene Meisterschaft gewann. Zur Tradition wurde die Viertelstunde in den 1920ern, vermutlich durch ungarische Vermittlung. Friedrich Torberg bezeugt die Praxis in seinem Roman Die Mannschaft. Sie wurde auf der Pfarrwiese, der Heimstätte des SK Rapid von 1912 bis 1978, zum enthusiastisch gepflegten Ritual. Einige in der Schlussphase errungene Siege spielten dabei eine wesentliche Rolle. In der Periode der Weltwirtschaftskrise, als die Arbeitslosen und Ausgesteuerten sich keinen Sportplatzbesuch leisten konnten, sollen zur Rapid-Viertelstunde die Tore der Pfarrwiese geöffnet worden sein. Die Anfeuerungskapazität der Rapidfans wurde damit in der entscheidenden Viertelstunde deutlich verstärkt.
Seit einigen Jahren folgt auf das rhythmische Einklatschen der Rapid-Viertelstunde regelmäßig die lautstarke Aufforderung der Fans an die Mannschaft mit den Worten: „Hoppauf Hütteldorf!“. Im März 2011 stellte der Fanclub Grün-Weiße Akademiker einen Antrag bei der UNESCO, die Rapid-Viertelstunde in den Kreis des immateriellen Kulturerbes Österreichs aufzunehmen. Der Antrag wurde jedoch einstimmig abgelehnt.

## Zweite Mannschaft
Die zweite Mannschaft des SK Rapid, auch als „SK Rapid II“ bezeichnet, spielt in der 2. Liga.

## Erfolge

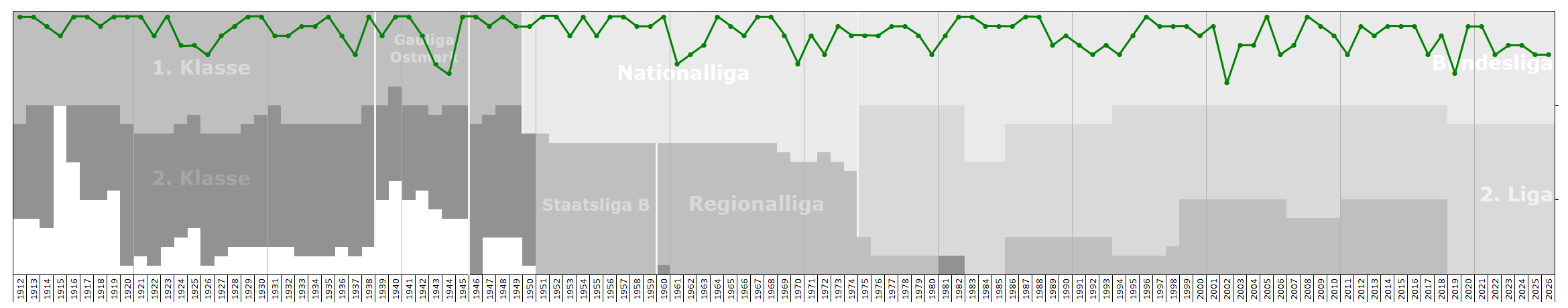
Bundesligaplatzierungen des SK Rapid Wien 1912–2024 (Österreich & Gauliga Ostmark)

### National
- Österreichische Meisterschaft:
  - 32 × Österreichischer Meister: 1912, 1913, 1916, 1917, 1919, 1920, 1921, 1923, 1929, 1930, 1935, 1938, 1940, 1941, 1946, 1948, 1951, 1952, 1954, 1956, 1957, 1960, 1964, 1967, 1968, 1982, 1983, 1987, 1988, 1996, 2005, 2008
  - 28 × Österreichischer Vizemeister: 1914, 1918, 1928, 1933, 1934, 1947, 1949, 1950, 1958, 1959, 1965, 1966, 1973, 1977, 1978, 1984, 1985, 1986, 1997, 1998, 1999, 2001, 2009, 2012, 2014, 2015, 2016, 2020, 2021
- Deutsche Meisterschaft:
  - 1 × Deutscher Meister: 1941
  - 1 × 3. in der Deutschen Meisterschaft: 1940
- Österreichischer Cup:
  - 14 × Österreichischer Cupsieger: 1919, 1920, 1927, 1946, 1961, 1968, 1969, 1972, 1976, 1983, 1984, 1985, 1987, 1995
  - 16 × Österreichischer Cupfinalist: 1929, 1934, 1959, 1960, 1966, 1971, 1973, 1986, 1990, 1991, 1993, 2005, 2017, 2019, 2023, 2024
- ÖFB-Supercup:
  - 4 × Österreichischer Supercupsieger: 1986, 1987, 1988, 2008
  - 2 × Österreichischer Supercupfinalist: 1995, 1996
- Deutscher Pokal:
  - 1 × Deutscher Pokalsieger: 1938
  - 2 × Halbfinalist im Deutschen Pokal: 1939, 1940
- Wiener Stadthallenturnier:
  - 7 × Sieger des Wiener Stadthallenturniers: 1972, 1988, 1990, 1995, 1997, 1998, 2004
- Auszeichnungen
  - Österreichs Mannschaft des Jahres: 1996
  - VdF-Mannschaft des Jahres (Bruno) (2): 2005, 2008

### International
- Mitropapokal
  - 1 × Mitropacupsieger: 1930
  - 3 × Mitropacupfinalist: 1927, 1928, 1956
- Zentropapokal
  - 1 × Zentropapokalsieger 1951
- Europapokal
  - 2 × Europapokalfinale: 1985 (CC), 1996 (CC)
- Intertoto-Cup
  - 2 × Intertotocup-Sieger: 1992, 1993

## Sonstiges
Im Mai 2018 konnte der Seelsorger des Vereins, Pfarrer Christoph Pelczar, eine Privataudienz der Vereinsmitglieder bei Papst Franziskus organisieren. Es ist dies die erste Audienz eines österreichischen Fußballvereines bei einem Papst. Erleichtert wurde die Audienz durch die Errichtung einer Andachtskapelle im Allianz Stadion, die den fußballinteressierten Papst begeisterte.